# Quatre Jours de Dunkerque 2014
Vous lisez un « bon article » labellisé en 2015.
La 60e édition des Quatre Jours de Dunkerque a eu lieu du 7 au 11 mai 2014. Cette course cycliste fait partie du calendrier UCI Europe Tour 2014 en catégorie 2.HC.
L'épreuve est remportée pour la deuxième année consécutive par le Français Arnaud Démare, membre de l'équipe FDJ.fr et vainqueur des première et deuxième étapes. Il s'impose respectivement devant son compatriote Sylvain Chavanel (IAM), lauréat de la troisième étape, et le Danois Michael Valgren (Tinkoff-Saxo) tous deux repoussés à six secondes au classement général final.
Démare remporte par la même occasion le classement par points et celui du meilleur jeune tandis qu'un autre tricolore, le local Rudy Kowalski (Roubaix Lille Métropole), gagne le classement du meilleur grimpeur. La formation française AG2R La Mondiale termine quant à elle meilleure équipe. Toutes les étapes ont été glanées par des coureurs français puisque les deux dernières sont revenues respectivement à Thierry Hupond (Giant-Shimano) et Jimmy Engoulvent (Europcar).

## Présentation

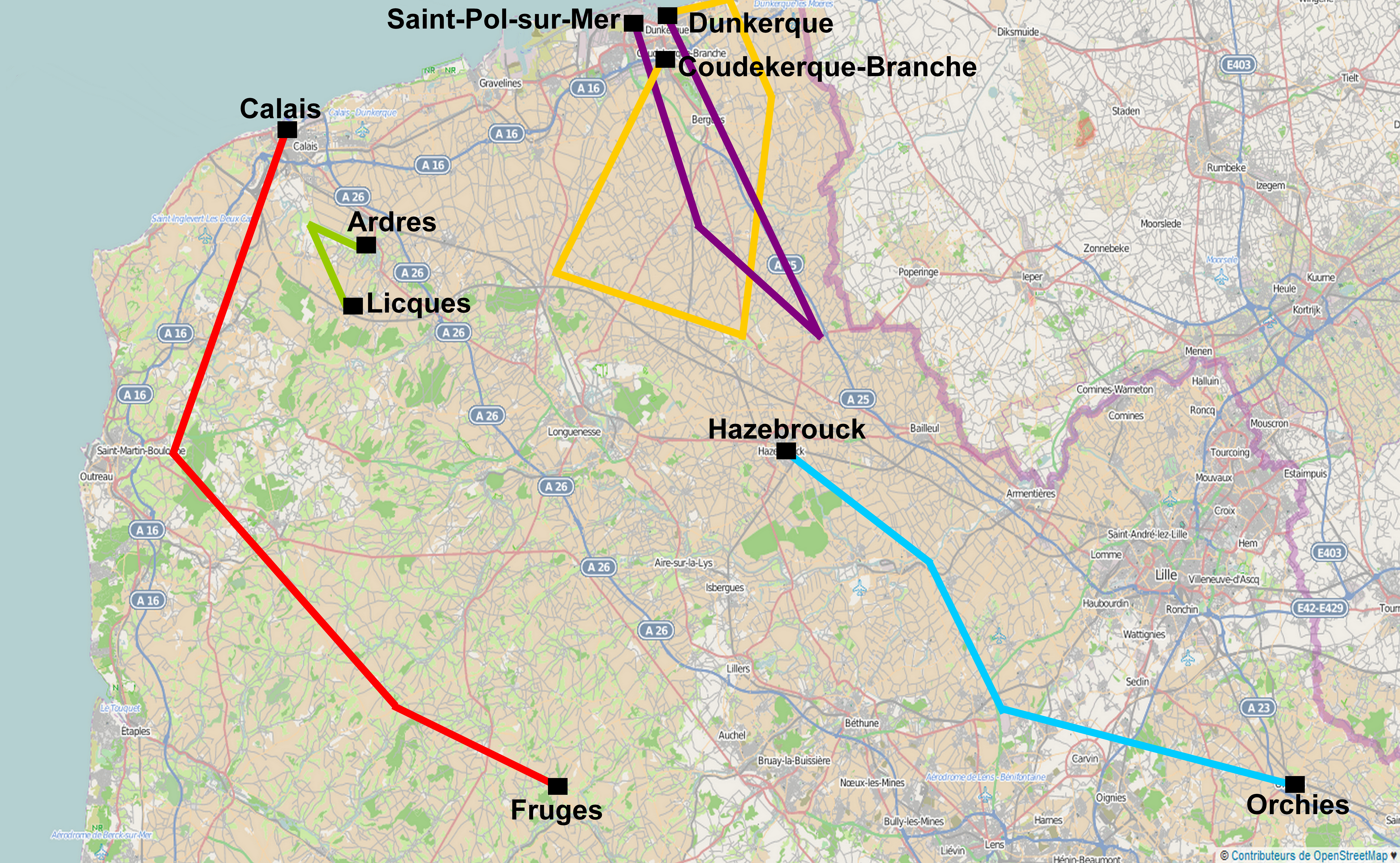
Carte schématisant les parcours des cinq étapes.

- 1re étape : Dunkerque - Coudekerque-Branche
- 2e étape : Hazebrouck - Orchies
- 3e étape : Fruges - Calais
- 4e étape : Ardres - Licques
- 5e étape : Saint-Pol-sur-Mer - Dunkerque

### Comité d'organisation
Le comité d'organisation est constitué du président Bernard Martel, des vice-présidents Hervé Prouvoyeur et Joel Huysman, du secrétaire Pascal Pringarbe, du trésorier Jean-Marie Scharre, des administrateurs François Marteel, Pascal Mercier, Franck Mielot et Simon Rychwalski, des membres Mickael Deswarte, Éric Drieux, Patrick Lobel et Olivier Vantielcke, des présidents honoraires Jean Bodart et Guy Dehoupe, du membre honoraire André Saint-Maxin et de l'assistante administrative Marie Eichenholc-Bahi.
La course est animée par Daniel Mangeas.

### Parcours
Comme les éditions précédentes, la course se déroule en cinq étapes. Le parcours est cette année long de 893,2 kilomètres,,.
Le départ de la première étape est lancé le mercredi 7 mai 2014 à Dunkerque. Les coureurs effectuent deux passages à Cassel et arrivent après 162,9 kilomètres à Coudekerque-Branche. Cette étape comporte trois ascensions, toutes placées dans la première moitié de l'étape. Après 132,6 kilomètres, les coureurs entrent sur un circuit final plat disputé autour de la ville d'arrivée. La ligne d'arrivée est franchie une première fois et deux tours de 12,3 kilomètres sont ensuite à réaliser par les coureurs avant l'arrivée,.
Le départ de la deuxième étape est donné le jeudi 8 mai à Hazebrouck. L'étape se termine à Orchies après 166,9 kilomètres de course. Une ascension est prévue au bout de 70 kilomètres. Comme lors de la première étape, l'arrivée se termine en circuit. Trois tours de 21,1 kilomètres sont à effectuer qui comportent chacun la traversée du secteur pavé d'Orchies, secteur pavé utilisé lors de Paris-Roubaix. 5 100 mètres de pavés, soit trois fois 1 700 mètres, sont présents au total lors de ce circuit final,.
La troisième étape, longue de 197,6 kilomètres, le vendredi 9 mai, relie Fruges à Calais. Cinq ascensions sont au programme, dont l'ascension à quatre reprises du cap Blanc Nez, la dernière d'entre elles figurant à 10,5 kilomètres de l'arrivée,.
Le samedi 10 mai, la quatrième étape relie en 188,7 kilomètres Ardres à Licques, considérée comme « l'étape reine » à cause de sa difficulté. Au cours de celle-ci sept montées du Vigneau de Licques sont au programme, les six dernières comptant pour le classement du meilleur grimpeur. Un circuit final de 20,6 kilomètres comportant une ascension du Vigneau est à parcourir à six reprises,.
La cinquième et dernière étape relie Saint-Pol-sur-Mer à Dunkerque sur 177,1 kilomètres le dimanche 11 mai en passant par le mont des Cats au bout de 61 kilomètres,,,. Après cette difficulté, l'épreuve se conclut par un circuit traditionnel de 6,9 kilomètres à réaliser neuf fois dans les rues de Dunkerque avant de franchir la ligne d'arrivée au boulevard Sainte-Barbe,.
La variété du parcours proposé rappelle les classiques disputées en avril, notamment les Flandriennes, telles que le Tour des Flandres, par la montée de plusieurs monts, ou Paris-Roubaix pour les kilomètres pavés,.

Les parcours des cinq étapes
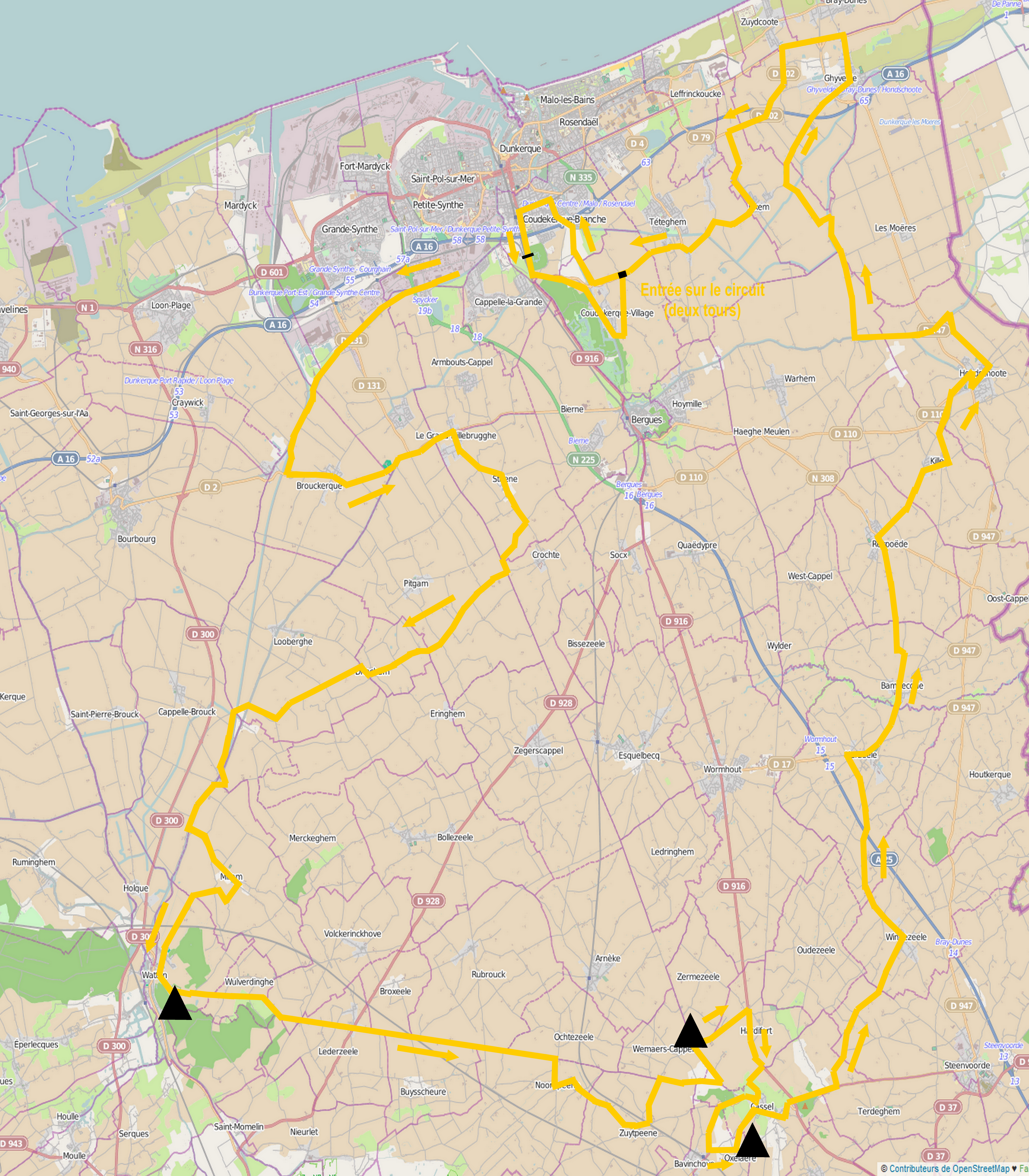
1re étape, mercredi 7 mai 2014.
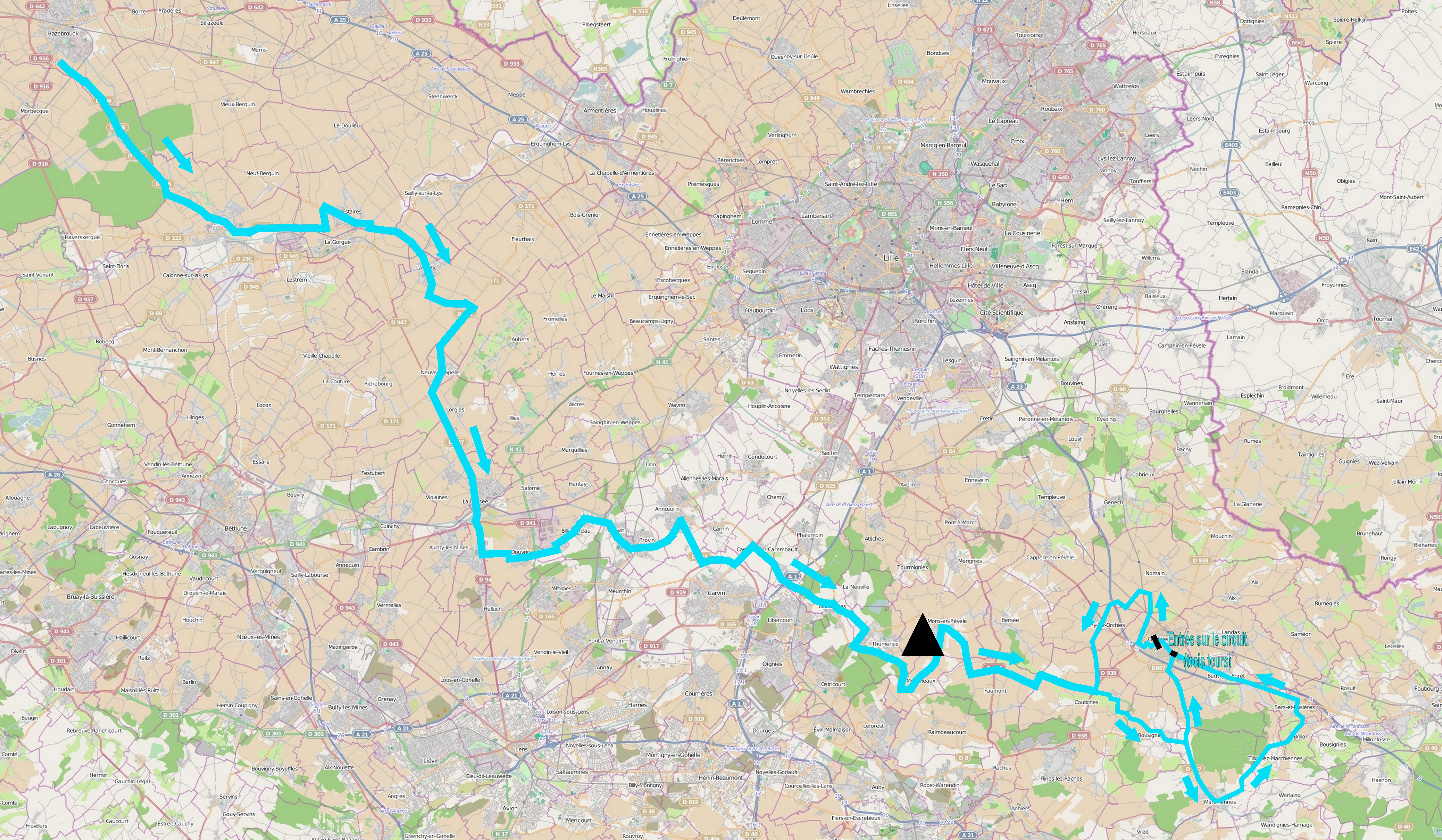
2e étape, jeudi 8 mai 2014.
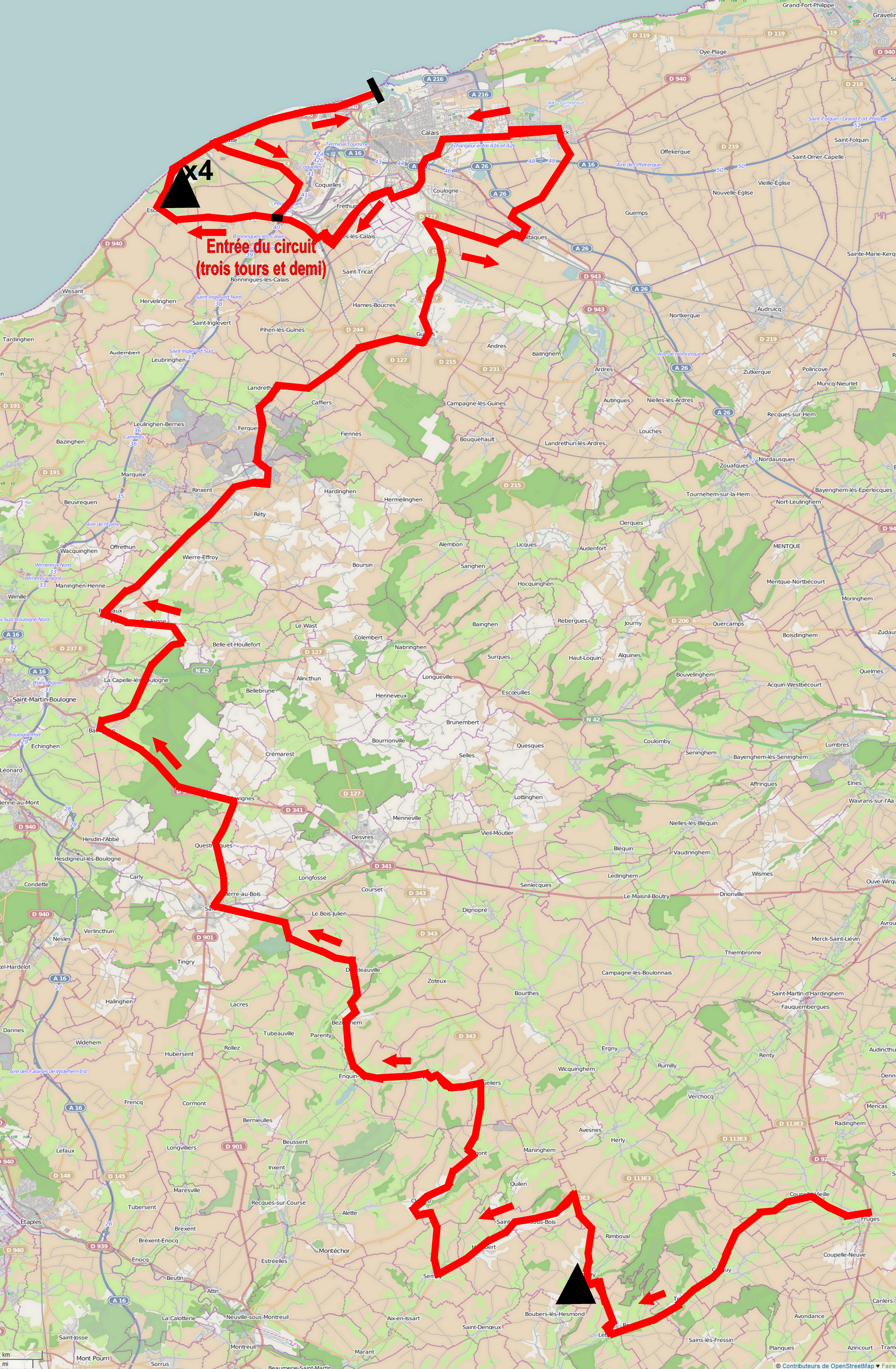
3e étape, vendredi 9 mai 2014.
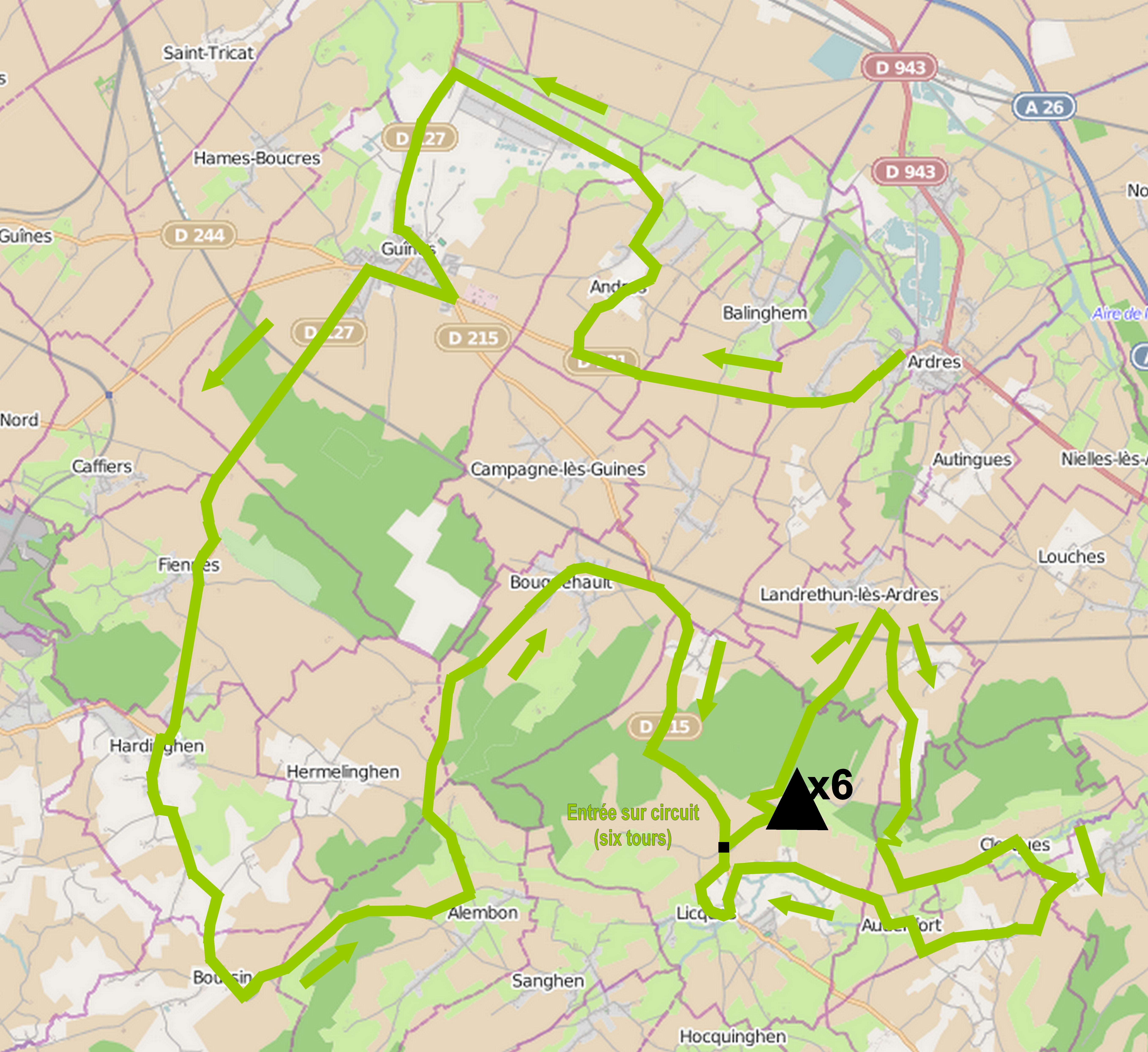
4e étape, samedi 10 mai 2014.
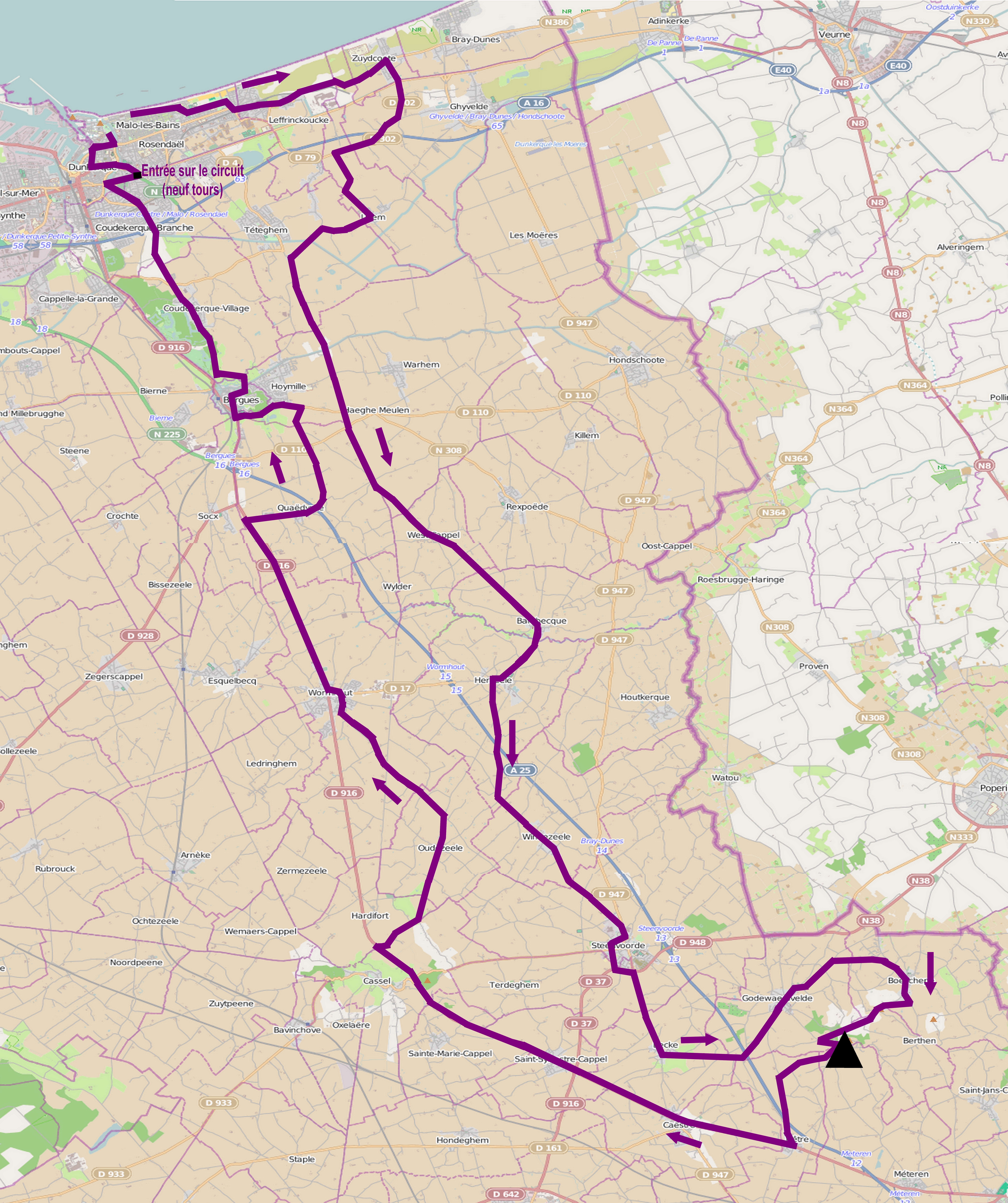
5e étape, dimanche 11 mai 2014.
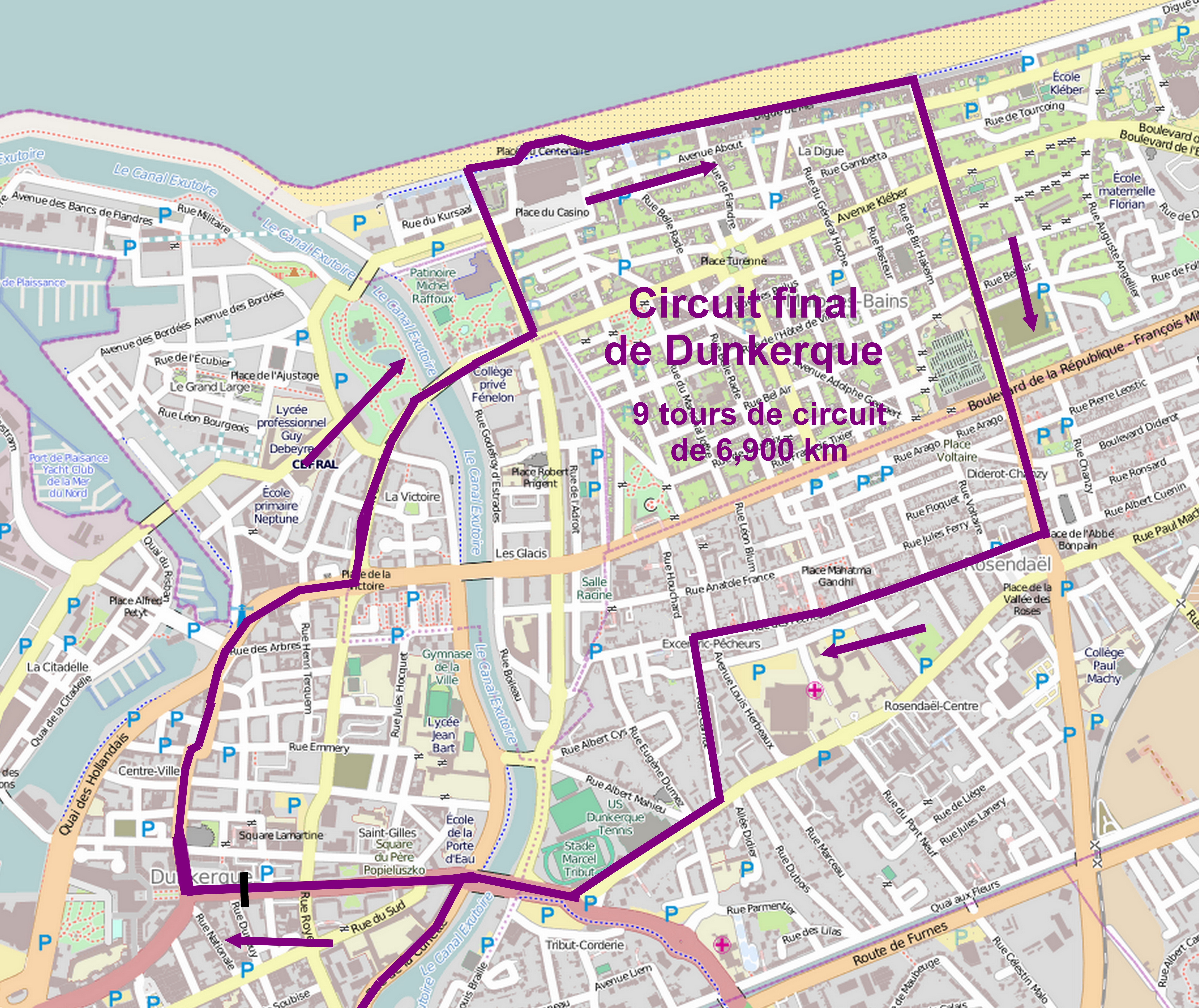
Le circuit final de Dunkerque.

### Équipes
Classés en catégorie 2.HC de l'UCI Europe Tour, les Quatre Jours de Dunkerque sont par conséquent ouverts aux UCI ProTeams dans la limite de 70 % des équipes participantes, aux équipes continentales professionnelles, aux équipes continentales françaises et à une équipe nationale française.
Dix-sept équipes participent à ces Quatre Jours de Dunkerque : cinq ProTeams, sept équipes continentales professionnelles et cinq équipes continentales :
| UCI ProTeams     | UCI ProTeams | UCI ProTeams |
| Nom de l'équipe  | Pays         | Code         |
| ---------------- | ------------ | ------------ |
| AG2R La Mondiale | France       | ALM          |
| Europcar         | France       | EUC          |
| FDJ.fr           | France       | FDJ          |
| Giant-Shimano    | Pays-Bas     | GIA          |
| Tinkoff-Saxo     | Russie       | TCS          |

| Équipes continentales professionnelles | Équipes continentales professionnelles | Équipes continentales professionnelles |
| Nom de l'équipe                        | Pays                                   | Code                                   |
| -------------------------------------- | -------------------------------------- | -------------------------------------- |
| Bretagne-Séché Environnement           | France                                 | BSE                                    |
| Cofidis                                | France                                 | COF                                    |
| IAM                                    | Suisse                                 | IAM                                    |
| MTN-Qhubeka                            | Afrique du Sud                         | MTN                                    |
| NetApp-Endura                          | Allemagne                              | TNE                                    |
| Topsport Vlaanderen-Baloise            | Belgique                               | TSV                                    |
| Wanty-Groupe Gobert                    | Belgique                               | WGG                                    |

| Équipes continentales   | Équipes continentales | Équipes continentales |
| Nom de l'équipe         | Pays                  | Code                  |
| ----------------------- | --------------------- | --------------------- |
| BigMat-Auber 93         | France                | BIG                   |
| La Pomme Marseille 13   | France                | LPM                   |
| Roubaix Lille Métropole | France                | RLM                   |
| Veranclassic-Doltcini   | Belgique              | VER                   |
| Wallonie-Bruxelles      | Belgique              | WBC                   |

### Règlement de la course

#### Incidents de course
Le règlement de la course permet à un coureur victime d'un accident de course dans les trois derniers kilomètres d'une étape et qui se verrait retardé pour cette raison de ne pas perdre de temps au classement général. Cela concerne les cas d'incidents mécaniques ou de chute. Concernant l'arrivée de l'étape, dans le cas où le coureur passe la ligne d'arrivée, il conserve sa place mais se voit attribuer le temps du groupe dans lequel il était placé avant son incident. Si le coureur n'atteint pas la ligne d'arrivée, il se voit attribuer le temps du groupe dans lequel il était placé avant son incident. Il figure également dans le classement de l'étape en dernière position.

#### Délais d'arrivée
Lors d'une course cycliste, les coureurs sont tenus d'arriver dans un laps de temps imparti à la suite du premier pour pouvoir être classés. Ces délais sont variables selon la difficulté d'une étape, une étape plus difficile bénéficiant d'un pourcentage de délais plus important. Lors de cette édition des Quatre Jours de Dunkerque, les délais prévus sont de 10 % dans les 1re, 2e, 3e et 5e étapes ainsi que 12 % dans la 4e étape. Selon les circonstances de course, le jury des commissaires, en accord avec l'organisation de l'épreuve, peut augmenter ces délais.

#### Classements et bonifications

##### Classement général individuel au temps
Le classement général individuel au temps est calculé par le cumul des temps enregistrés dans chacune des étapes parcourues. Des bonifications et d'éventuelles pénalisations sont incluses dans le calcul du classement. Le coureur qui est premier de ce classement est porteur du maillot rose.
Deux types de bonifications sont présents dans cette épreuve. Chaque arrivée d'étape donne lieu à dix secondes, six secondes et quatre secondes pour les trois premiers coureurs classés. Durant la course, il existe quinze sprints « B » intermédiaires dont les trois premiers sont récompensés respectivement de trois secondes, deux secondes et une seconde. En cas d'égalité de temps au classement général, les coureurs sont départagés par l'addition des places obtenues lors de toutes les étapes, le premier étant celui dont l'addition obtient le résultat le plus bas. En cas de nouvelle égalité, la place obtenue dans la dernière étape détermine le classement général final.

##### Classement du meilleur grimpeur
Le classement du meilleur grimpeur, ou classement des monts, est un classement spécifique basé sur les arrivées au sommet des seize ascensions répertoriées dans l'ensemble de la course. À chaque franchissement de sommet, trois points sont obtenus par le premier coureur, deux points au deuxième et un point au troisième. Le premier du classement des monts est détenteur du maillot blanc à pois rouge. En cas d'égalité, les coureurs sont prioritairement départagés par le nombre de premières places aux sommets. Si l'égalité persiste, le critère suivant est la place obtenue au classement général. Pour être classé, un coureur doit avoir terminé la course dans les délais.

##### Classement par points
Le maillot vert récompense le classement par points. Celui-ci se calcule selon le classement lors de sprints intermédiaires et lors des arrivées d'étape. Les trois premiers coureurs des sprints intermédiaires reçoivent respectivement 4, 2 et un point. Lors d'une arrivée d'étape, les quinze premiers se vient accorder des points selon le décompte suivant : 20, 17, 15, 13, 11, 10, 9, 8, 7, 6, 5, 4, 3, 2, 1 point. En cas d'égalité, les coureurs sont prioritairement départagés par le nombre de victoires d'étapes. Si l'égalité persiste, le nombre de victoires à des sprints intermédiaires puis éventuellement la place obtenue au classement général entrent en compte. Pour être classé, un coureur doit avoir terminé la course dans les délais.

##### Classement par équipes
Après chaque étape, le classement par équipes du jour s'obtient par le cumul des temps des trois premiers coureurs de chaque équipe. En cas d'égalité, ce sont d'abord les cumuls des places de ces trois premiers coureurs qui détermine le classement des équipes. Si l'égalité persiste, la place du meilleur coureur d'une équipe à l'arrivée d'une étape permet de départager les équipes. Le classement général par équipes est obtenu par le cumul des classements de chaque étape en sachant qu'à la fin de l'épreuve, une équipe doit nécessairement compter encore trois coureurs pour être classée. En cas d'égalité, c'est d'abord le nombre de premières places dans le classement par équipes du jour qui détermine le classement. Si besoin est, le nombre de deuxièmes places est pris en compte, et ainsi de suite jusqu'à départager des égalités. Si l'égalité persiste toujours, le dernier critère intervenant est la place du meilleur coureur d'une formation au classement général qui compte. En cas de sanction infligée à un coureur, si le jury des commissaires juge qu'elle donne un avantage à son équipe, celle-ci peut se voir attribuer une sanction de trente secondes. Lors d'une étape, l'équipe en tête de ce classement voit ses coureurs porter un dossard rose conformément au règlement de l'Union cycliste internationale (UCI).

##### Classement des jeunes
Le classement des jeunes ne concerne qu'une certaine catégorie de coureurs, ceux étant âgés de moins de 25 ans au départ de cette édition des Quatre Jours de Dunkerque, soit au 7 mai 2014. Ce classement, basé sur le classement général, attribue au premier un maillot blanc.

##### Répartition des maillots
Chaque coureur en tête d'un classement est porteur du maillot ou du dossard distinctif correspondant. Cependant, dans le cas où un coureur dominerait plusieurs classements, celui-ci ne porte qu'un seul maillot distinctif, selon une priorité de classements. Le classement général au temps est le classement prioritaire, suivi du classement général par points, du classement général du meilleur grimpeur, et du classement du meilleur jeune. Si ce cas de figure se produit, le maillot correspondant au classement annexe de priorité inférieure n'est pas porté par celui qui domine ce classement mais par son deuxième.

##### Classement des «rushs»
À chaque arrivée, un prix des « rushs » est attribué au coureur qui obtient le plus de points en cumulant ceux des sprints intermédiaires « B » et ceux des prix des monts sur l'étape du jour. En cas d'égalité, c'est d'abord le nombre de victoires dans les sprints et prix du jour qui permet de sélectionner le lauréat. Si l'égalité perdure, le classement de l'étape du jour détermine le lauréat du jour.

##### Combativité des équipes
Lors des quatre premières étapes, un jury issu de l'organisation détermine « l'équipe la plus combative », trois coureurs de celle-ci montant sur le podium. Le dernier jour, ce prix est confondu avec le classement par équipes.

##### Prix de la combativité
À chaque arrivée, des journalistes de l'hebdomadaire La Voix des Sports décernent à un coureur le « prix de la combativité ».

#### Primes
Les vingt prix sont attribués suivant le barème de l'UCI,. Le total général des prix distribués est de 77 230 €. À l'issue de chaque étape, le 1er remporte 3 615 €, le 2e 1 805 €, le 3e 905 €, le 4e 455 €, le 5e 365 €, le 6e et le 7e 269 €, le 8e et le 9e 180 €, et 92 € du 10e au 20e. Au classement général final, le 1er remporte 9 040 €, le 2e 4 515 €, le 3e 2 265 €, le 4e 1 140 €, le 5e 915 €, le 6e et le 7e 675 €, le 8e et le 9e 450 €, et 230 € du 10e au 20e.
| Position           | 1er     | 2e      | 3e      | 4e      | 5e    | 6e    | 7e    | 8e    | 9e    | 10e à 20e |
| Classement général | 9 040 € | 4 515 € | 2 265 € | 1 140 € | 915 € | 675 € | 675 € | 450 € | 450 € | 230 €     |
| Par étape          | 3 615 € | 1 805 € | 905 €   | 455 €   | 365 € | 269 € | 269 € | 180 € | 180 € | 92 €      |

#### Prix
Par ailleurs, à l'issue du classement général final, le meilleur grimpeur remporte 1 000 €, le 2e 600 € et le 3e 300 €. Les montants sont identiques pour le classement par points. Le classement par équipes remporte 1 500 € à la 1re équipe, tandis que remporter le classement des jeunes rapporte 1 000 €. Le classement des Rushs rapporte chaque jour 250 € à ceux qui le gagnent. Le montant est identique pour la combativité des équipes, mais ne porte que sur les quatre premières étapes. Enfin, le coureur le plus combatif de chaque étape remporte 150 €.
Ainsi, suivant ces barèmes, Arnaud Démare, vainqueur des deux premières étapes, 7e à la 3e étape, 8e à la 4e étape, 5e à la 5e étape, leader du classement général, du classement par points et du classement des jeunes, repart avec 19 084 €,.

### Favoris
Parmi les coureurs attendus figure le tenant du titre français Arnaud Démare (FDJ.fr). Celui-ci peut espérer rééditer sa victoire de 2013 et remporter plusieurs étapes devant se terminer probablement au sprint. Dans ce domaine, les adversaires de Démare sont des coureurs comme le Belge Tom Van Asbroeck (Topsport Vlaanderen-Baloise), l'Allemand Gerald Ciolek (MTN-Qhubeka), l'Italien Matteo Pelucchi (IAM) ou l'Irlandais Sam Bennett (NetApp-Endura).
Pour le classement général, des puncheurs comme le Français Samuel Dumoulin (AG2R La Mondiale) sont attendus. Plusieurs autres tricolores anciens vainqueurs sont au départ : Sylvain Chavanel (IAM), Pierrick Fédrigo (FDJ.fr) ou Jimmy Engoulvent (Europcar), qui remplace comme leader son compatriote Thomas Voeckler, initialement mentionné sur la liste de départ mais finalement absent pour récupérer de ses participations en avril et en mai aux classiques ardennaises et au Tour de Romandie, des épreuves du niveau supérieur UCI World Tour. Des coureurs d'autres nationalités peuvent s'illustrer tels que le Danois Matti Breschel (Tinkoff-Saxo), qui revient de blessure, ou les Belges Kenneth Vanbilsen (Topsport Vlaanderen-Baloise), Sébastien Delfosse et Antoine Demoitié tous les deux membres de l'équipe Wallonie-Bruxelles, qui voudront succéder à Johan Museeuw vainqueur en 1997 et dernier Belge à s'être imposé. De jeunes coureurs peuvent également se révéler sur cette épreuve, comme ça a été le cas dans des éditions précédentes,,.

### Sponsors et caravane publicitaire

Le logo de l'édition 2014 des Quatre Jours de Dunkerque.

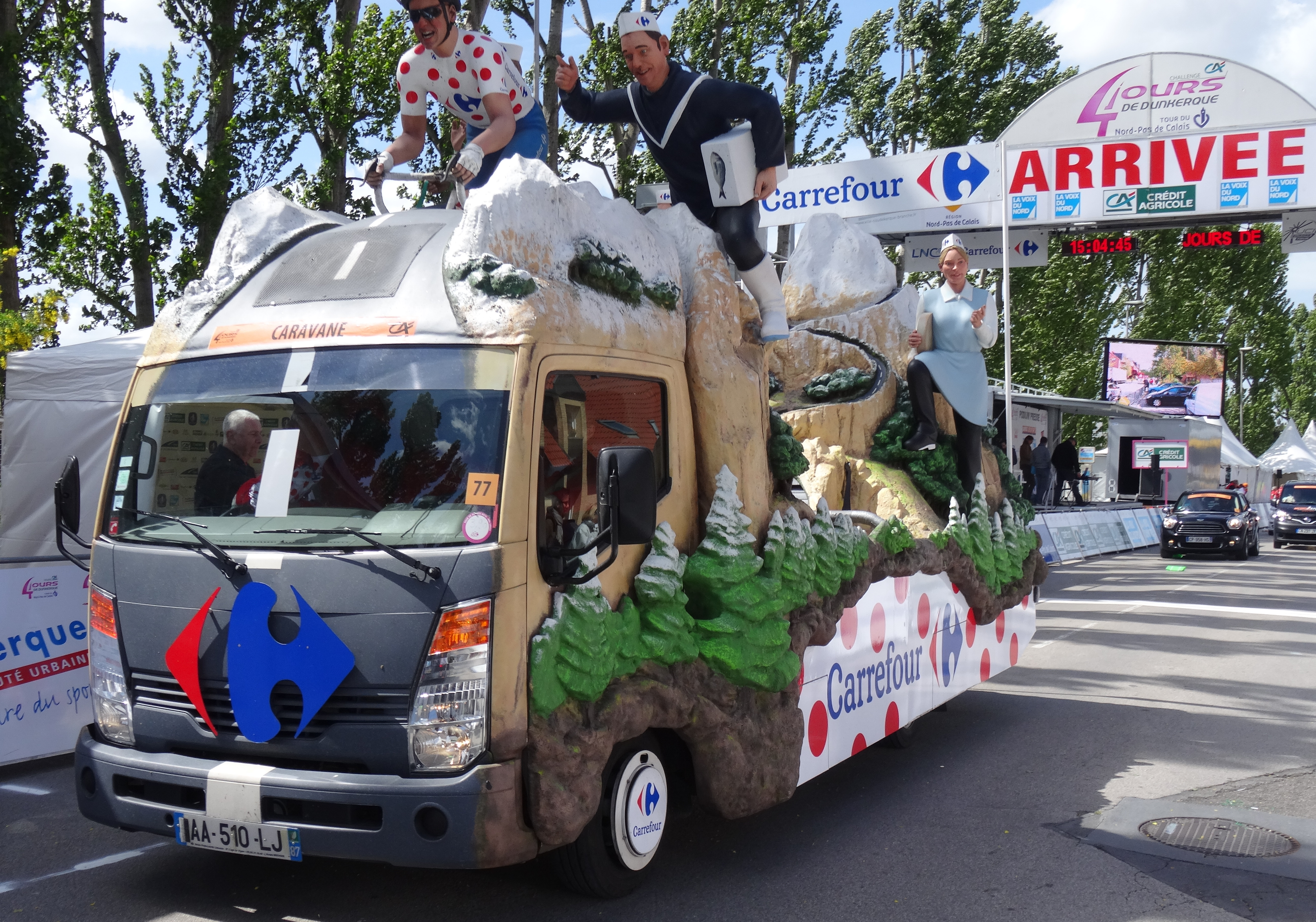
Le char de Carrefour franchissant la ligne d'arrivée à Coudekerque-Branche le 7 mai.

Une multitude de sponsors sont présents dont les partenaires principaux : la ville de Dunkerque, la communauté urbaine de Dunkerque, la région Nord-Pas-de-Calais, le Crédit agricole, La Voix du Nord. Selon l'Union cycliste internationale, la région figure dans l'appellation officielle de la course qui est Quatre Jours de Dunkerque - Tour du Nord-Pas-de-Calais. La Voix du Nord cite généralement comme nom officiel Quatre Jours de Dunkerque - Challenge Crédit Agricole mais indique aussi Quatre Jours de Dunkerque - Tour du Nord-Pas-de-Calais - Challenge Crédit Agricole, ce dernier nom représentant l'ensemble des composantes du logo de l'épreuve pour cette édition. Il existe de nombreux autres partenaires qui sont des entreprises d'envergure régionale ou nationale, les conseils généraux des départements traversés ou des médias.
Le responsable de la caravane publicitaire est François Marteel. Celle des Quatre Jours de Dunkerque est la deuxième de France après celle du Tour de France. Elle compte en 2014 quatre-vingt-quinze véhicules, représentant 290 personnes à bord. C'est « un très bon cru » selon son responsable, qui attribue cette amélioration par rapport aux 70 véhicules de l'édition 2013 au fait que contrairement à l'année précédente, la course passe dans la zone de chalandise des sociétés. Le ticket d'entrée, pour une voiture, et pour un jour, est à partir de 150 €. Un ordre de passage très précis est établi.
| \| Dunkerque Coudekerque-Branche Hazebrouck Orchies Fruges Calais Ardres Licques Saint-Pol-sur-Mer \| Carte des villes accueillant les départs ou les arrivées. |
| Dunkerque Coudekerque-Branche Hazebrouck Orchies Fruges Calais Ardres Licques Saint-Pol-sur-Mer                                                                 |

## Étapes
Ces Quatre Jours de Dunkerque comportent cinq étapes pour un parcours total de 893,2 kilomètres.
| Étape     | Date   | Villes étapes                   |                 | Distance (km) | Vainqueur d’étape | Leader du classement général |
| --------- | ------ | ------------------------------- | --------------- | ------------- | ----------------- | ---------------------------- |
| 1re étape | 7 mai  | Dunkerque – Coudekerque-Branche | Étape de plaine | 162,9         | Arnaud Démare     | Arnaud Démare                |
| 2e étape  | 8 mai  | Hazebrouck – Orchies            | Étape de plaine | 166,9         | Arnaud Démare     | Arnaud Démare                |
| 3e étape  | 9 mai  | Fruges – Calais                 | Étape de plaine | 197,6         | Sylvain Chavanel  | Arnaud Démare                |
| 4e étape  | 10 mai | Ardres – Licques                | Étape vallonnée | 188,7         | Thierry Hupond    | Arnaud Démare                |
| 5e étape  | 11 mai | Saint-Pol-sur-Mer – Dunkerque   | Étape de plaine | 177,1         | Jimmy Engoulvent  | Arnaud Démare                |

## Déroulement de la course

### 1reétape
La première étape relie le mercredi 7 mai 2014 Dunkerque à Coudekerque-Branche, en 162,9 kilomètres.
Cette étape commence par une échappée initiée au trentième kilomètre et regroupant trois coureurs : Manuele Boaro (Tinkoff-Saxo), Jonas Rickaert (Topsport Vlaanderen-Baloise) et Wouter Mol (Veranclassic-Doltcini). La montée du mont Cassel 40 kilomètres plus loin divise le peloton en plusieurs groupes sous l'impulsion des équipes FDJ.fr et IAM. L'échappée est reprise à 50 kilomètres de l'arrivée mais Rickaert reprend la tête de la course, cette fois en étant accompagné de Florian Sénéchal (Cofidis). Le duo ne creuse pas l'écart sur le groupe mené par FDJ.fr et Sénéchal, qui se relève, est rattrapé ainsi que Rickaert à 24 kilomètres de l'arrivée,.
Les vingt derniers kilomètres sont marqués par plusieurs attaques infructueuses. Après la tentative de Dominic Klemme (IAM), c'est son coéquipier Sylvain Chavanel qui se place en tête de la course, accompagné d'Adrien Petit (Cofidis). Ces deux coureurs sont repris à deux kilomètres de l'arrivée par les coéquipiers d'Arnaud Démare (FDJ.fr). Cette étape se termine donc au sprint et Démare, mal placé à l'entame du dernier kilomètre, arrive à remonter ses adversaires et s'impose. Ramon Sinkeldam (Giant-Shimano) termine deuxième et Yannick Martinez (Europcar) troisième,. Arnaud Démare prend donc le maillot rose du leader du classement général, le maillot blanc du meilleur jeune, le maillot vert du classement par points. Manuele Boaro (Tinkoff-Saxo) est en tête du classement du meilleur grimpeur. Topsport Vlaanderen-Baloise est première au classement par équipes, à égalité avec d'autres (ce sont deux coureurs de FDJ.fr qui sont montés sur le podium).
À la fin de l'étape, trois abandons sont dénombrés : Kristian Sbaragli, Loh Sea Keong et Christophe Kern.
| Classement de l'étape | Classement de l'étape | Classement de l'étape | Classement de l'étape       | Classement de l'étape |
|                       | Coureur               | Pays                  | Équipe                      | Temps                 |
| --------------------- | --------------------- | --------------------- | --------------------------- | --------------------- |
| 1er                   | Arnaud Démare         | France                | FDJ.fr                      | en 3 h 49 min 32 s    |
| 2e                    | Ramon Sinkeldam       | Pays-Bas              | Giant-Shimano               | m.t                   |
| 3e                    | Yannick Martinez      | France                | Europcar                    | m.t                   |
| 4e                    | Kenneth Vanbilsen     | Belgique              | Topsport Vlaanderen-Baloise | m.t                   |
| 5e                    | Sam Bennett           | Irlande               | NetApp-Endura               | m.t                   |
| 6e                    | Matteo Pelucchi       | Italie                | IAM                         | m.t                   |
| 7e                    | Samuel Dumoulin       | France                | AG2R La Mondiale            | m.t                   |
| 8e                    | Nikias Arndt          | Allemagne             | Giant-Shimano               | m.t                   |
| 9e                    | Maxime Vantomme       | Belgique              | Roubaix Lille Métropole     | m.t                   |
| 10e                   | Roger Kluge           | Allemagne             | IAM                         | m.t                   |
| modifier              |                       |                       |                             |                       |

| Classement général | Classement général | Classement général | Classement général          | Classement général |
|                    | Coureur            | Pays               | Équipe                      | Temps              |
| ------------------ | ------------------ | ------------------ | --------------------------- | ------------------ |
| 1er                | Arnaud Démare      | France             | FDJ.fr                      | en 3 h 49 min 22 s |
| 2e                 | Ramon Sinkeldam    | Pays-Bas           | Giant-Shimano               | + 4 s              |
| 3e                 | Yannick Martinez   | France             | Europcar                    | + 6 s              |
| 4e                 | Roger Kluge        | Allemagne          | IAM                         | + 7 s              |
| 5e                 | Pieter Jacobs      | Belgique           | Topsport Vlaanderen-Baloise | + 7 s              |
| 6e                 | Tim Declercq       | Belgique           | Topsport Vlaanderen-Baloise | + 7 s              |
| 7e                 | Matthieu Ladagnous | France             | FDJ.fr                      | + 7 s              |
| 8e                 | Sébastien Delfosse | Belgique           | Wallonie-Bruxelles          | + 8 s              |
| 9e                 | Adrien Petit       | France             | Cofidis                     | + 8 s              |
| 10e                | Sylvain Chavanel   | France             | IAM                         | + 9 s              |
| modifier           |                    |                    |                             |                    |

Cérémonie de remise des prix à l'issue de la première étape
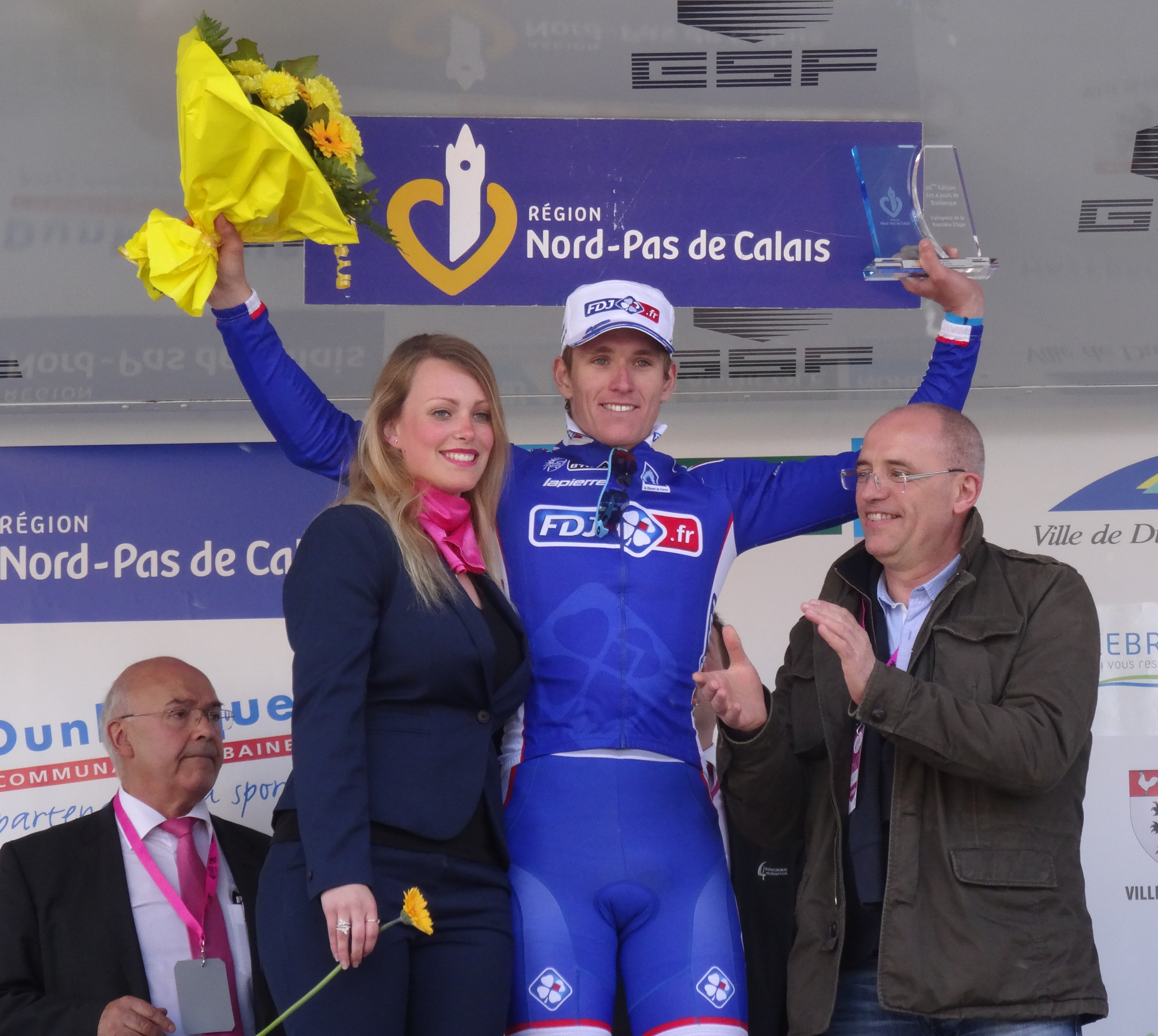
Arnaud Démare, vainqueur de l'étape[A 7] et leader du classement général.
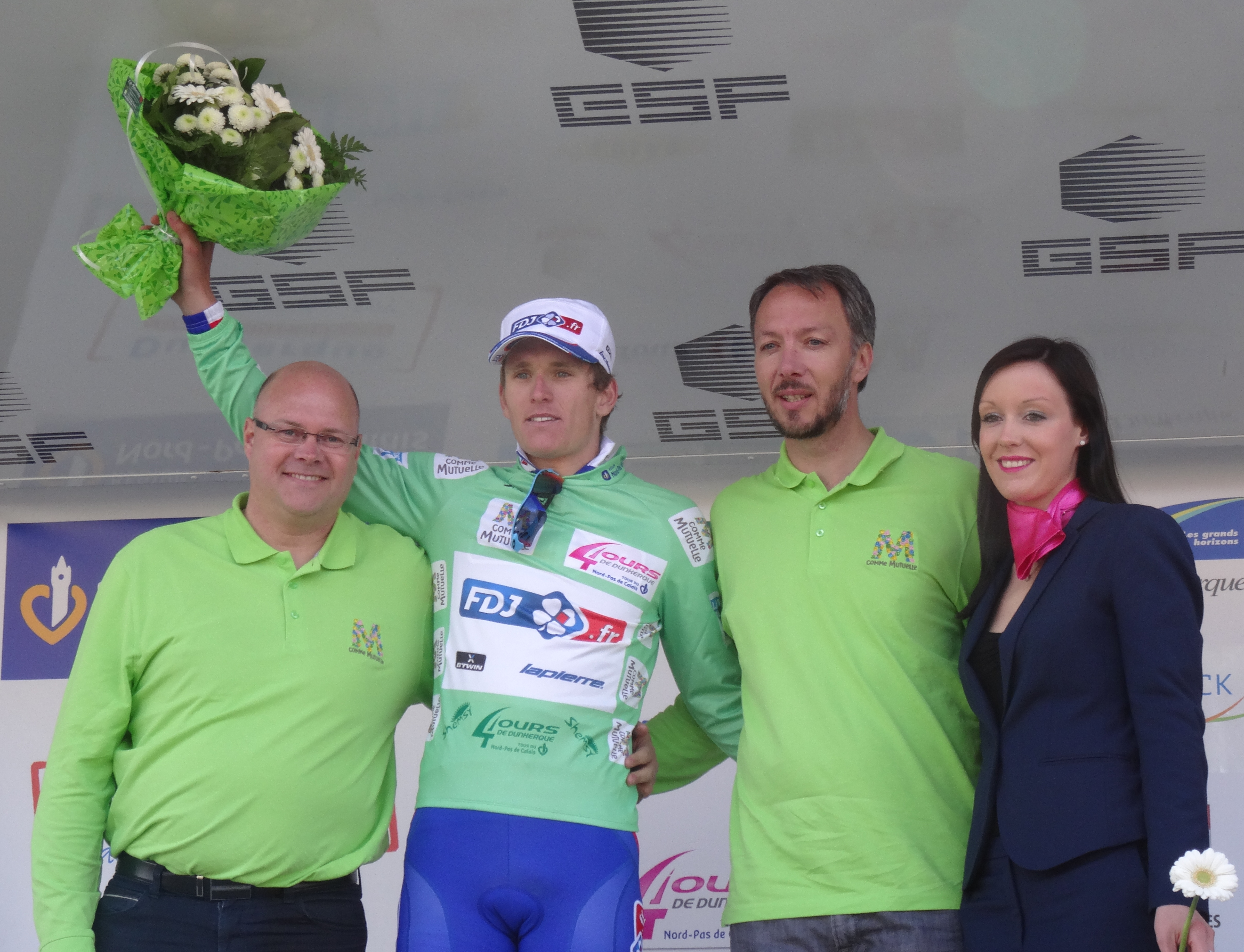
Arnaud Démare, leader du classement par points.
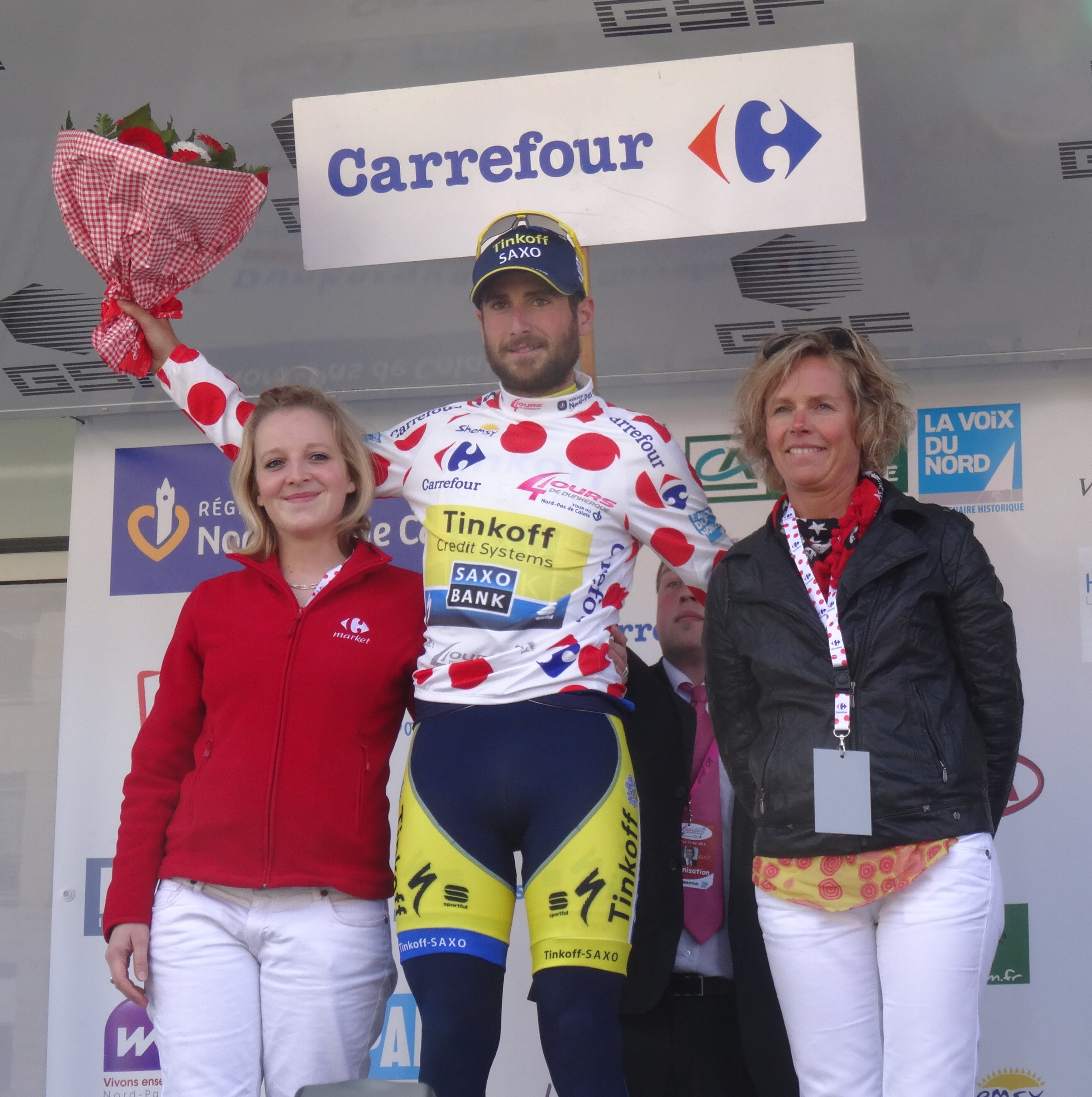
Manuele Boaro, leader du classement du meilleur grimpeur.
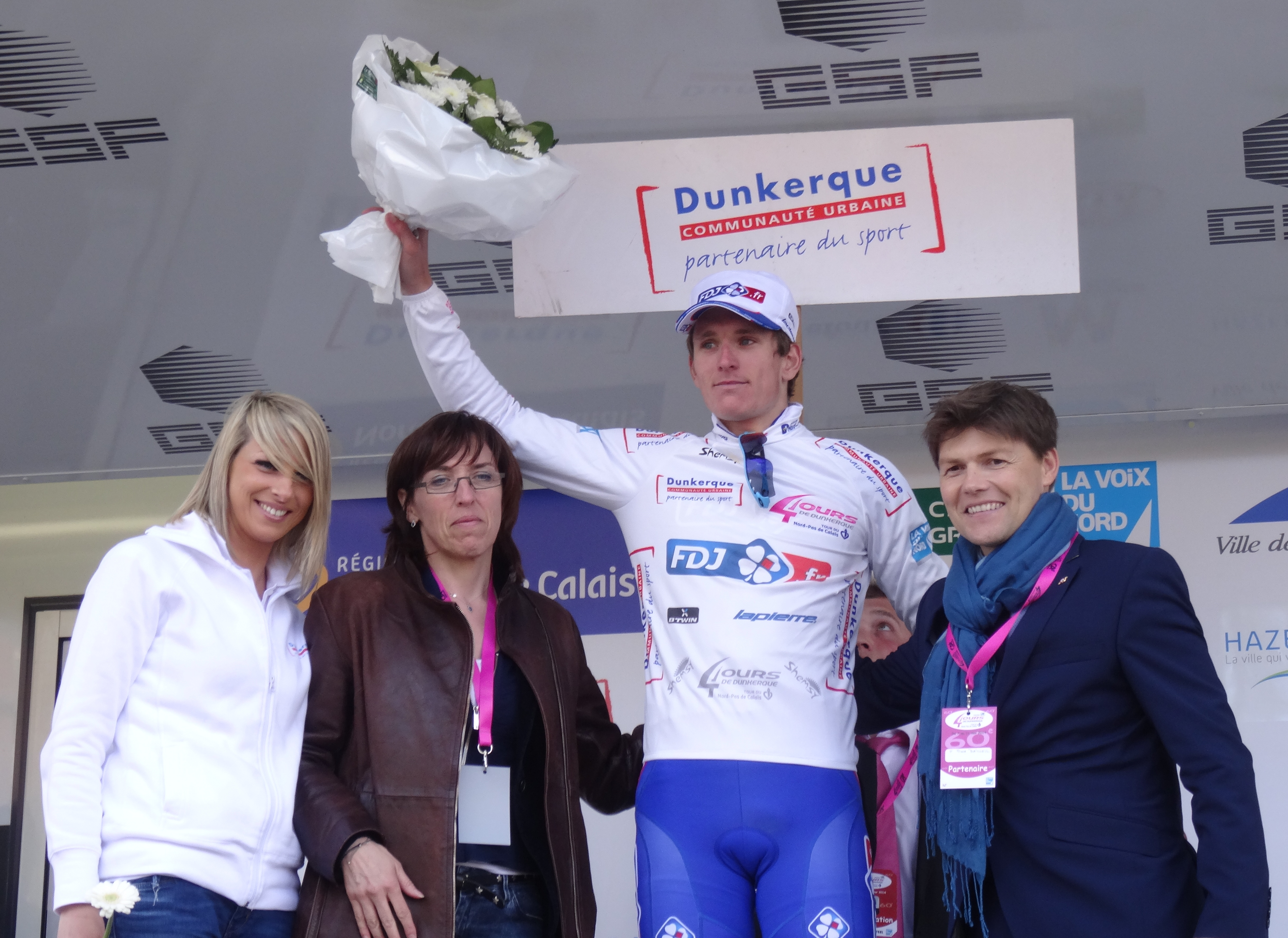
Arnaud Démare, leader du classement du meilleur jeune.
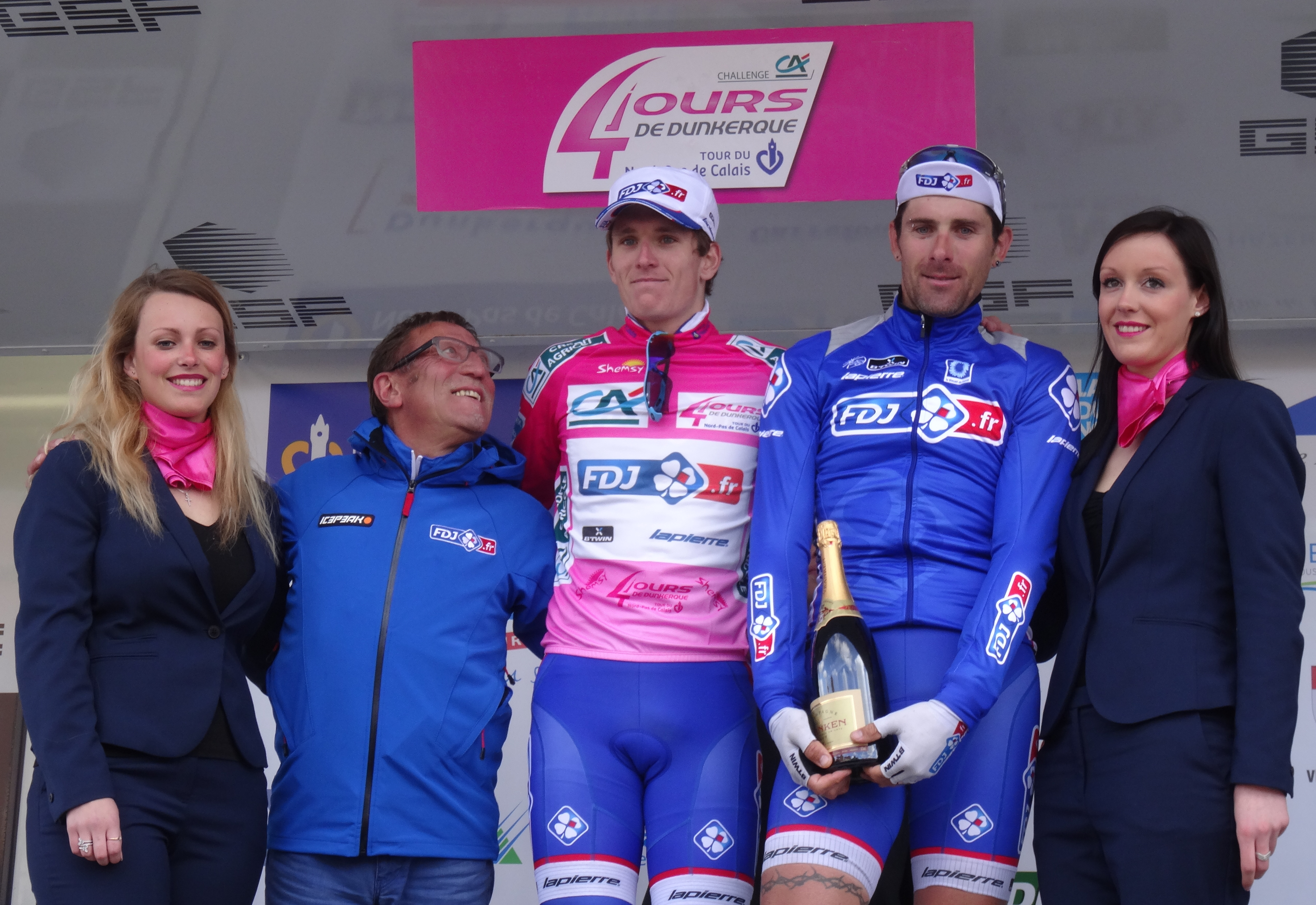
FDJ.fr, à égalité avec d'autres équipes pour le classement par équipes.
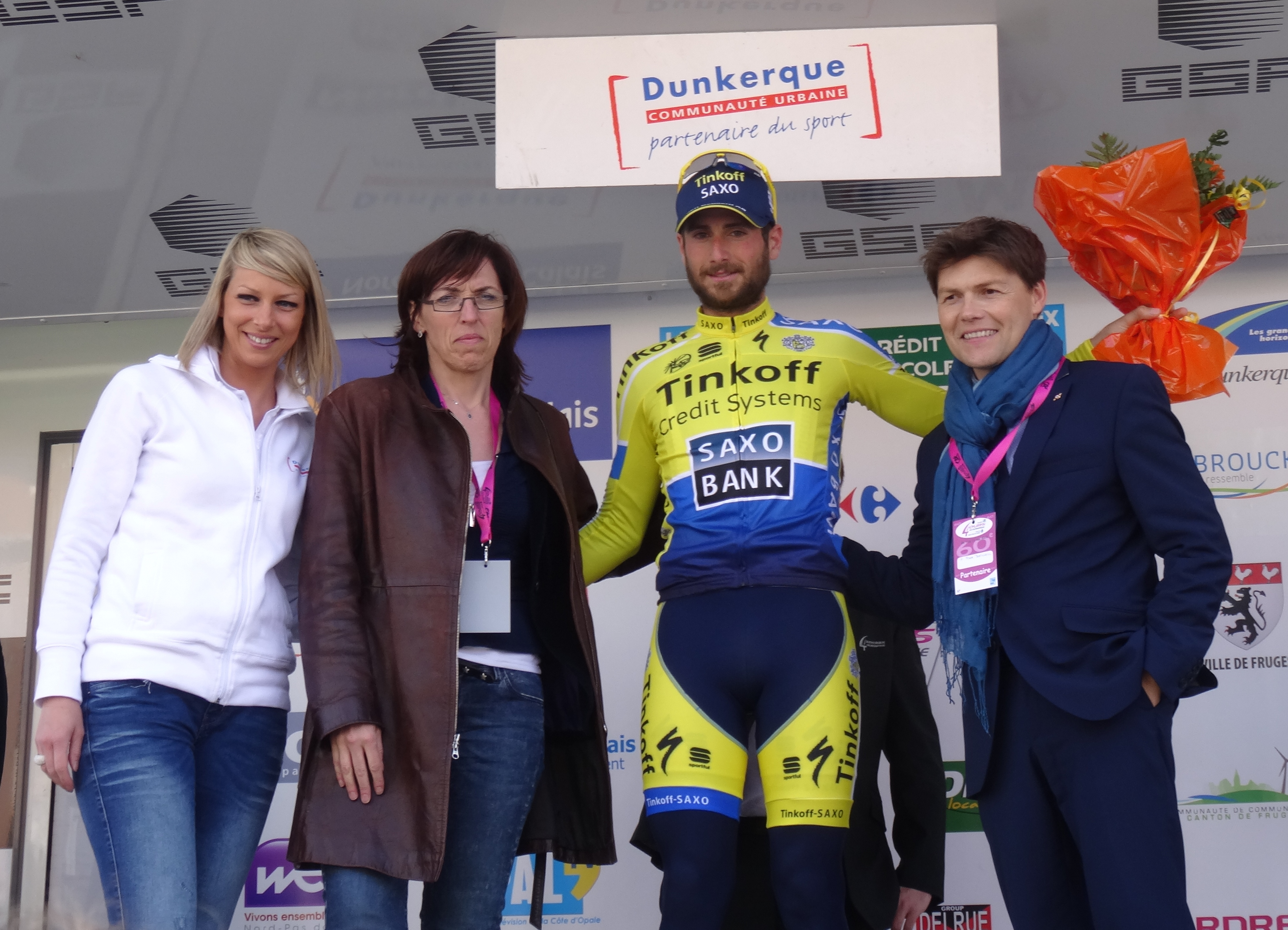
Manuele Boaro, leader également du classement des rushs[a].
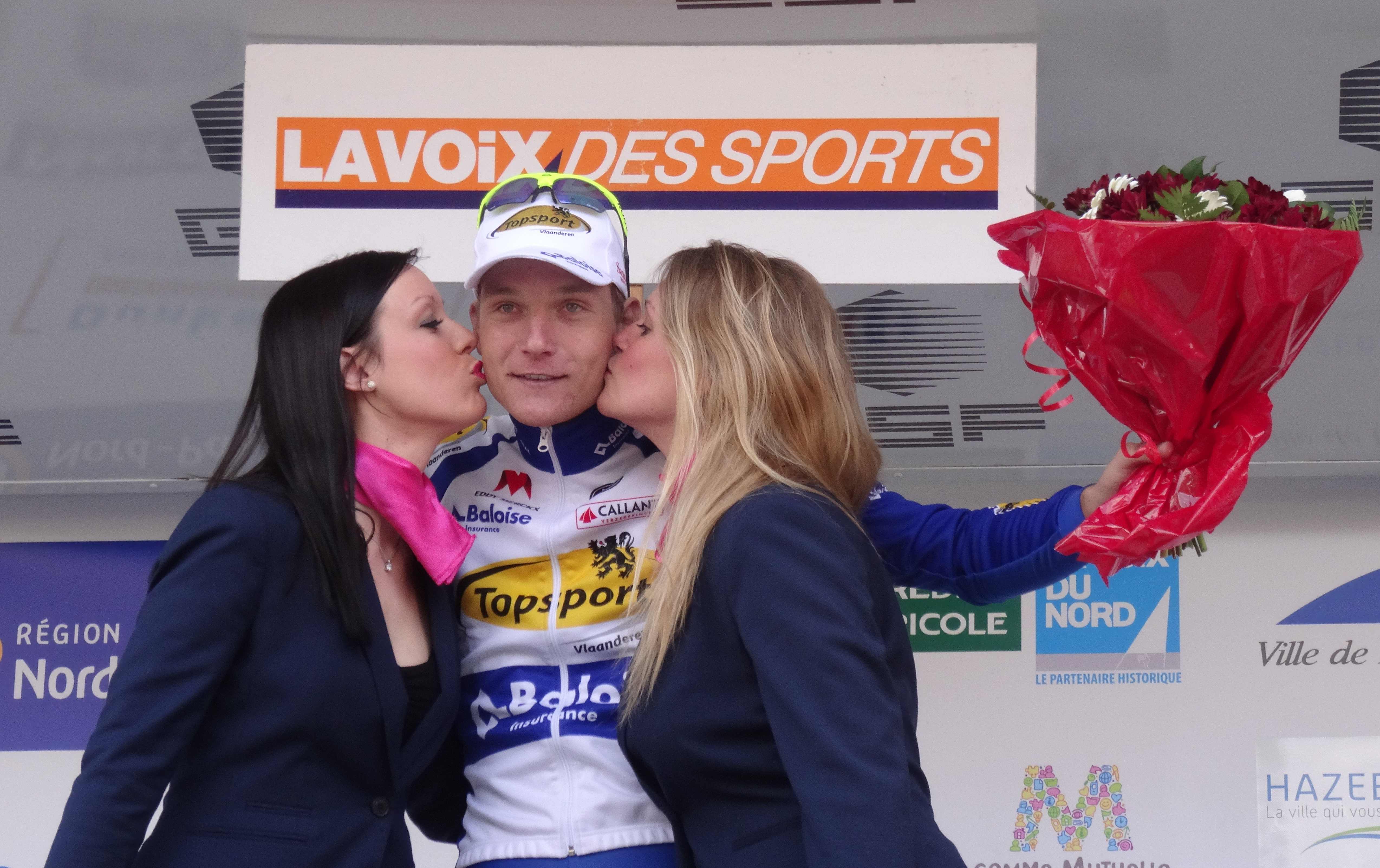
Jonas Rickaert reçoit le prix de la combativité.

### 2eétape
La deuxième étape relie le jeudi 8 mai 2014 Hazebrouck à Orchies, en 166,9 kilomètres. Comportant à trois reprises le secteur pavé d'Orchies, cette étape se dispute dans des conditions climatiques difficiles, marquées par de la pluie et du vent, ce qui accentue la difficulté du passage des pavés.
Une échappée de quatre coureurs s'initie au début de l'étape. Elle est composée de Julien Fouchard (Cofidis), Victor Campenaerts (Topsport Vlaanderen-Baloise), Gorik Gardeyn (Veranclassic-Doltcini) et Quentin Bertholet (Wallonie-Bruxelles). Cette échappée est reprise par une partie du peloton à 65 kilomètres de l'arrivée sous l'impulsion d'une bordure initiée par l'équipe Europcar. Une autre échappée de trois coureurs se construit ensuite, comportant Jimmy Engoulvent (Europcar), déjà auteur d'une brève échappée en solitaire quelques kilomètres auparavant, David Boucher (FDJ.fr) et Jonas Rickaert (Topsport Vlaanderen-Baloise). Celle-ci est rattrapée également, cette fois à 38 kilomètres de l'arrivée. Rickaert s'échappe à nouveau deux kilomètres plus tard et est accompagné d'Edwig Cammaerts (Cofidis). Ce duo est repris après le dernier secteur pavé par Sylvain Chavanel (IAM), qui a attaqué dans le peloton et a été accompagné quelques instants par Vincent Jérôme (Europcar) et Adrien Petit (Cofidis), puis par Florian Sénéchal, autre coureur Cofidis. D'autres coureurs intègrent ensuite ce groupe et forment un peloton de 29 coureurs à 8,5 kilomètres de l'arrivée. Le final de l'étape est marqué par deux nouvelles échappées, la première comportant Sébastien Delfosse (Wallonie-Bruxelles), Jan Ghyselinck (Wanty-Groupe Gobert) et Tim Declercq (Topsport Vlaanderen-Baloise), et la deuxième ne comportant qu'un seul coureur, Edwig Cammaerts. Seul jusque dans le dernier kilomètre, il ne peut cependant pas empêcher un retour du peloton, mené notamment par Yoann Offredo (FDJ.fr), un sprint et une deuxième victoire consécutive d'Arnaud Démare (FDJ.fr), qui conforte alors son maillot rose de premier au classement général,.
| Classement de l'étape | Classement de l'étape | Classement de l'étape | Classement de l'étape       | Classement de l'étape |
|                       | Coureur               | Pays                  | Équipe                      | Temps                 |
| --------------------- | --------------------- | --------------------- | --------------------------- | --------------------- |
| 1er                   | Arnaud Démare         | France                | FDJ.fr                      | en 4 h 1 min 9 s      |
| 2e                    | Jonas Ahlstrand       | Suède                 | Giant-Shimano               | + 0 s                 |
| 3e                    | Tom Van Asbroeck      | Belgique              | Topsport Vlaanderen-Baloise | + 0 s                 |
| 4e                    | Sascha Weber          | Allemagne             | Veranclassic-Doltcini       | + 0 s                 |
| 5e                    | Pieter Jacobs         | Belgique              | Topsport Vlaanderen-Baloise | + 0 s                 |
| 6e                    | Jan Ghyselinck        | Belgique              | Wanty Groupe Gobert         | + 3 s                 |
| 7e                    | Alo Jakin             | Estonie               | BigMat-Auber 93             | + 3 s                 |
| 8e                    | Sébastien Delfosse    | Belgique              | Wallonie-Bruxelles          | + 3 s                 |
| 9e                    | Steven Tronet         | France                | BigMat-Auber 93             | + 3 s                 |
| 10e                   | Michael Valgren       | Danemark              | Tinkoff-Saxo                | + 3 s                 |
| modifier              |                       |                       |                             |                       |

| Classement général | Classement général | Classement général | Classement général          | Classement général |
|                    | Coureur            | Pays               | Équipe                      | Temps              |
| ------------------ | ------------------ | ------------------ | --------------------------- | ------------------ |
| 1er                | Arnaud Démare      | France             | FDJ.fr                      | en 7 h 50 min 21 s |
| 2e                 | Tom Van Asbroeck   | Belgique           | Topsport Vlaanderen-Baloise | + 16 s             |
| 3e                 | Pieter Jacobs      | Belgique           | Topsport Vlaanderen-Baloise | + 17 s             |
| 4e                 | Yannick Martinez   | France             | Europcar                    | + 21 s             |
| 5e                 | Sébastien Delfosse | Belgique           | Wallonie-Bruxelles          | + 21 s             |
| 6e                 | Jan Ghyselinck     | Belgique           | Wanty Groupe Gobert         | + 23 s             |
| 7e                 | Steven Tronet      | France             | BigMat-Auber 93             | + 23 s             |
| 8e                 | Alo Jakin          | Estonie            | BigMat-Auber 93             | + 23 s             |
| 9e                 | Gerald Ciolek      | Allemagne          | MTN-Qhubeka                 | + 23 s             |
| 10e                | Michael Valgren    | Danemark           | Tinkoff-Saxo                | + 23 s             |
| modifier           |                    |                    |                             |                    |

Cérémonie de remise des prix à l'issue de la deuxième étape
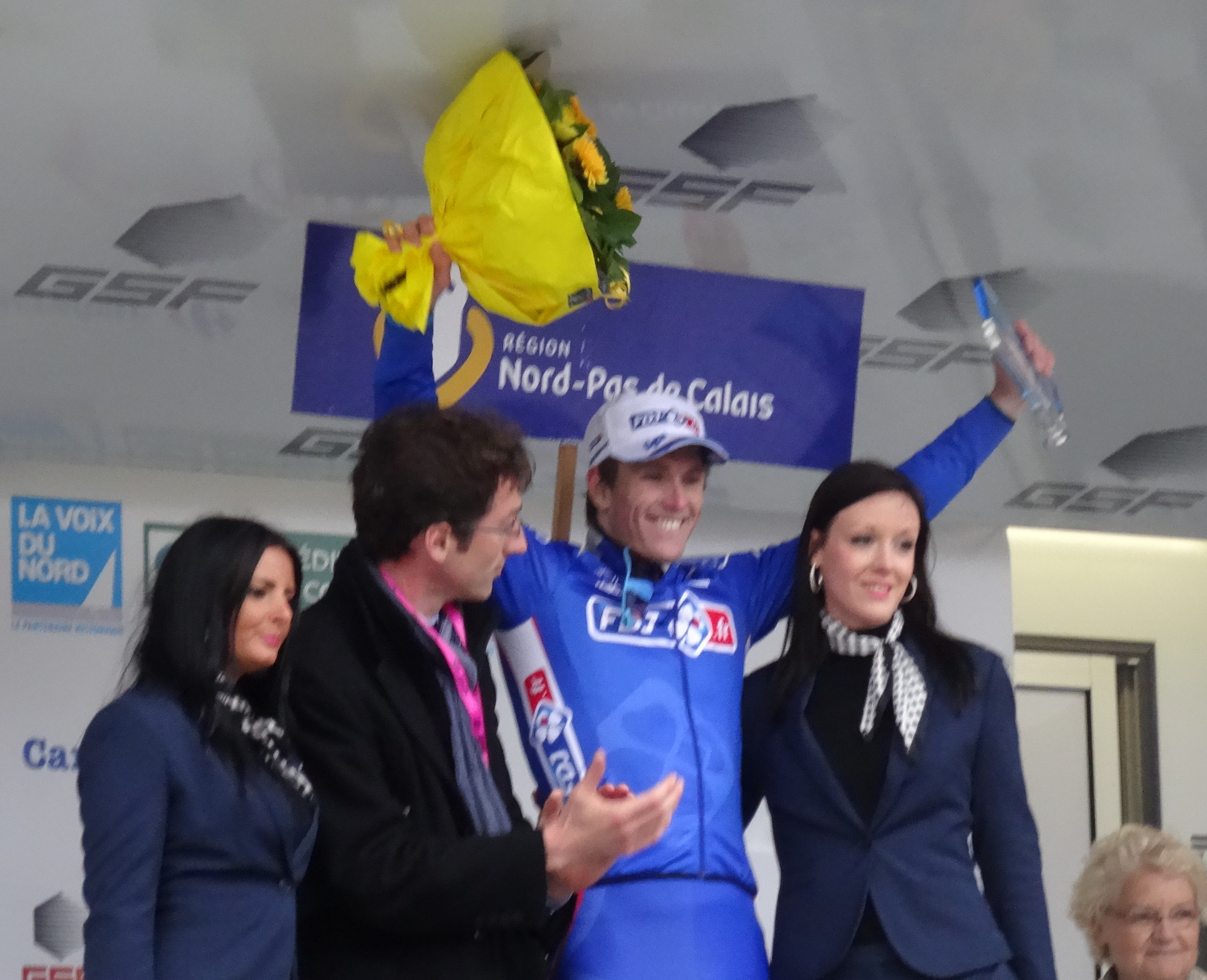
Arnaud Démare, vainqueur de l'étape[A 10].
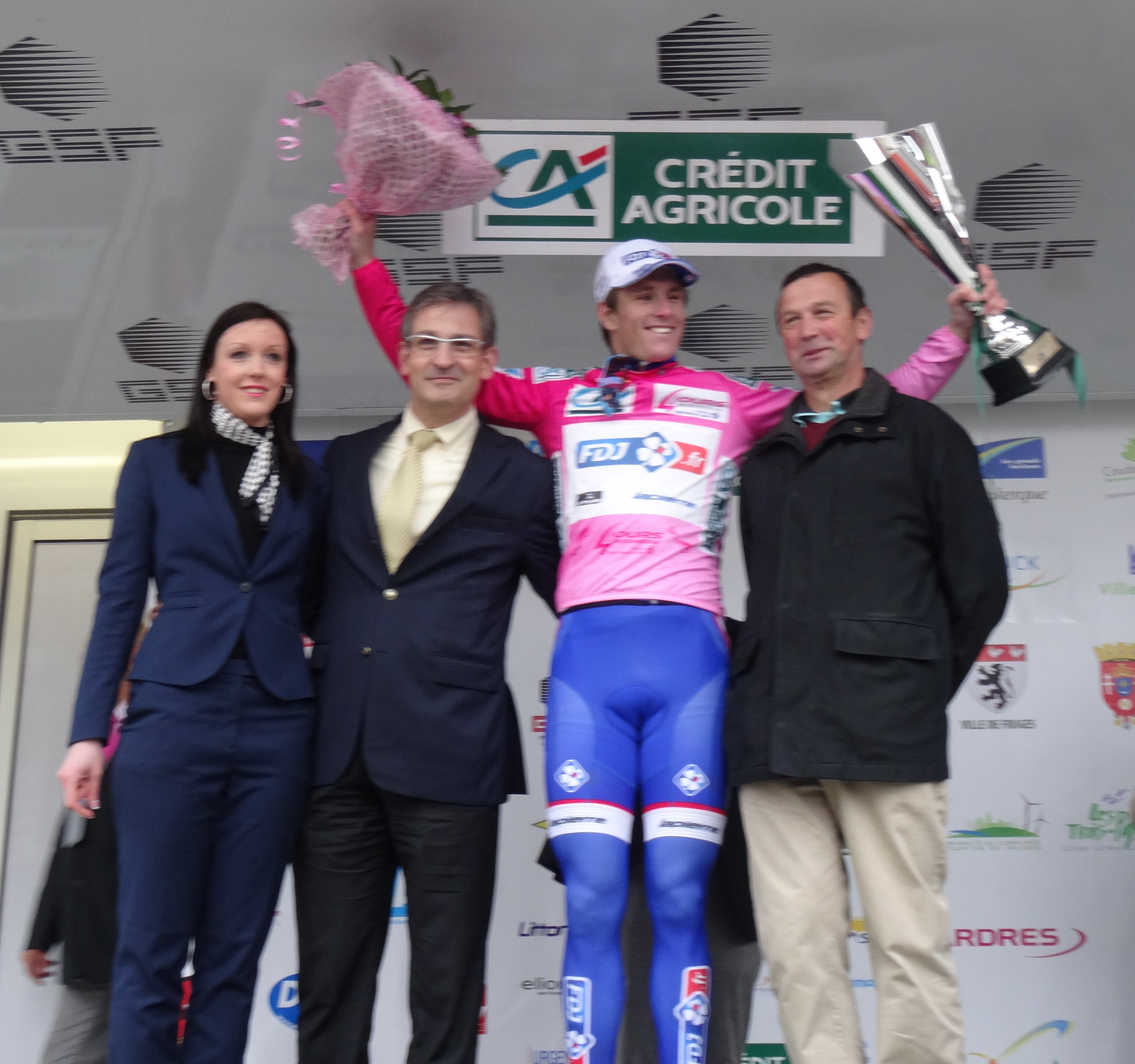
Arnaud Démare, leader du classement général.
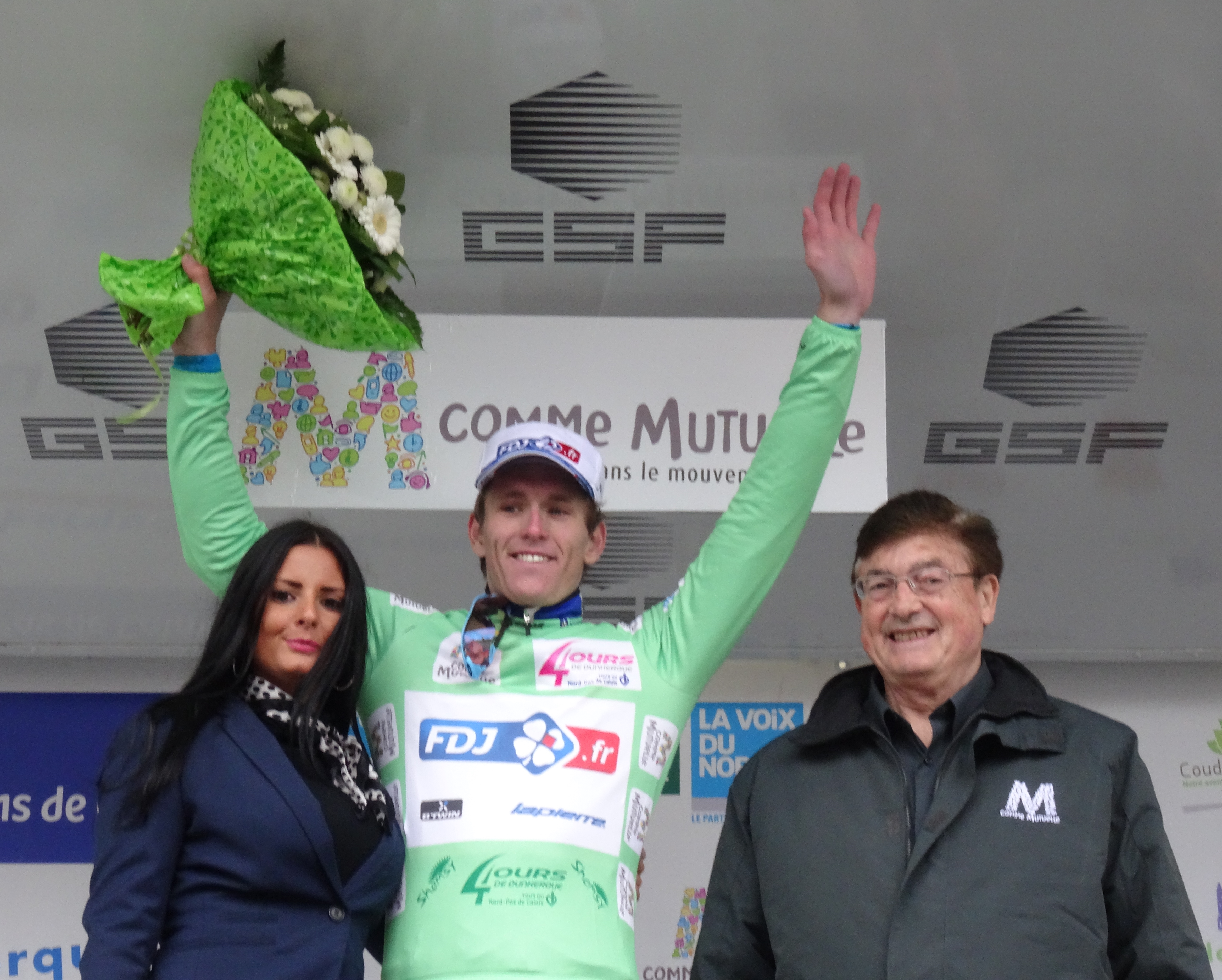
Arnaud Démare, leader du classement par points.
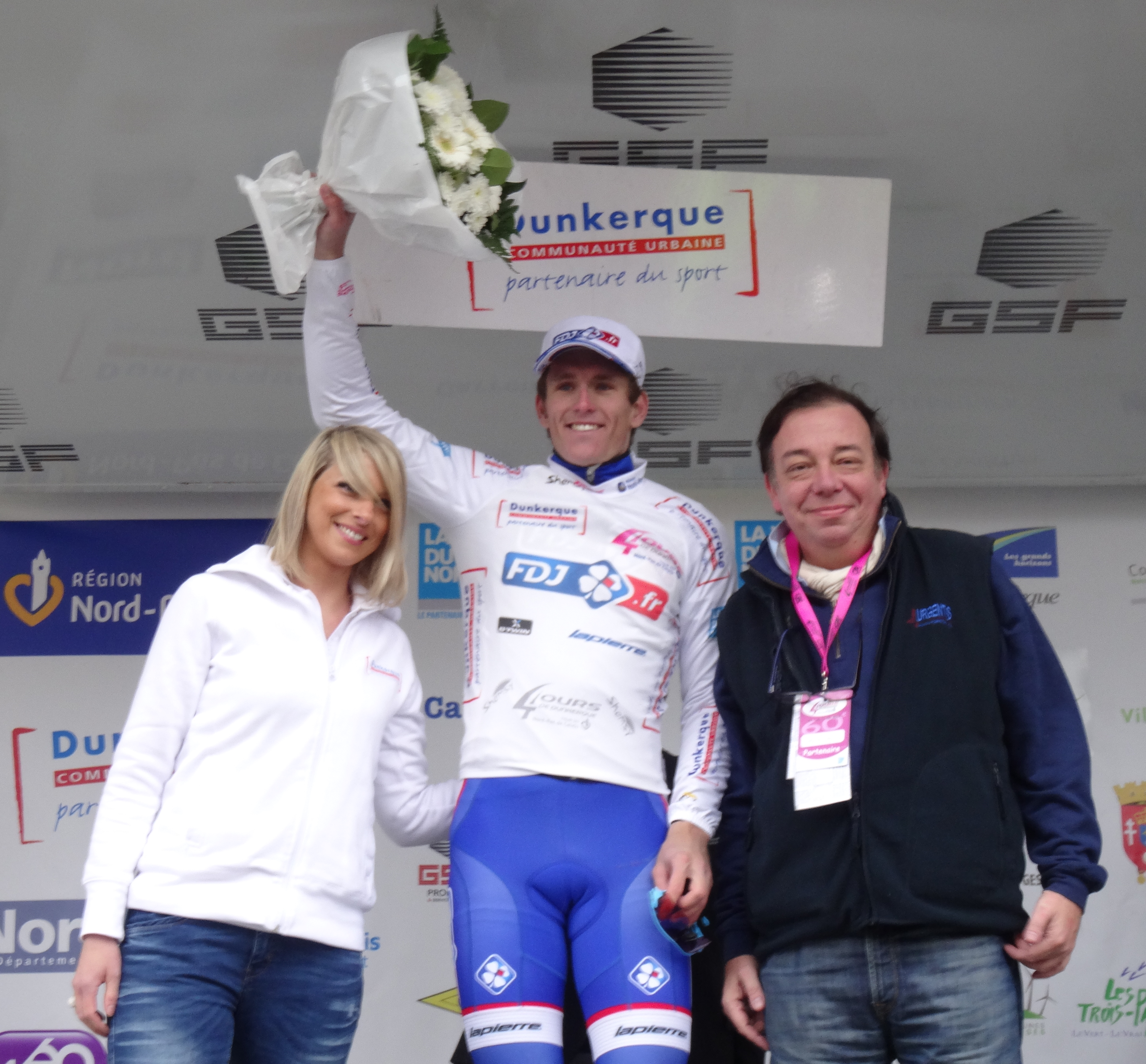
Arnaud Démare, leader du classement du meilleur jeune.
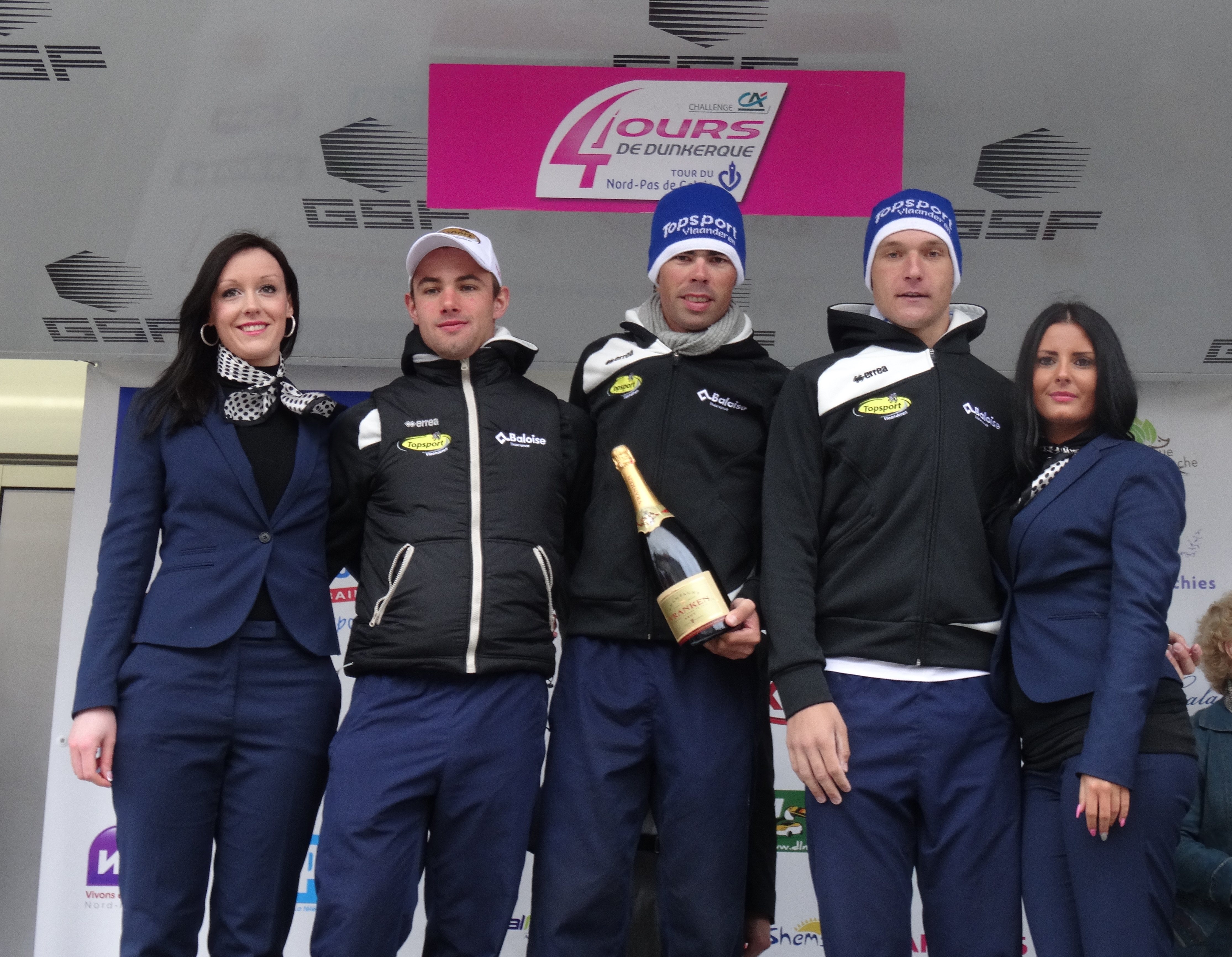
Topsport Vlaanderen-Baloise, leader du classement par équipes.
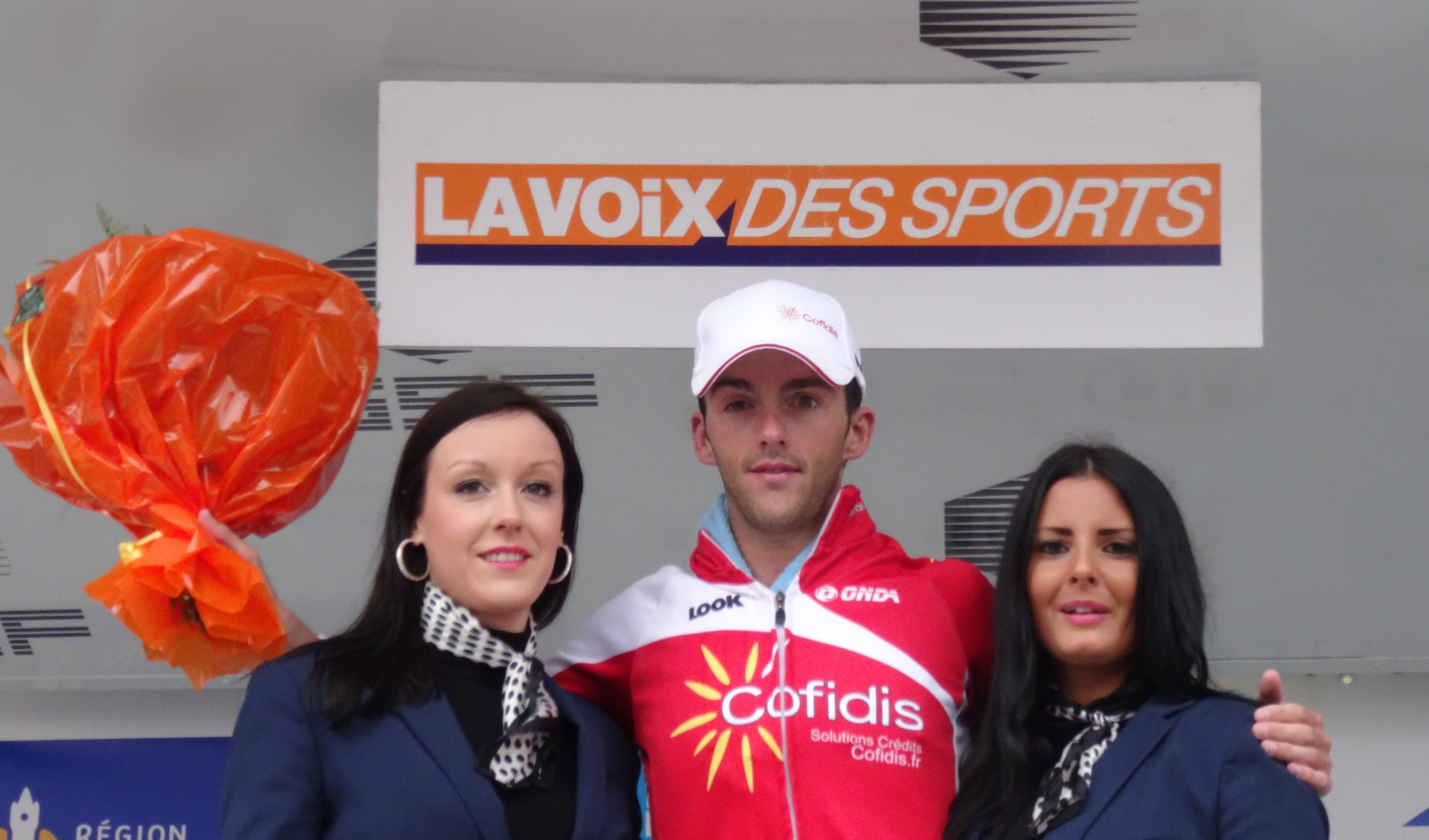
Julien Fouchard, leader du classement des rushs.
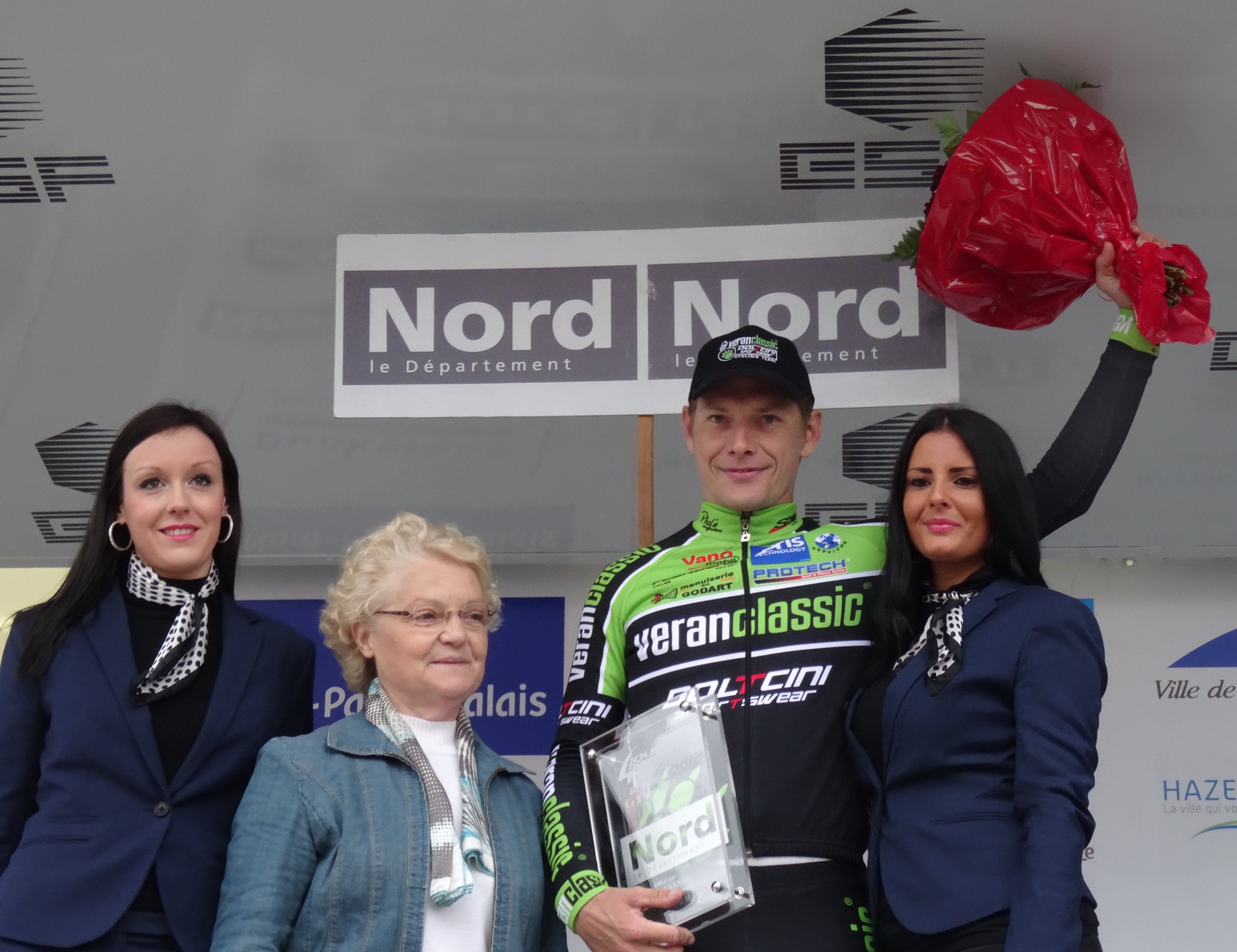
Gorik Gardeyn reçoit le prix de la combativité.
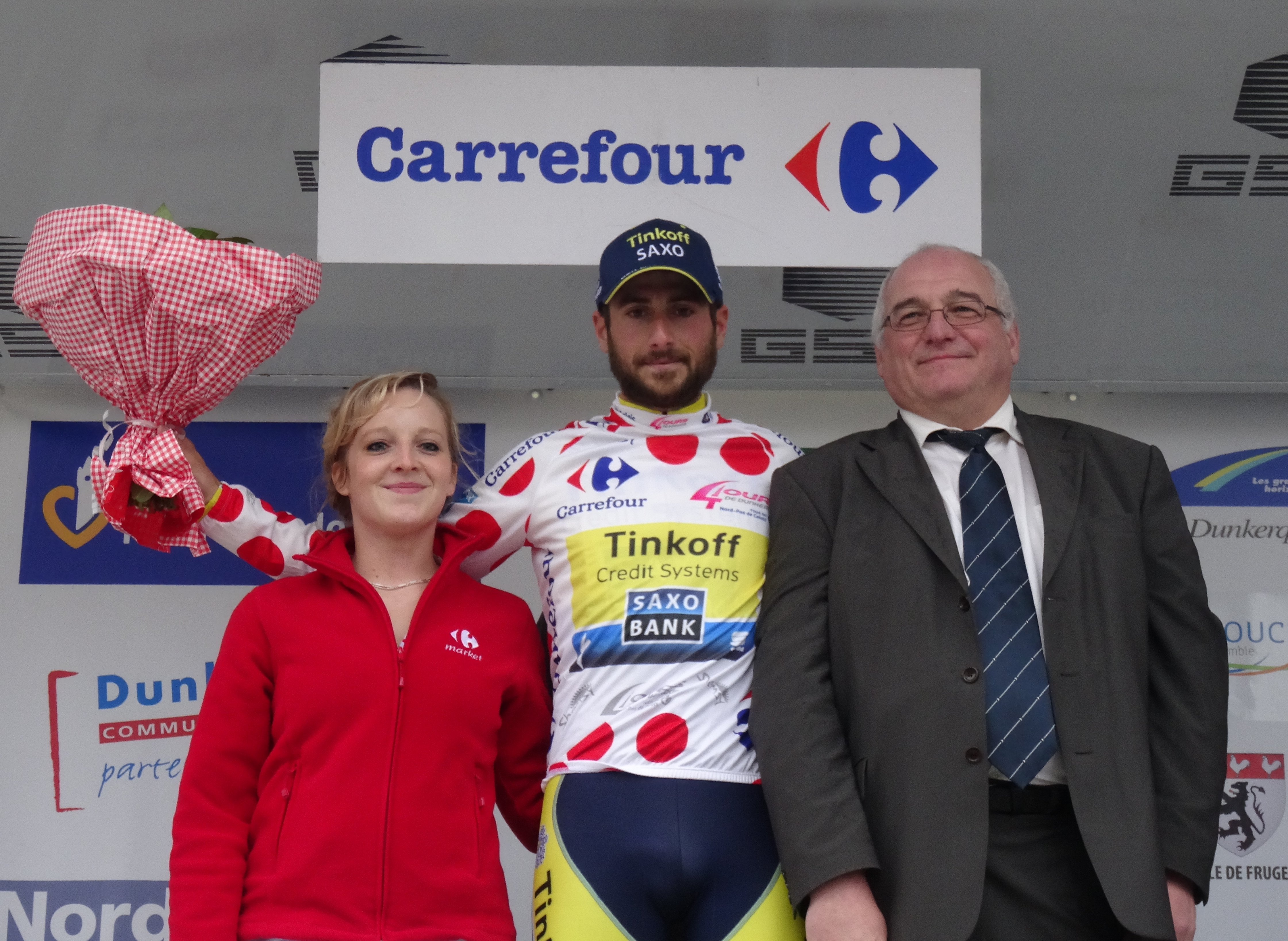
Manuele Boaro, leader du classement du meilleur grimpeur.

### 3eétape
La troisième étape relie le vendredi 9 mai 2014 Fruges à Calais, en 197,6 kilomètres. Elle se dispute par temps sec mais avec un vent fort qui constitue une difficulté majeure sur cette étape,. Des rafales de plus de 80 km/h sont ainsi enregistrées durant la journée.
Une échappée de dix coureurs prend forme au bout d'une heure. Elle comporte Clément Koretzky (Bretagne-Séché Environnement), Brian Bulgaç (Giant-Shimano), Hugo Houle et Blel Kadri (AG2R La Mondiale), Alexandre Pichot (Europcar), Julien Fouchard (Cofidis), Michael Mørkøv (Tinkoff-Saxo), Ralf Matzka (NetApp-Endura), Flavien Dassonville (BigMat-Auber 93) et Julien El Fares (La Pomme Marseille 13). Dans le peloton, la course est contrôlée par l'équipe du leader Arnaud Démare, FDJ.fr, et à 25 kilomètres de l'arrivée, ce qui correspond à la troisième montée du cap Blanc-Nez, l'écart est de une minute. Après une attaque infructueuse de Jérôme Pineau (IAM) et Steven Tronet (BigMat-Auber 93), le groupe de tête se réduit à quatre coureurs : Koretzky, Bulgaç, Kadri et Matzka. Derrière, IAM accélère dans le peloton permettant ainsi à Kevyn Ista puis Sylvain Chavanel de s'échapper. Chavanel est accompagné de Michael Valgren (Tinkoff-Saxo). À l'issue de la dernière montée du cap Blanc Nez, Chavanel et Valgren comptent une vingtaine de secondes d'avance sur Florian Sénéchal (Cofidis), Sébastien Delfosse (Wallonie-Bruxelles), Arnaud Gérard (Bretagne-Séché Environnement), Arnaud Démare et Pierrick Fédrigo (FDJ.fr), Samuel Dumoulin (AG2R La Mondiale) étant entre ces deux groupes puis rattrapé par le deuxième groupe. Valgren et Chavanel collaborent durant les derniers kilomètres tandis que le deuxième groupe n'est mené que par Démare et Fédrigo. Chavanel lance le sprint et s'impose devant Valgren. Le groupe de poursuite termine à 12 secondes, ce qui permet à Arnaud Démare de conserver le maillot rose pour deux secondes devant Chavanel,.
| Classement de l'étape | Classement de l'étape | Classement de l'étape | Classement de l'étape        | Classement de l'étape |
|                       | Coureur               | Pays                  | Équipe                       | Temps                 |
| --------------------- | --------------------- | --------------------- | ---------------------------- | --------------------- |
| 1er                   | Sylvain Chavanel      | France                | IAM                          | en 4 h 58 min 18 s    |
| 2e                    | Michael Valgren       | Danemark              | Tinkoff-Saxo                 | + 0 s                 |
| 3e                    | Samuel Dumoulin       | France                | AG2R La Mondiale             | + 12 s                |
| 4e                    | Florian Sénéchal      | France                | Cofidis                      | + 12 s                |
| 5e                    | Sébastien Delfosse    | Belgique              | Wallonie-Bruxelles           | + 12 s                |
| 6e                    | Arnaud Gérard         | France                | Bretagne-Séché Environnement | + 12 s                |
| 7e                    | Arnaud Démare         | France                | FDJ.fr                       | + 12 s                |
| 8e                    | Pierrick Fédrigo      | France                | FDJ.fr                       | + 12 s                |
| 9e                    | Nikias Arndt          | Allemagne             | Giant-Shimano                | + 40 s                |
| 10e                   | Christophe Laporte    | France                | Cofidis                      | + 40 s                |
| modifier              |                       |                       |                              |                       |

| Classement général | Classement général | Classement général | Classement général          | Classement général  |
|                    | Coureur            | Pays               | Équipe                      | Temps               |
| ------------------ | ------------------ | ------------------ | --------------------------- | ------------------- |
| 1er                | Arnaud Démare      | France             | FDJ.fr                      | en 12 h 48 min 51 s |
| 2e                 | Sylvain Chavanel   | France             | IAM                         | + 2 s               |
| 3e                 | Michael Valgren    | Danemark           | Tinkoff-Saxo                | + 5 s               |
| 4e                 | Samuel Dumoulin    | France             | AG2R La Mondiale            | + 21 s              |
| 5e                 | Sébastien Delfosse | Belgique           | Wallonie-Bruxelles          | + 21 s              |
| 6e                 | Florian Sénéchal   | France             | Cofidis                     | + 25 s              |
| 7e                 | Pieter Jacobs      | Belgique           | Topsport Vlaanderen-Baloise | + 45 s              |
| 8e                 | Yannick Martinez   | France             | Europcar                    | + 49 s              |
| 9e                 | Steven Tronet      | France             | BigMat-Auber 93             | + 51 s              |
| 10e                | Jan Ghyselinck     | Belgique           | Wanty-Groupe Gobert         | + 51 s              |
| modifier           |                    |                    |                             |                     |

Cérémonie de remise des prix à l'issue de la troisième étape
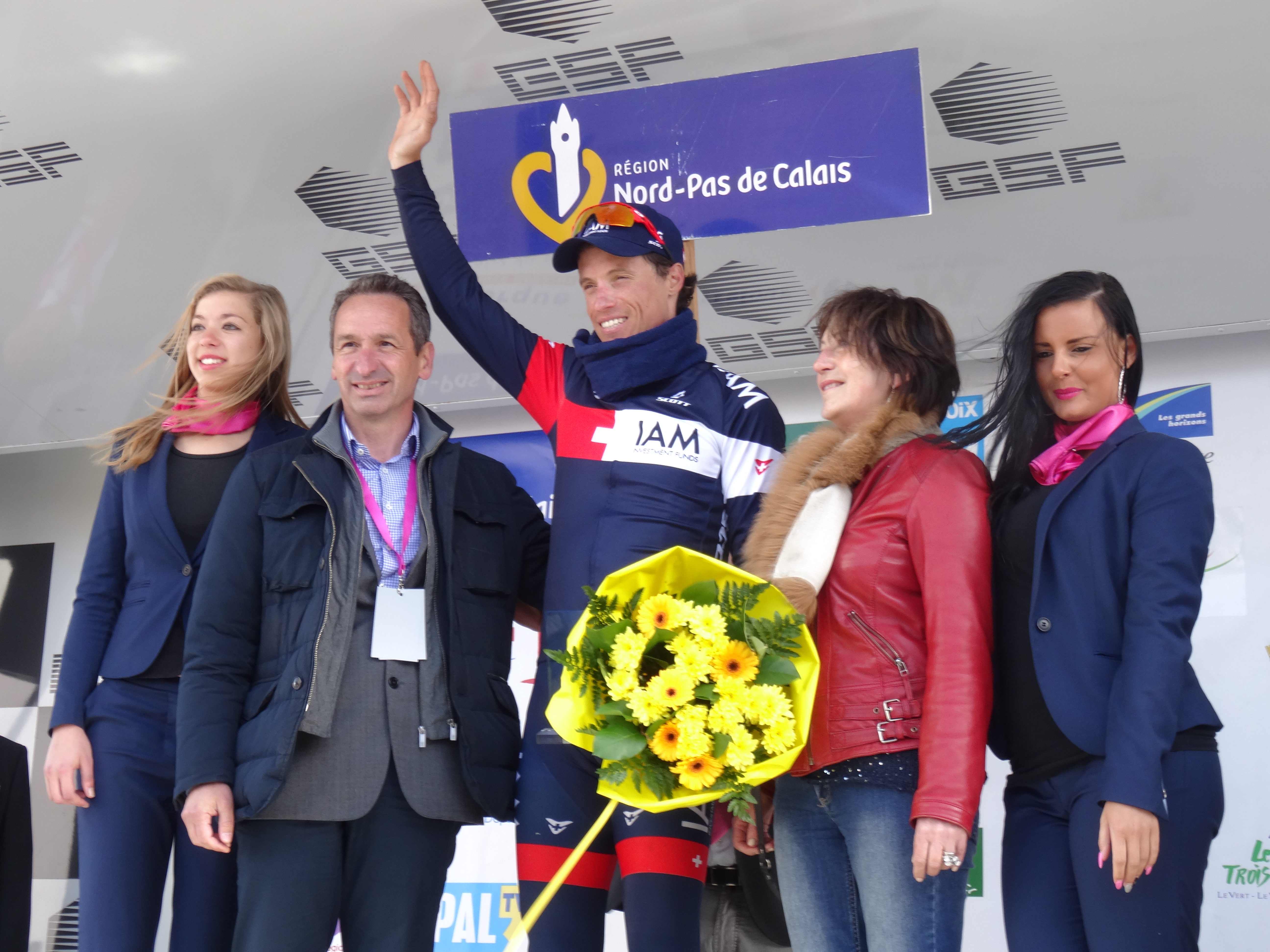
Sylvain Chavanel, vainqueur de l'étape[A 13].
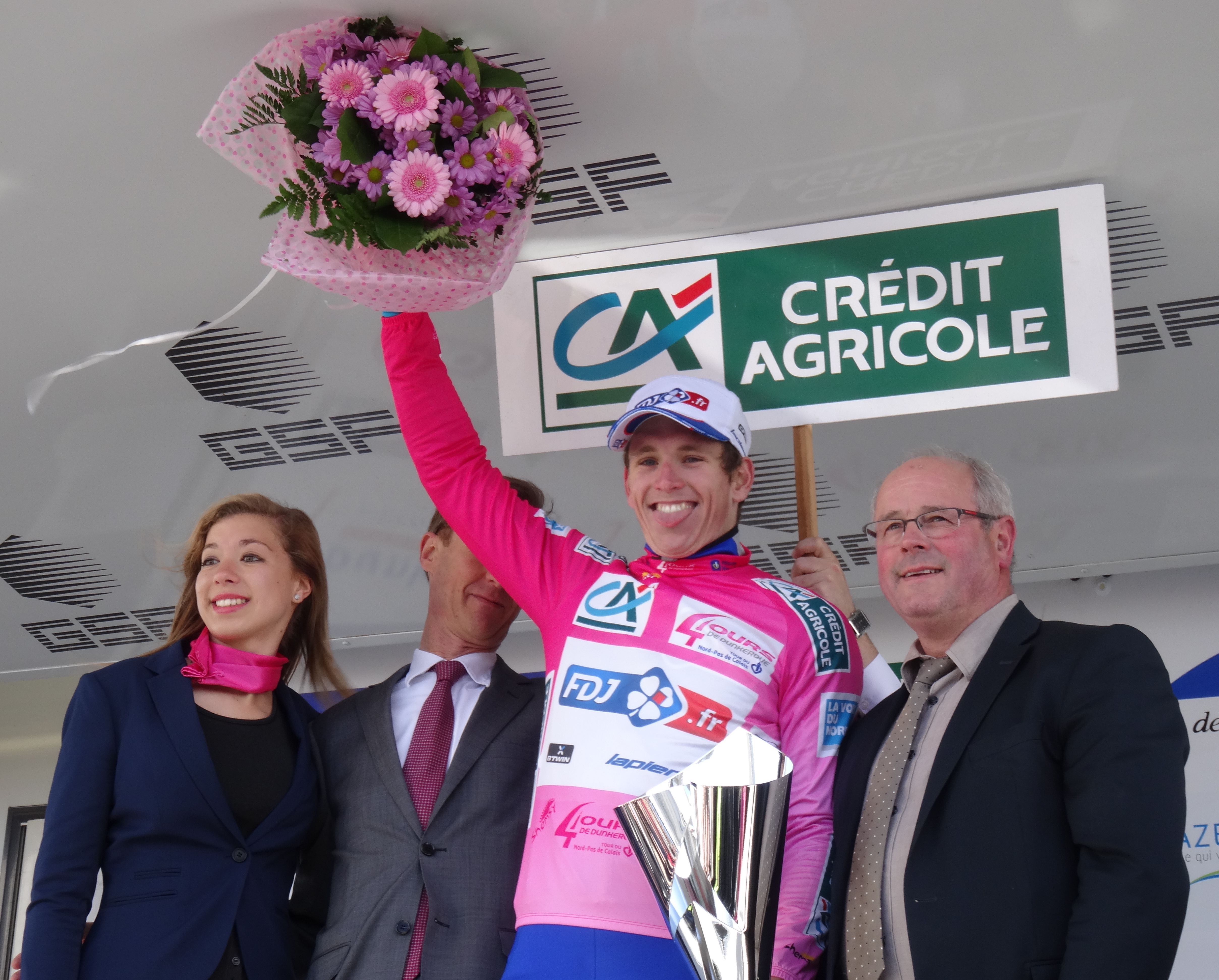
Arnaud Démare, leader du classement général.
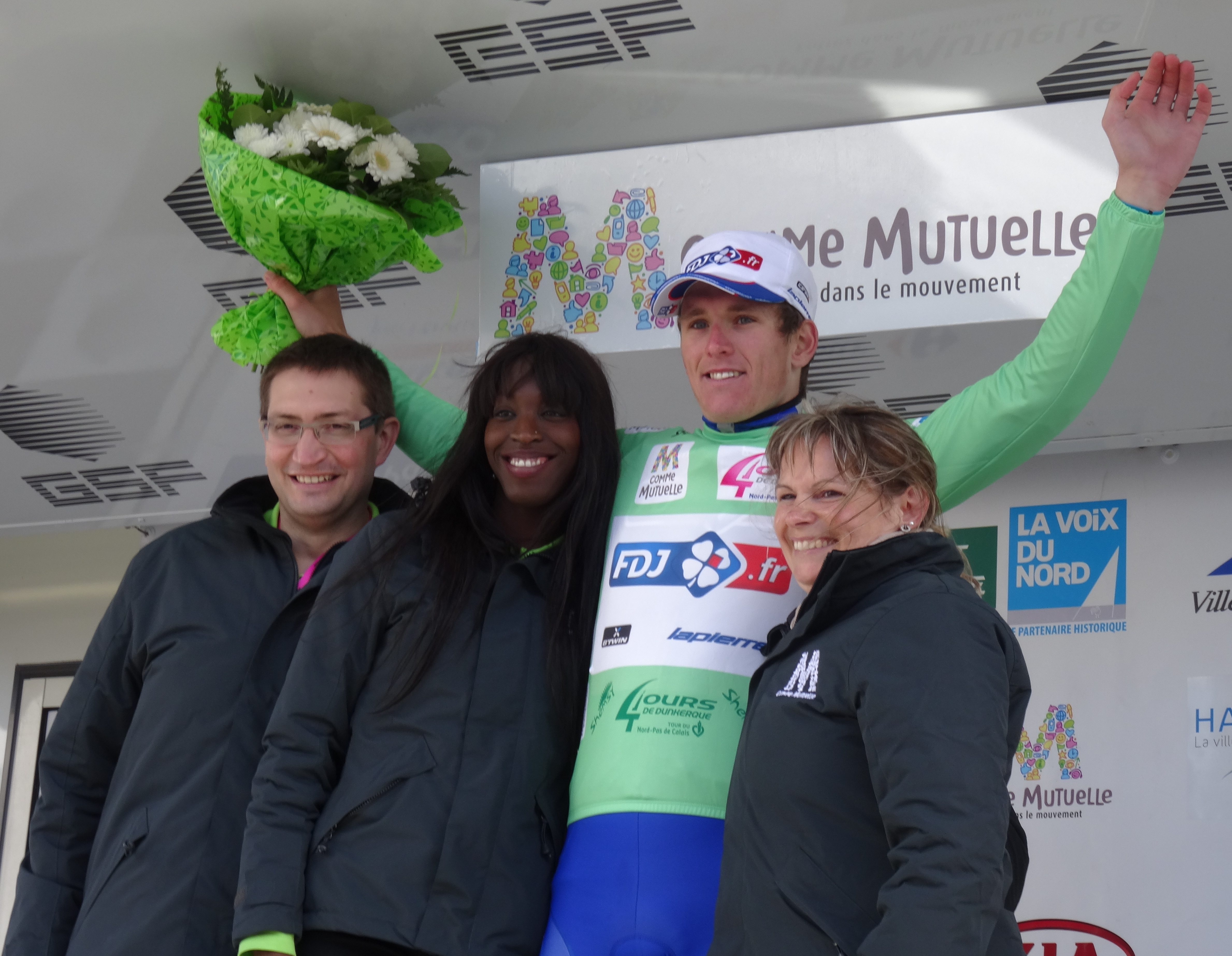
Arnaud Démare, leader du classement par points.
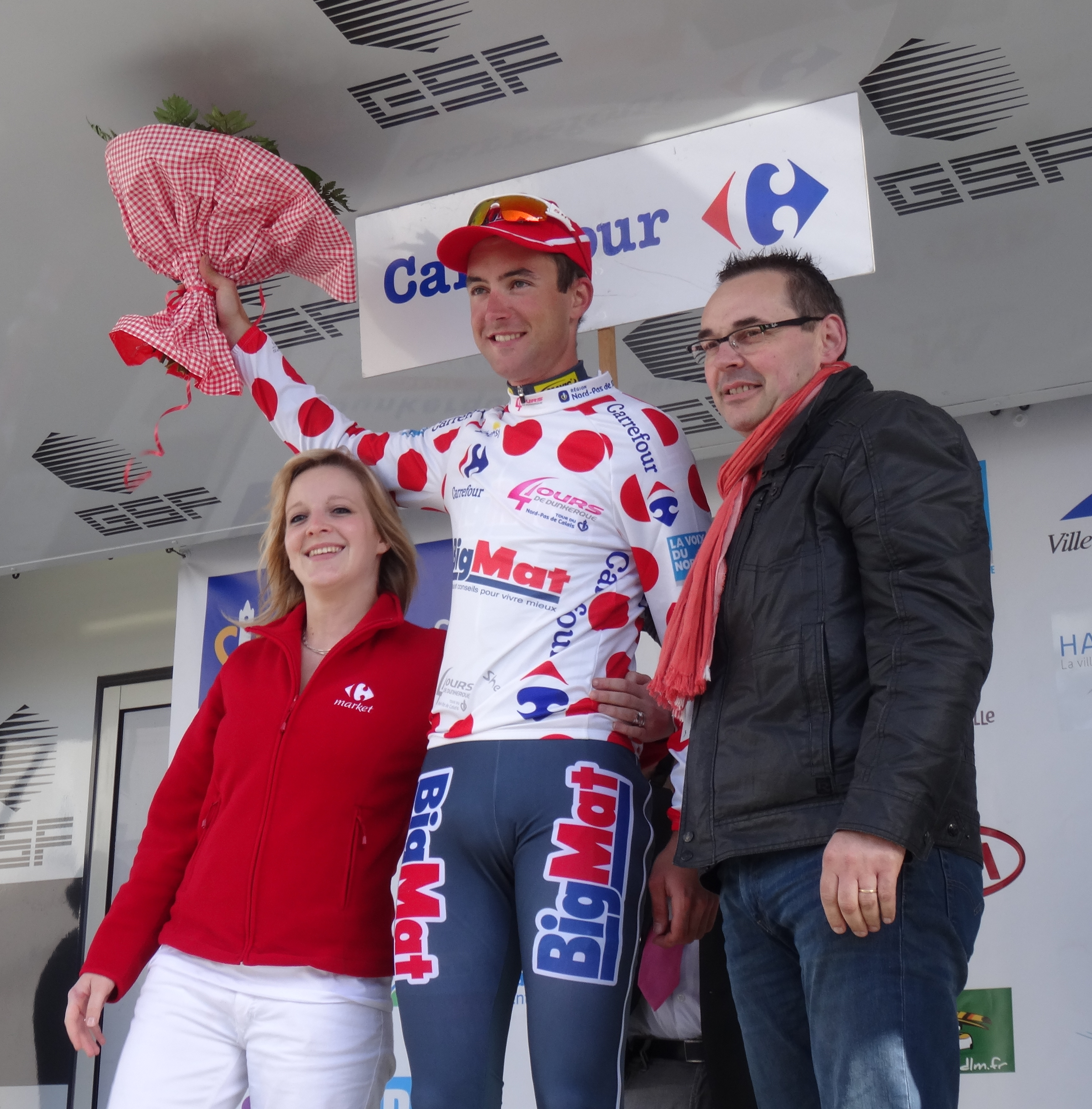
Flavien Dassonville, leader du classement du meilleur grimpeur.
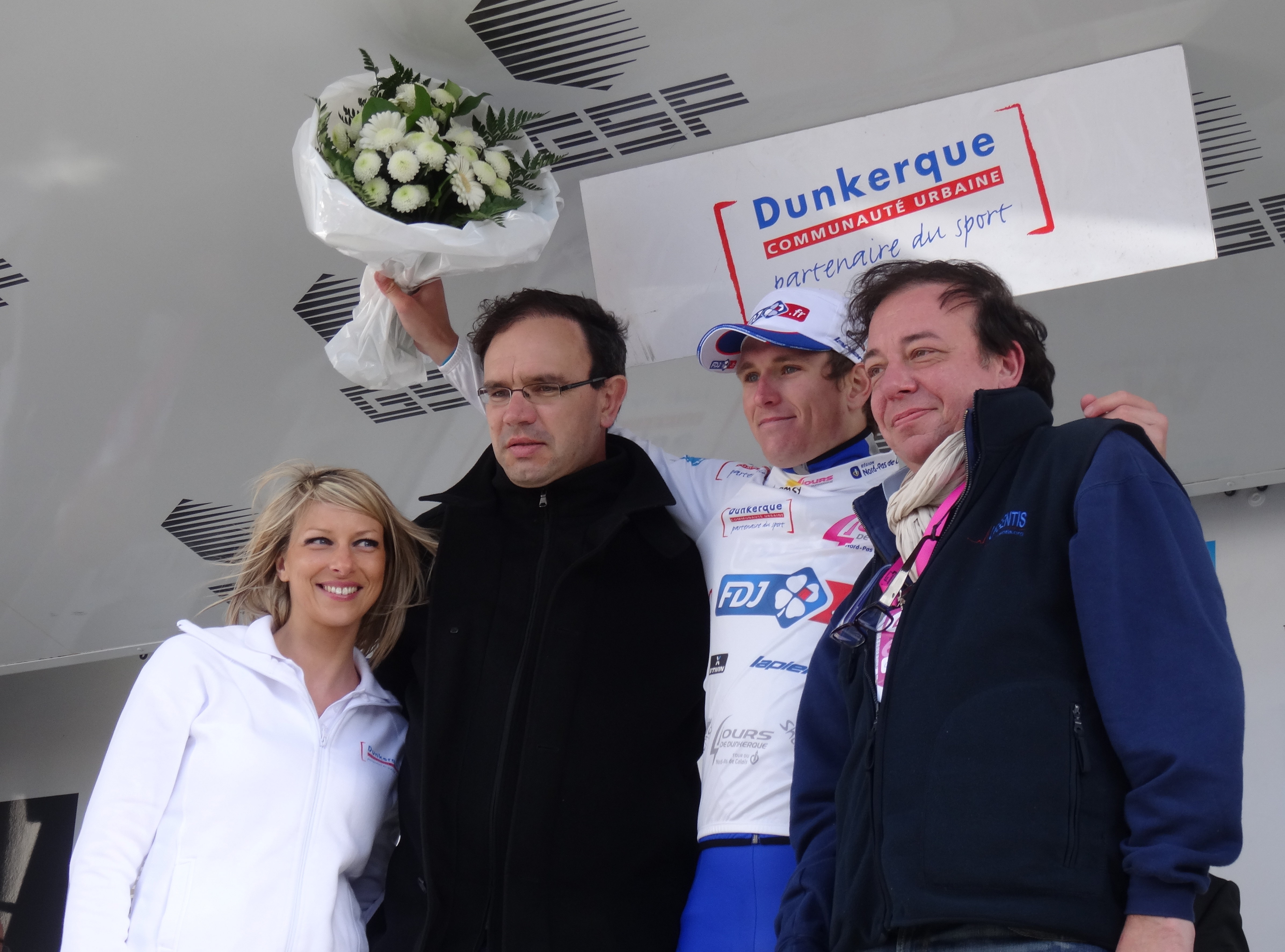
Arnaud Démare, leader du classement du meilleur jeune.
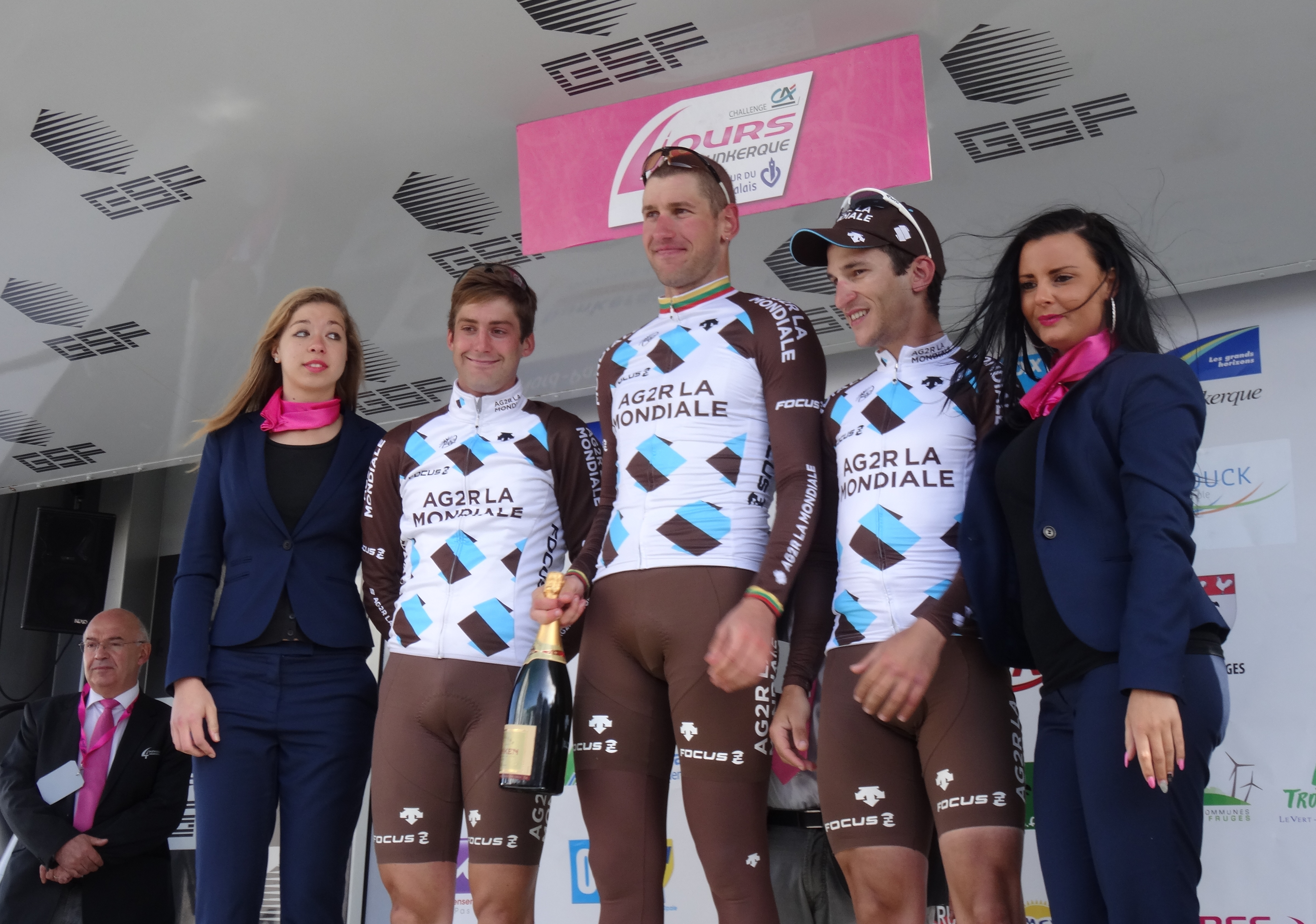
AG2R La Mondiale, leader du classement par équipes.
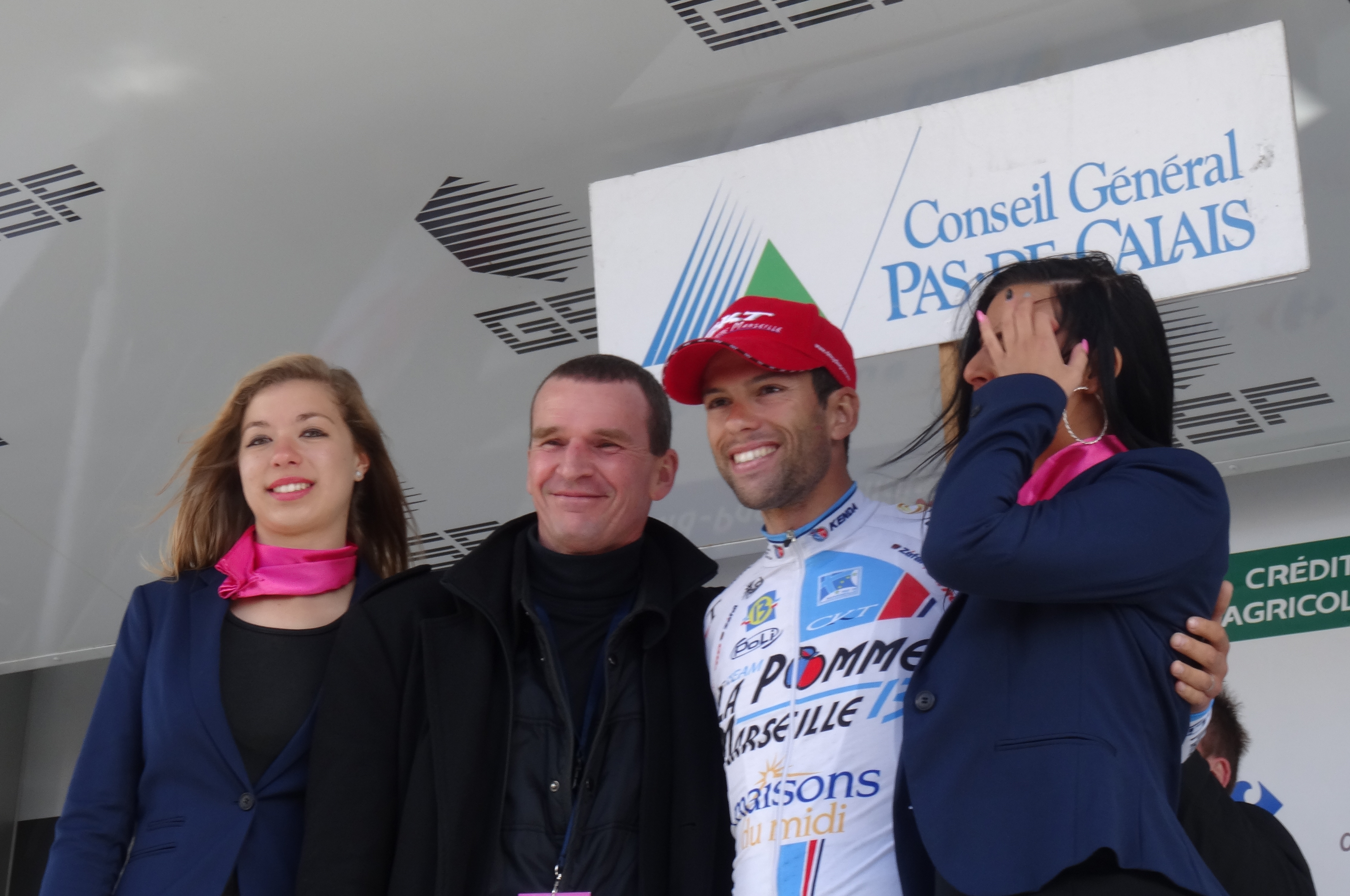
Julien El Fares, leader du classement des rushs.
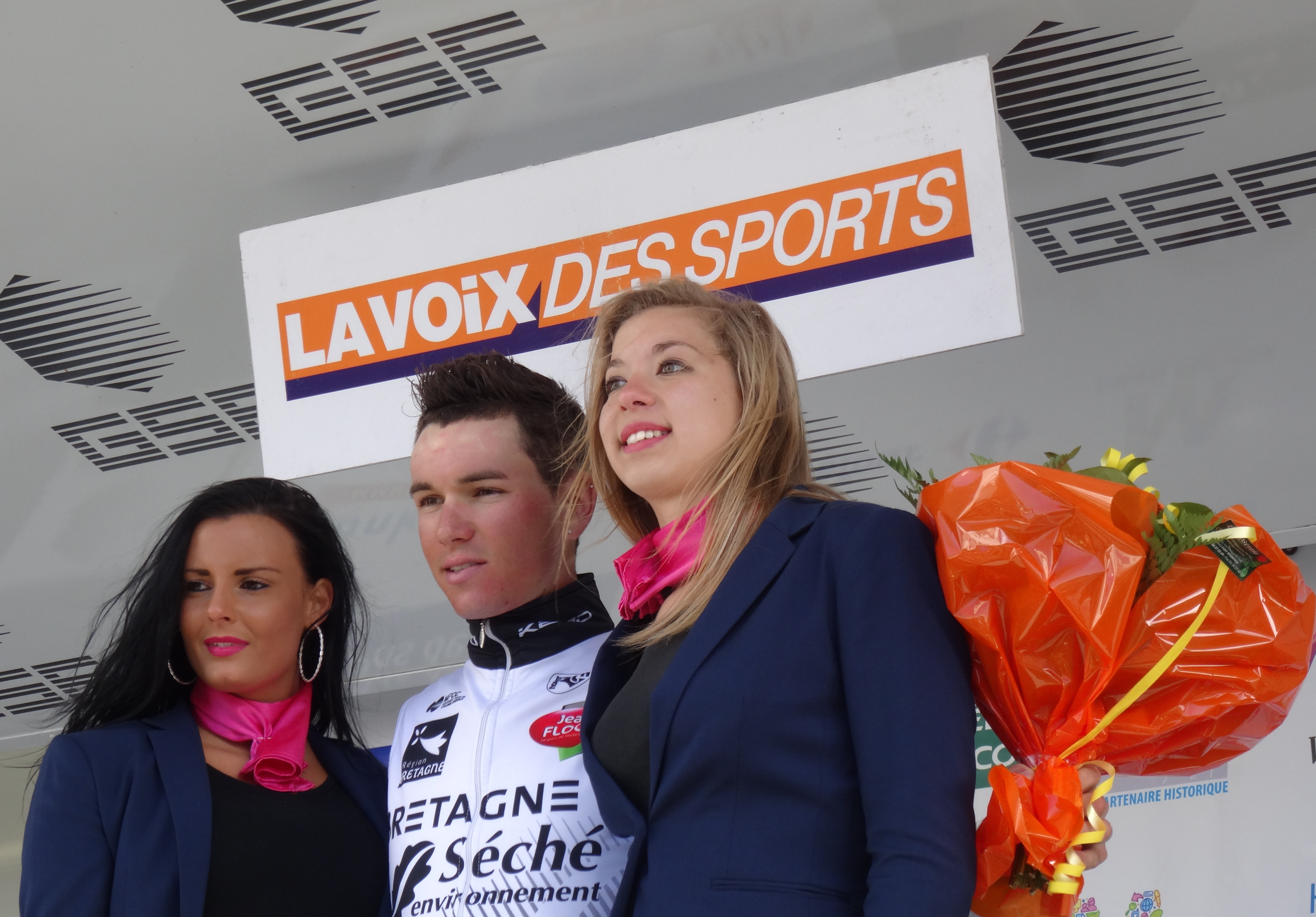
Clément Koretzky reçoit le prix de la combativité.

### 4eétape
La quatrième étape relie le samedi 10 mai 2014 Ardres à Licques, en 188,7 kilomètres,, dans des conditions climatiques marquées par la présence de pluie et de vent,.
Quelques kilomètres après le départ, une échappée de neuf coureurs prend forme. Les coureurs qui la composent sont : Hugo Houle (AG2R La Mondiale), Alexandre Pichot (Europcar), Frederik Veuchelen (Wanty-Groupe Gobert), Adrien Petit (Cofidis), Marko Kump (Tinkoff-Saxo), Cesare Benedetti (NetApp-Endura), Stéphane Rossetto (BigMat-Auber 93), Rudy Kowalski (Roubaix Lille Métropole) et Frédéric Amorison (Wallonie-Bruxelles). L'équipe FDJ.fr du leader Arnaud Démare choisit de laisser filer l'échappée qui culmine alors à 11 minutes à 80 kilomètres de l'arrivée et prend le risque de perdre le classement général. Devant cette perspective, les équipes respectives de Michael Valgren, troisième du classement provisoire, Tinkoff-Saxo aidée ensuite par celle de Sylvain Chavanel, deuxième du classement provisoire, IAM, prennent la poursuite à leur compte et l'écart diminue alors rapidement, passant ainsi à 6 minutes à 50 kilomètres du terme de l'étape,,.
Dans le groupe de tête, Stéphane Rossetto décide d'attaquer à 35 kilomètres de l'arrivée. Il se retrouve seul en tête et prend rapidement une minute d'avance sur ses poursuivants. Dans le peloton, Sylvain Chavanel attaque en compagnie de Steven Tronet (BigMat-Auber 93) à 25 kilomètres de l'arrivée mais cette tentative est avortée par la réaction des équipiers de l'équipe FDJ.fr. Pour la victoire d'étape, celle-ci se joue alors entre Rossetto, rejoint par ses anciens compagnons d'échappée Houle, Kowalski, Pichot et Veuchelen et deux équipiers de l'équipe Giant-Shimano qui se sont échappés du peloton dans le dernier tour du circuit, Thierry Hupond et Nikias Arndt. Hupond, après un premier échec, parvient à s'échapper en solitaire et s'impose au terme de la montée finale à Licques. Neuf secondes plus tard, Arndt domine le groupe des poursuivants et permet à son équipe d'obtenir un doublé. Arnaud Démare gagne le sprint du peloton et prend une seconde à une partie de son groupe, et quatre sur une autre, dont Sylvain Chavanel. Il conforte ainsi le maillot rose avant la dernière étape,,,.
Dix-neuf coureurs abandonnent au cours de cette étape.
| Classement de l'étape | Classement de l'étape | Classement de l'étape | Classement de l'étape   | Classement de l'étape |
|                       | Coureur               | Pays                  | Équipe                  | Temps                 |
| --------------------- | --------------------- | --------------------- | ----------------------- | --------------------- |
| 1er                   | Thierry Hupond        | France                | Giant-Shimano           | en 5 h 12 min 24 s    |
| 2e                    | Nikias Arndt          |                       | Giant-Shimano           | + 9 s                 |
| 3e                    | Alexandre Pichot      | France                | Europcar                | + 11 s                |
| 4e                    | Frederik Veuchelen    | Belgique              | Wanty-Groupe Gobert     | + 11 s                |
| 5e                    | Hugo Houle            | Canada                | AG2R La Mondiale        | + 12 s                |
| 6e                    | Rudy Kowalski         | France                | Roubaix Lille Métropole | + 18 s                |
| 7e                    | Stéphane Rossetto     | France                | BigMat-Auber 93         | + 22 s                |
| 8e                    | Arnaud Démare         | France                | FDJ.fr                  | + 31 s                |
| 9e                    | Michael Valgren       | Danemark              | Tinkoff-Saxo            | + 32 s                |
| 10e                   | Steven Tronet         | France                | BigMat-Auber 93         | + 32 s                |
| modifier              |                       |                       |                         |                       |

| Classement général | Classement général | Classement général | Classement général          | Classement général   |
|                    | Coureur            | Pays               | Équipe                      | Temps                |
| ------------------ | ------------------ | ------------------ | --------------------------- | -------------------- |
| 1er                | Arnaud Démare      | France             | FDJ.fr                      | en + 18 h 1 min 46 s |
| 2e                 | Sylvain Chavanel   | France             | IAM                         | + 6 s                |
| 3e                 | Michael Valgren    | Danemark           | Tinkoff-Saxo                | + 6 s                |
| 4e                 | Samuel Dumoulin    | France             | AG2R La Mondiale            | + 22 s               |
| 5e                 | Sébastien Delfosse | Belgique           | Wallonie-Bruxelles          | + 22 s               |
| 6e                 | Florian Sénéchal   | France             | Cofidis                     | + 29 s               |
| 7e                 | Pieter Jacobs      | Belgique           | Topsport Vlaanderen-Baloise | + 46 s               |
| 8e                 | Yannick Martinez   | France             | Europcar                    | + 50 s               |
| 9e                 | Steven Tronet      | France             | BigMat-Auber 93             | + 52 s               |
| 10e                | Jan Ghyselinck     | Belgique           | Wanty-Groupe Gobert         | + 52 s               |
| modifier           |                    |                    |                             |                      |

Cérémonie de remise des prix à l'issue de la quatrième étape
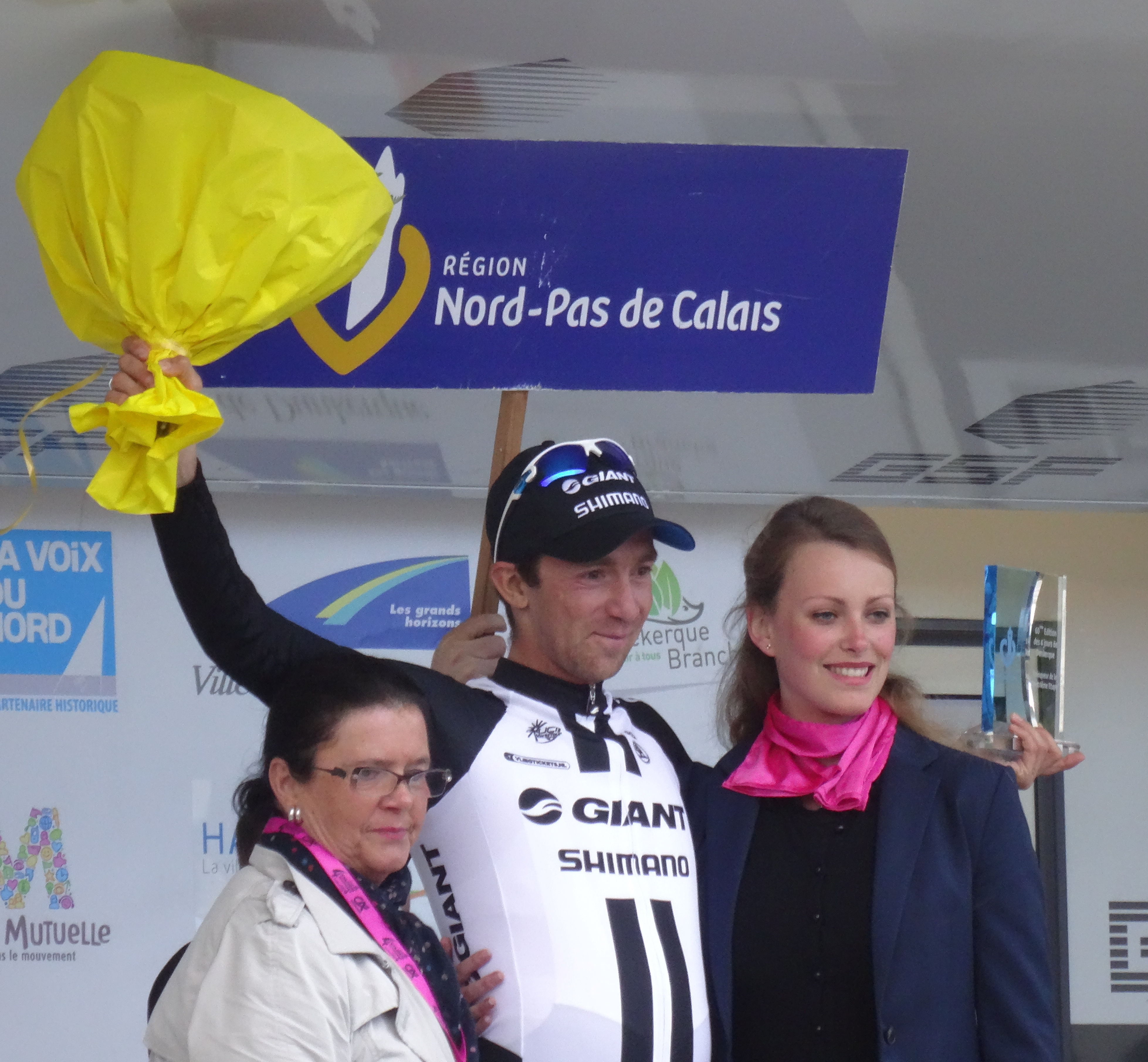
Thierry Hupond, vainqueur de l'étape[A 17].
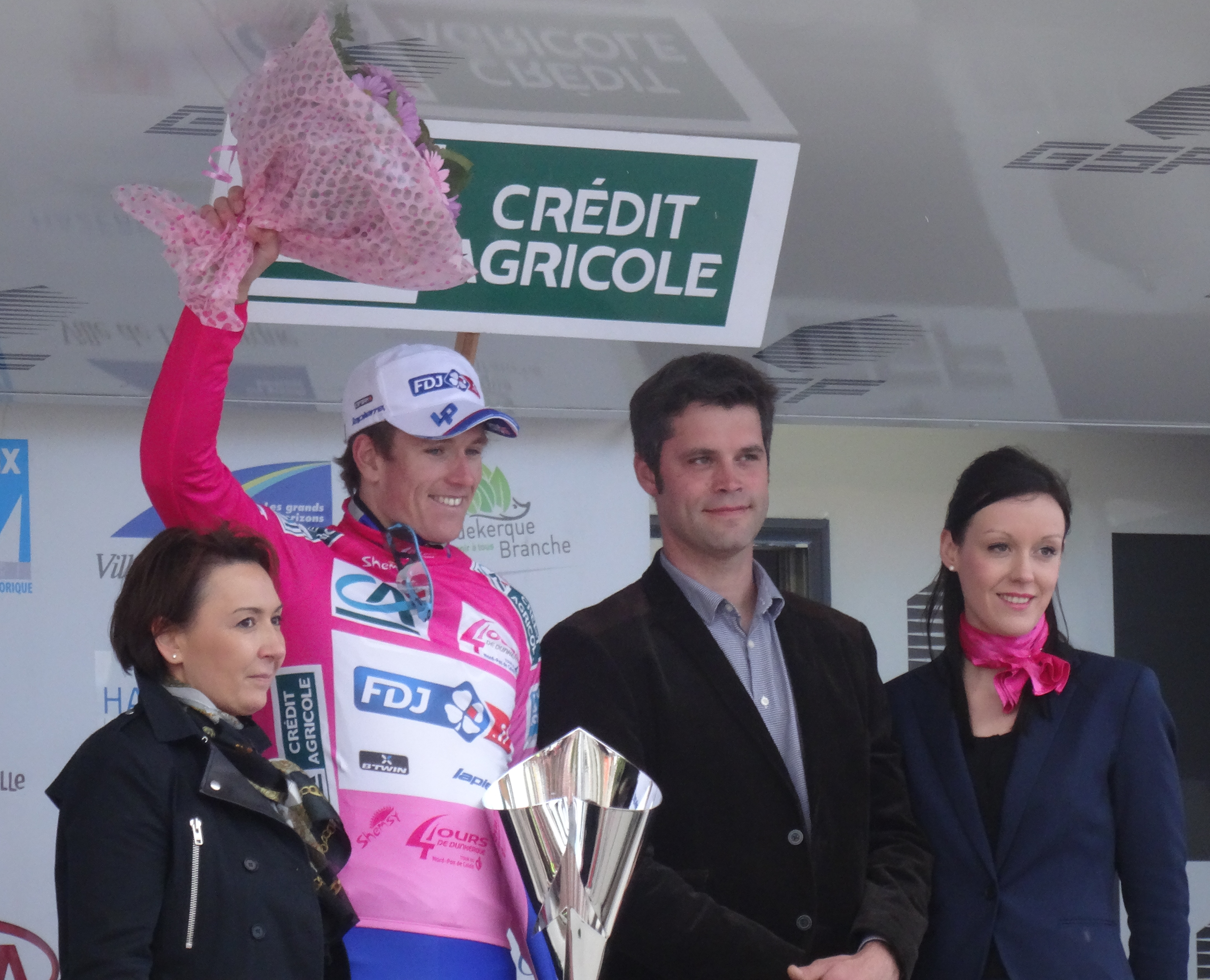
Arnaud Démare, leader du classement général.
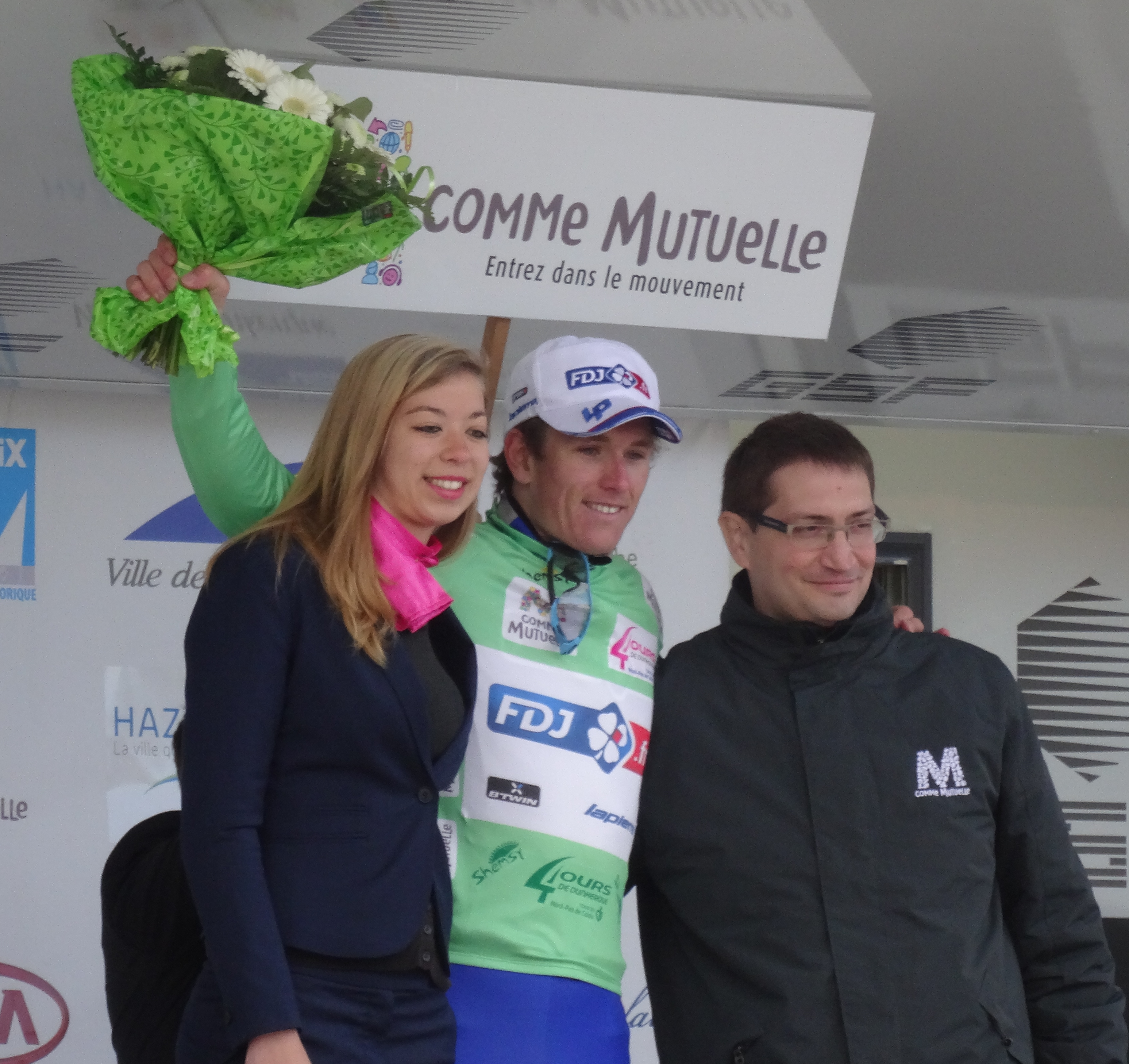
Arnaud Démare, leader du classement par points.
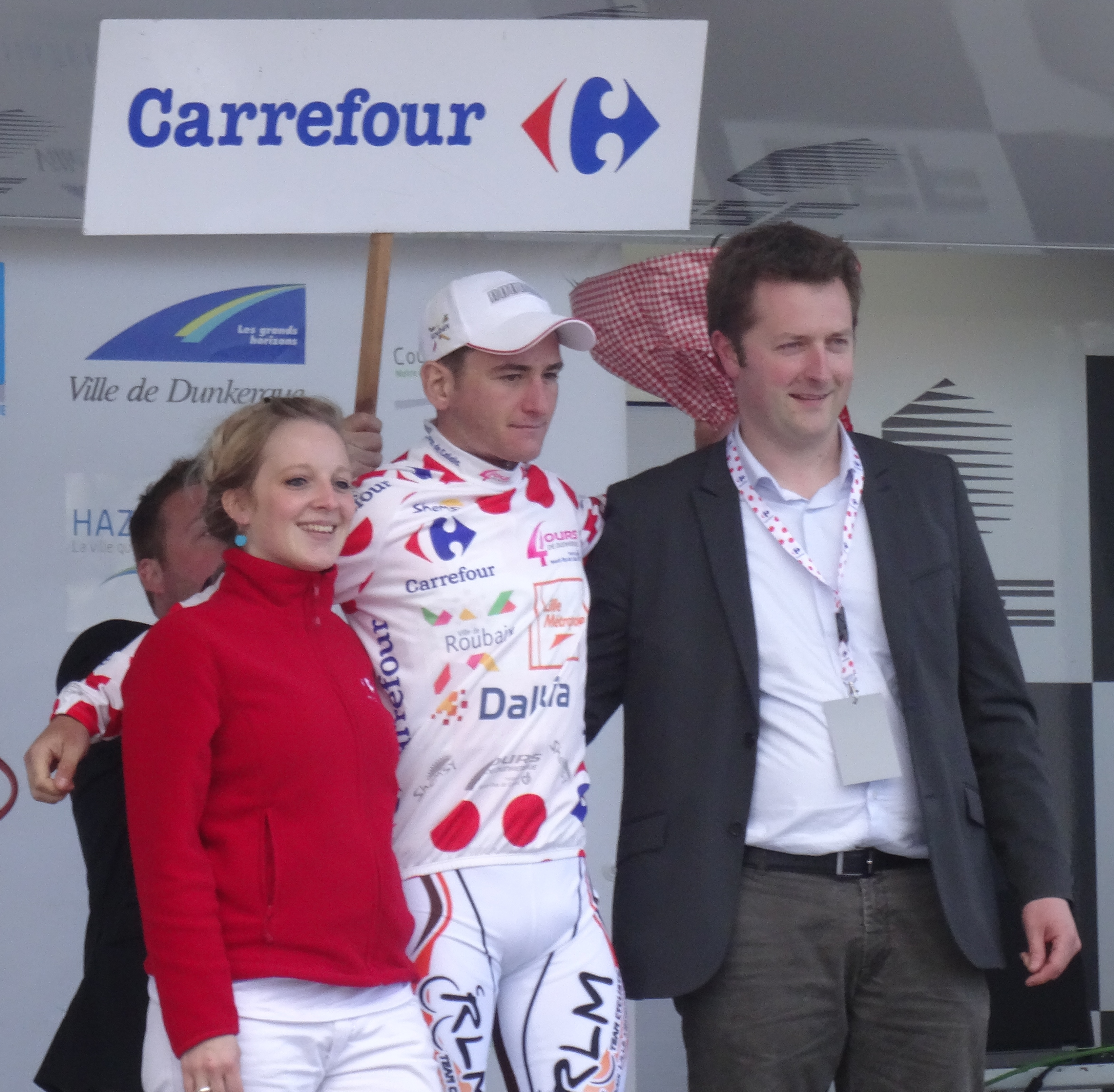
Rudy Kowalski, leader du classement du meilleur grimpeur.
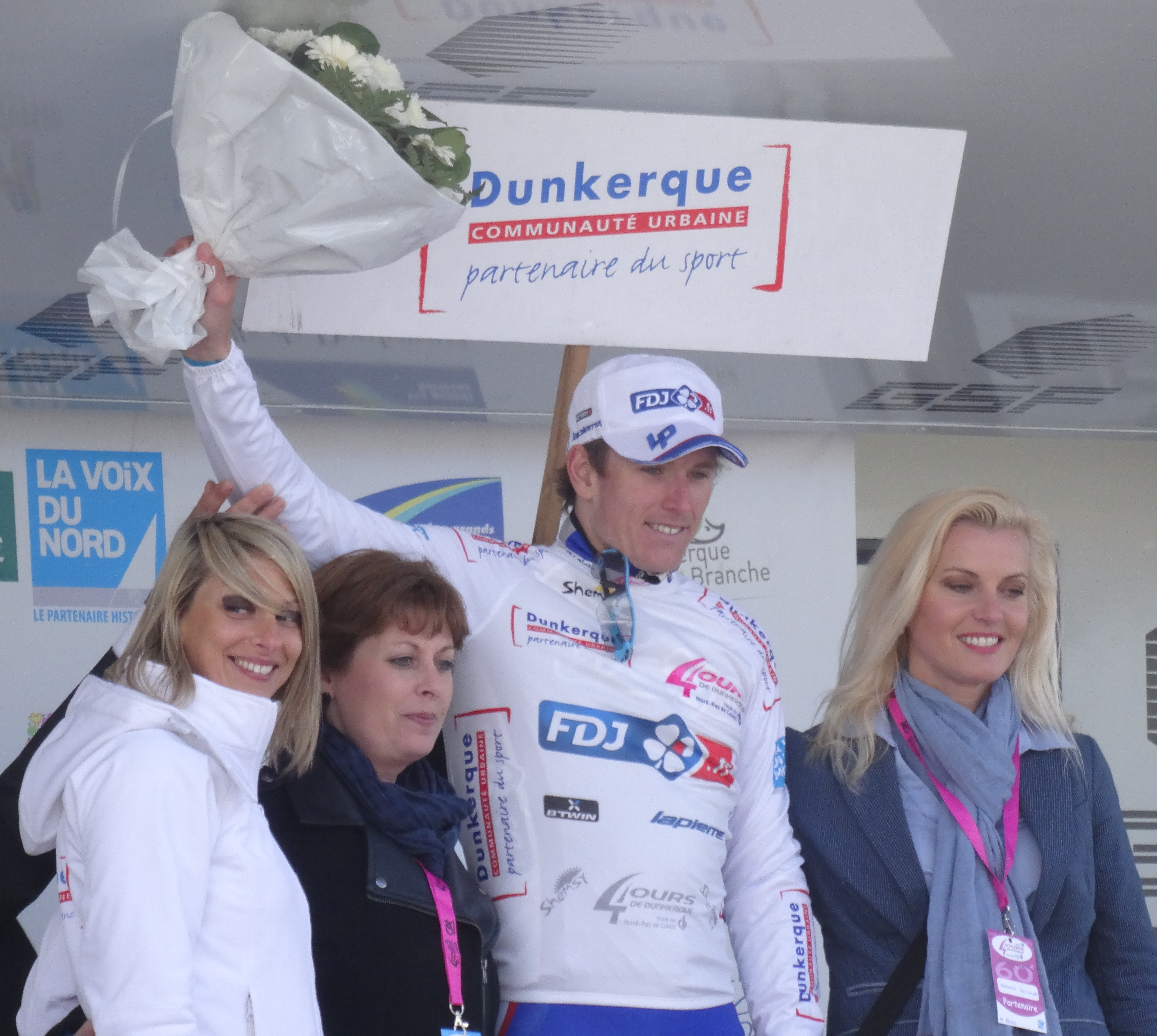
Arnaud Démare, leader du classement du meilleur jeune.
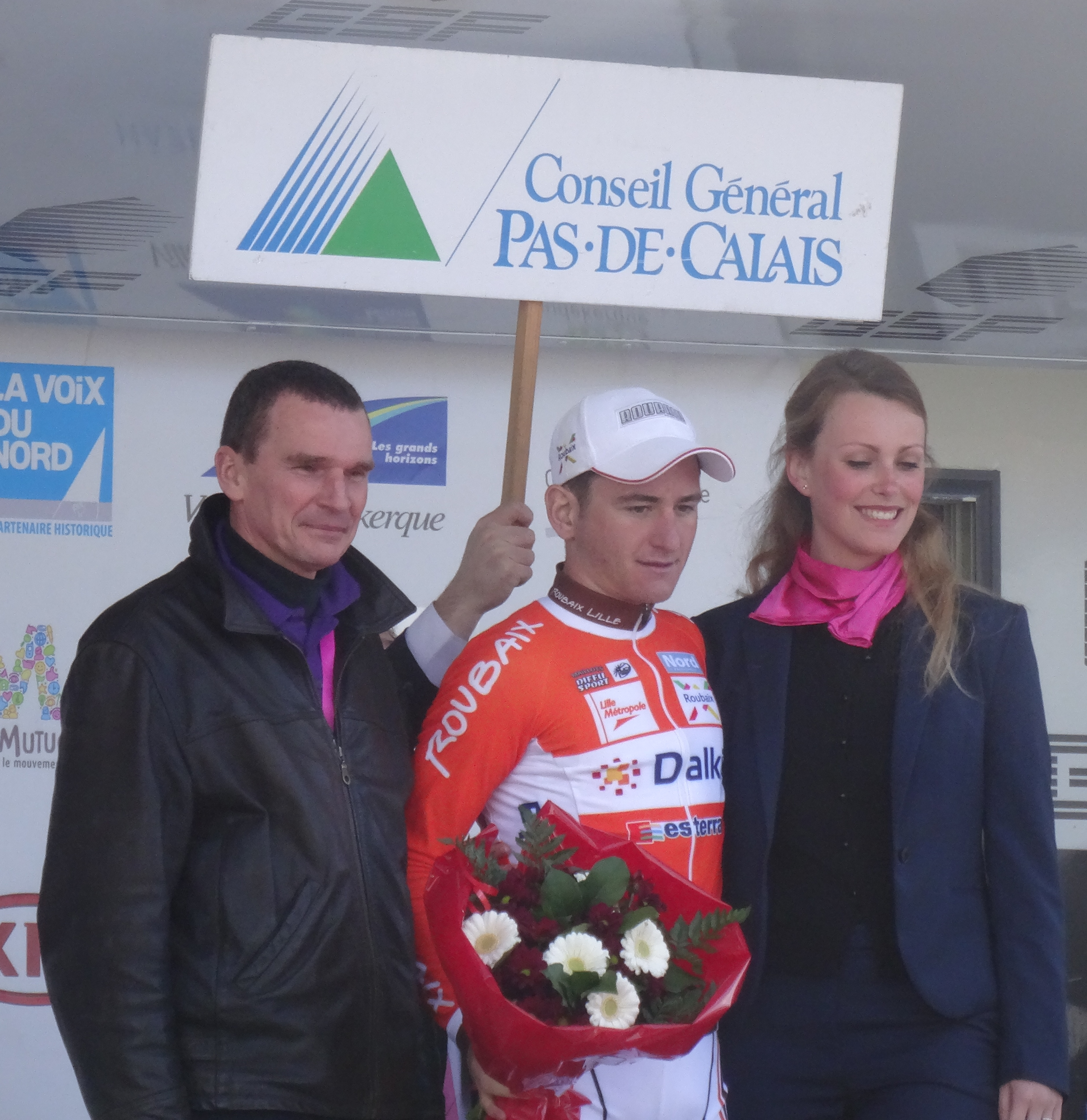
Rudy Kowalski, leader du classement des rushs.
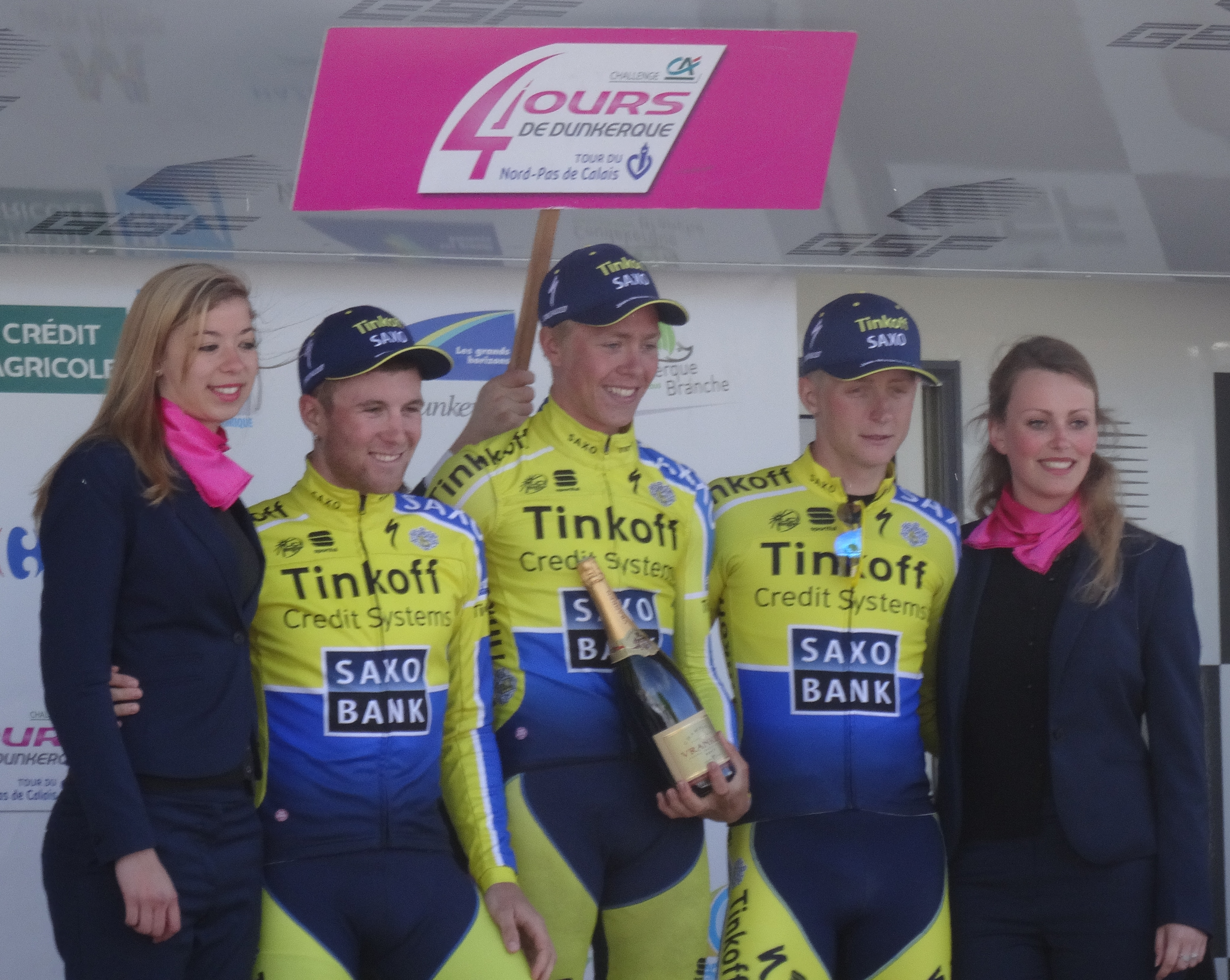
Tinkoff-Saxo, leader du classement par équipes.
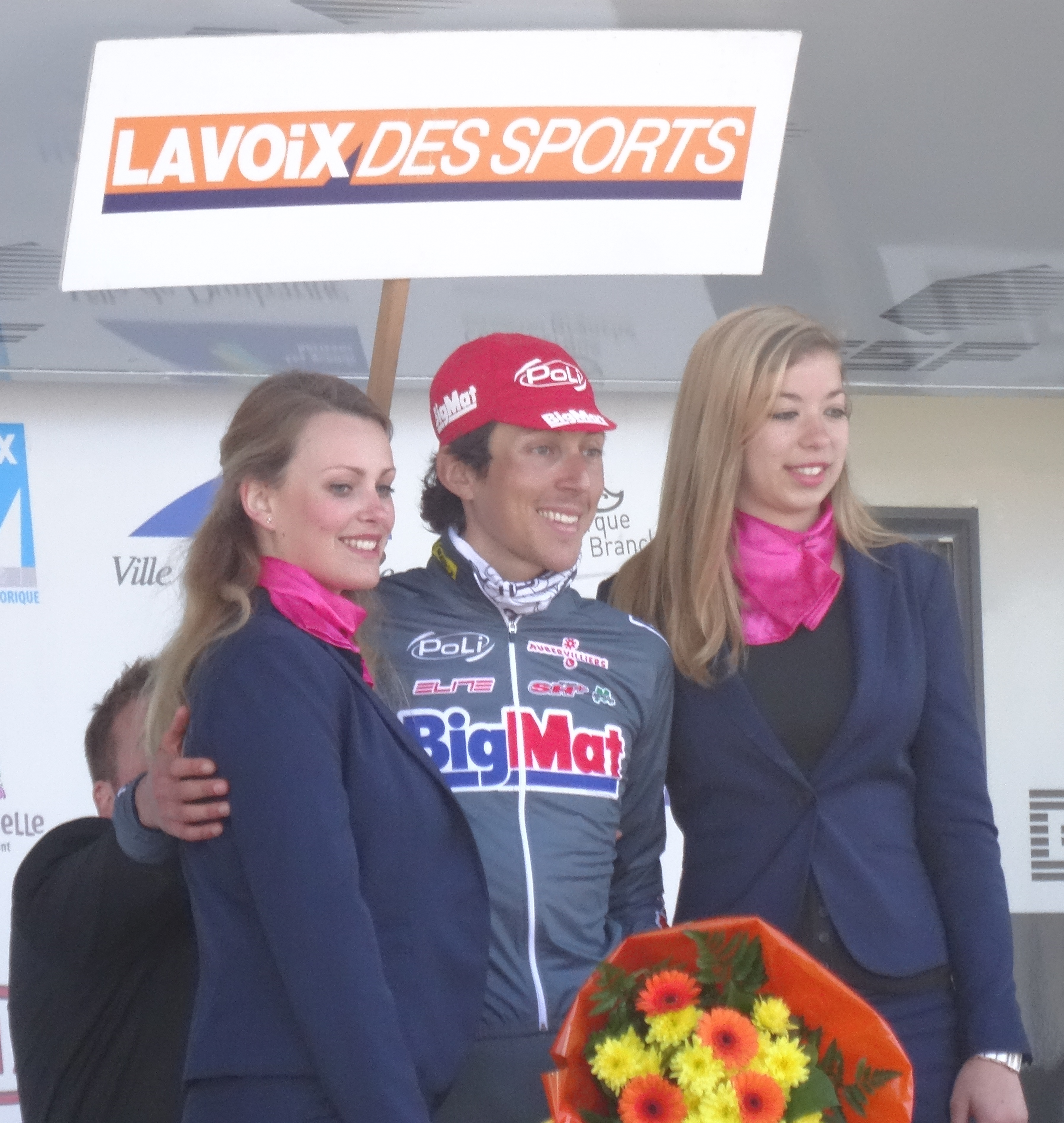
Stéphane Rossetto reçoit le prix de la combativité.

### 5eétape
La cinquième et dernière étape relie le dimanche 11 mai 2014 Saint-Pol-sur-Mer à Dunkerque, en 177,1 kilomètres. Comme les jours précédents, cette étape se dispute sous un vent fort.
Cette étape voit le lancement d'une échappée au bout de 10 kilomètres de course. Figurent dedans cinq coureurs : Gediminas Bagdonas (AG2R La Mondiale), Jimmy Engoulvent (Europcar), Julien Fouchard et Romain Zingle (Cofidis) ainsi que Wouter Mol (Veranclassic-Doltcini). Après avoir compté jusqu'à 7 minutes 30 secondes d'avance, l'équipe FDJ.fr le fait diminuer à 4 minutes à l'entame des neuf tours du circuit final dans Dunkerque. L'équipe française, qui ne fait plus diminuer l'écart, cède ensuite sa place en tête de peloton aux équipes IAM puis Giant-Shimano. Les échappés arrivent cependant à maintenir de l'avance. Devant, Bagdonas tente une première attaque infructueuse à 22 kilomètres de l'arrivée. Fouchard et Zingle échouent également dans leur tentative. À 5 kilomètres du but, les cinq coureurs maintiennent 33 secondes d'avance. Engoulvent attaque 2,5 kilomètres plus loin et seul Zingle parvient à le suivre. Le duo conserve suffisamment de marge pour se disputer la victoire. À 700 mètres de l'arrivée, Engoulvent attaque Zingle qui ne peut suivre car il subit une crevaison. Engoulvent s'impose devant Zingle et Bagdonas, le sprint du peloton est remporté par le maillot rose Arnaud Démare avec un retard de 12 secondes. Démare remporte les Quatre Jours de Dunkerque pour la deuxième année consécutive,. Parmi les 136 coureurs qui étaient au départ le premier jour, seuls 83 coureurs terminent la course.
| Classement de l'étape | Classement de l'étape | Classement de l'étape | Classement de l'étape   | Classement de l'étape |
|                       | Coureur               | Pays                  | Équipe                  | Temps                 |
| --------------------- | --------------------- | --------------------- | ----------------------- | --------------------- |
| 1er                   | Jimmy Engoulvent      | France                | Europcar                | en 4 h 12 min 27 s    |
| 2e                    | Romain Zingle         | Belgique              | Cofidis                 | + 7 s                 |
| 3e                    | Gediminas Bagdonas    | Lituanie              | AG2R La Mondiale        | + 9 s                 |
| 4e                    | Wouter Mol            | Pays-Bas              | Veranclassic-Doltcini   | + 9 s                 |
| 5e                    | Arnaud Démare         | France                | FDJ.fr                  | + 12 s                |
| 6e                    | Matteo Pelucchi       | Italie                | IAM                     | + 12 s                |
| 7e                    | Nikias Arndt          | Allemagne             | Giant-Shimano           | + 12 s                |
| 8e                    | Ralf Matzka           | Allemagne             | NetApp-Endura           | + 12 s                |
| 9e                    | Andreas Stauff        | Allemagne             | MTN-Qhubeka             | + 12 s                |
| 10e                   | Timothy Dupont        | Belgique              | Roubaix Lille Métropole | + 12 s                |
| modifier              |                       |                       |                         |                       |

| Classement général | Classement général | Classement général | Classement général          | Classement général  |
|                    | Coureur            | Pays               | Équipe                      | Temps               |
| ------------------ | ------------------ | ------------------ | --------------------------- | ------------------- |
| 1er                | Arnaud Démare      | France             | FDJ.fr                      | en 22 h 14 min 25 s |
| 2e                 | Sylvain Chavanel   | France             | IAM                         | + 6 s               |
| 3e                 | Michael Valgren    | Danemark           | Tinkoff-Saxo                | + 6 s               |
| 4e                 | Samuel Dumoulin    | France             | AG2R La Mondiale            | + 22 s              |
| 5e                 | Sébastien Delfosse | Belgique           | Wallonie-Bruxelles          | + 22 s              |
| 6e                 | Florian Sénéchal   | France             | Cofidis                     | + 29 s              |
| 7e                 | Pieter Jacobs      | Belgique           | Topsport Vlaanderen-Baloise | + 46 s              |
| 8e                 | Yannick Martinez   | France             | Europcar                    | + 50 s              |
| 9e                 | Steven Tronet      | France             | BigMat-Auber 93             | + 52 s              |
| 10e                | Jan Ghyselinck     | Belgique           | Wanty-Groupe Gobert         | + 52 s              |
| modifier           |                    |                    |                             |                     |

Cérémonie de remise des prix à l'issue de la cinquième et dernière étape
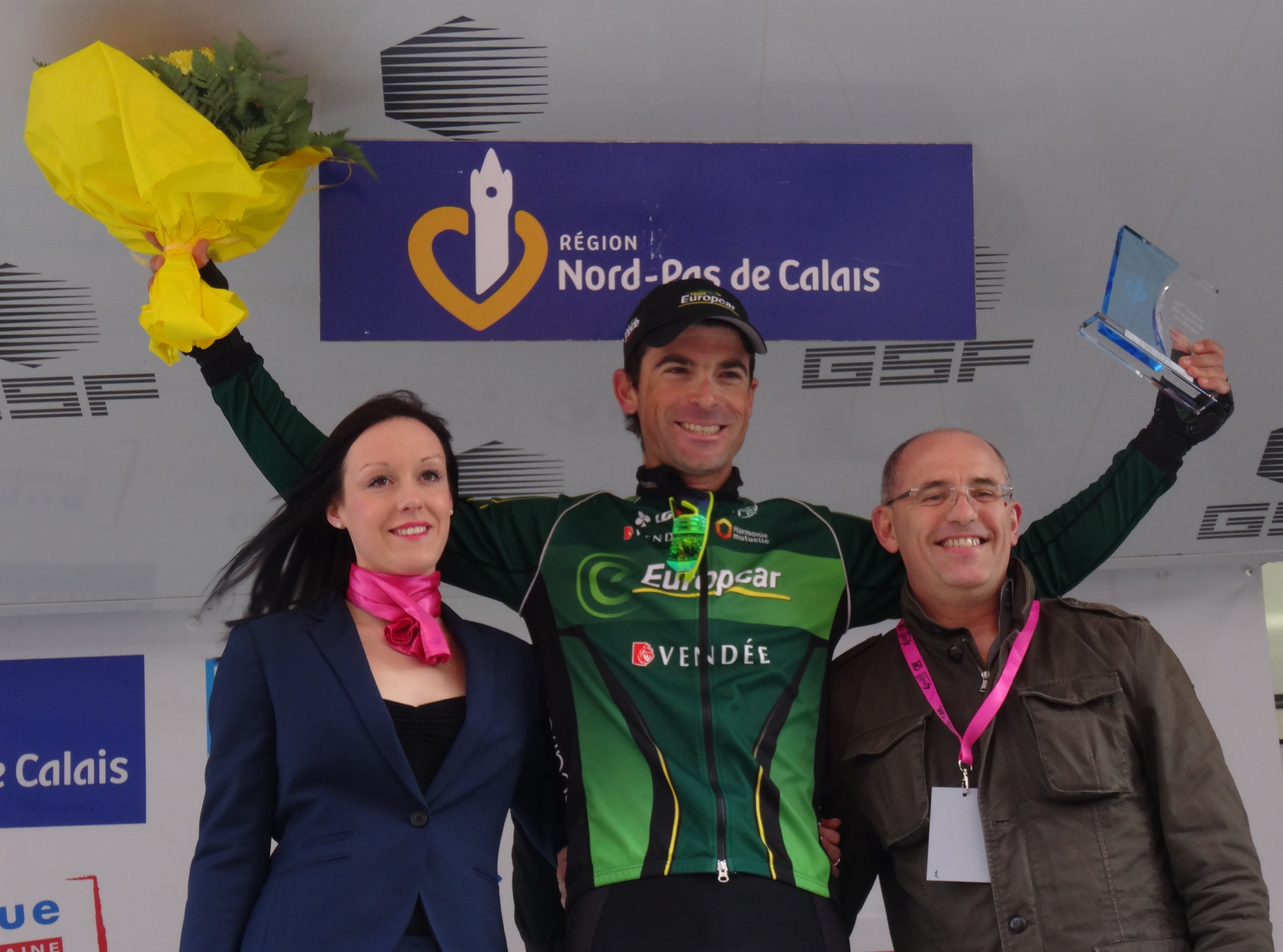
Jimmy Engoulvent, vainqueur de l'étape[A 20].
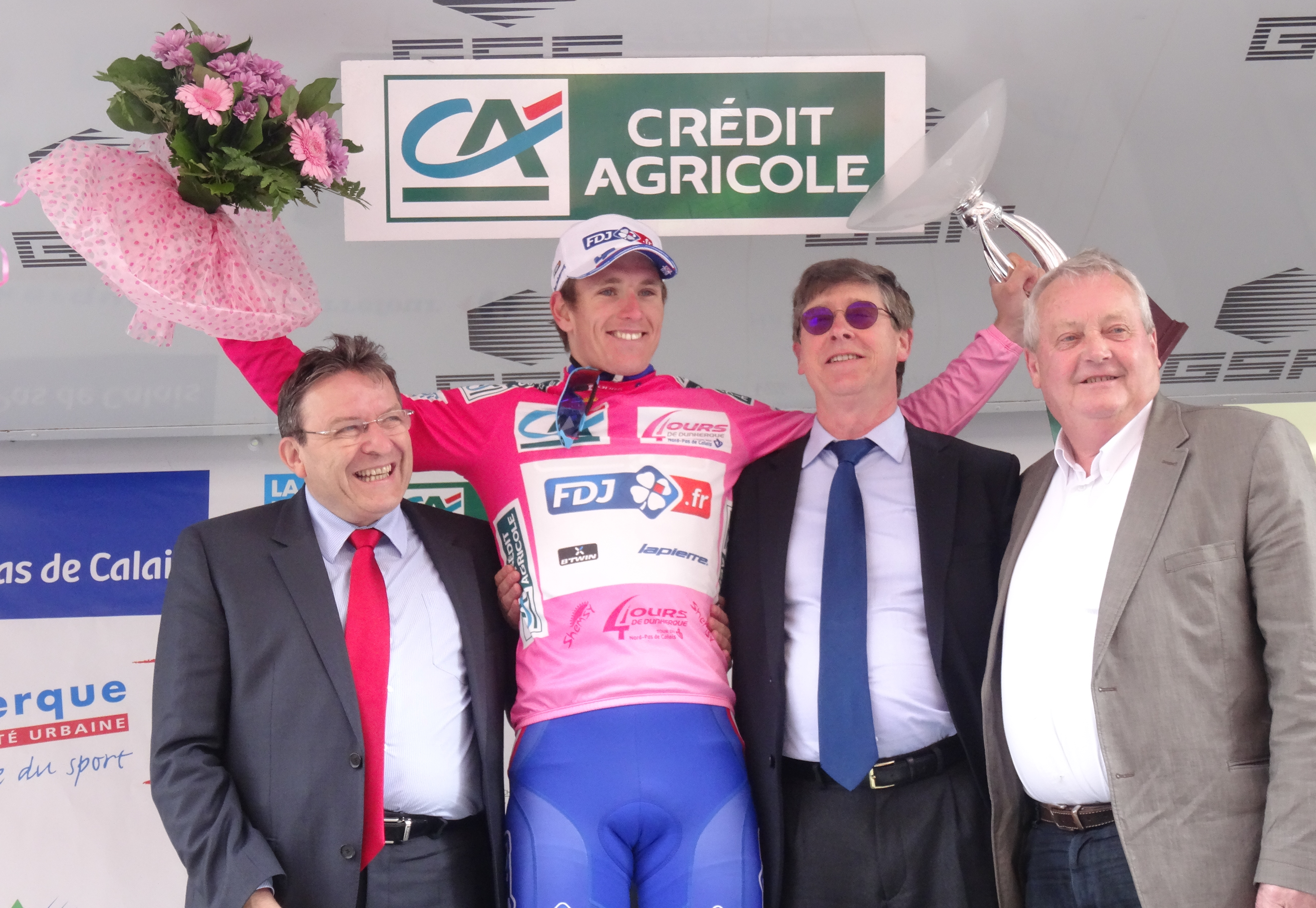
Arnaud Démare, leader du classement général.
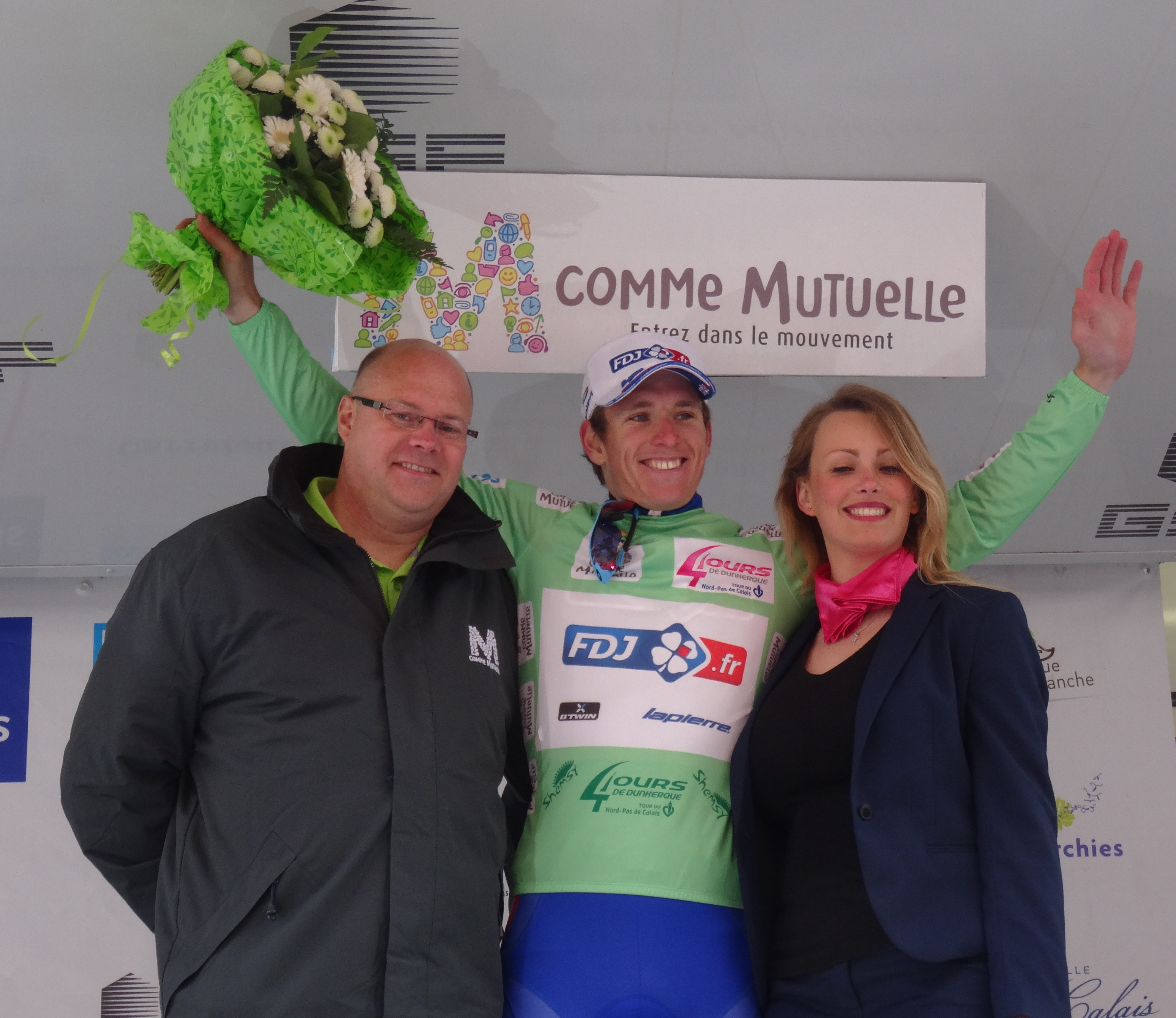
Arnaud Démare, leader du classement par points.
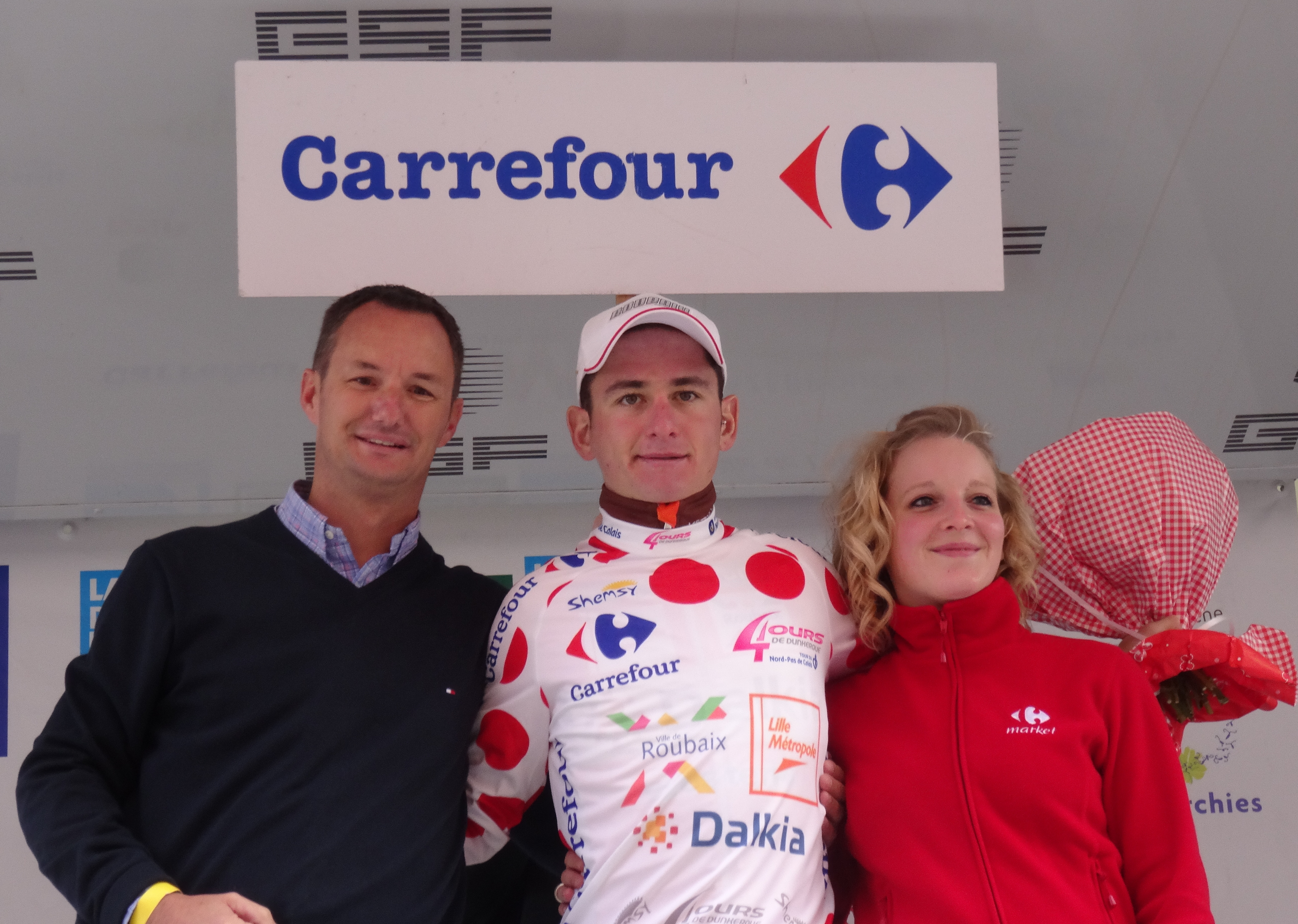
Rudy Kowalski, leader du classement du meilleur grimpeur.
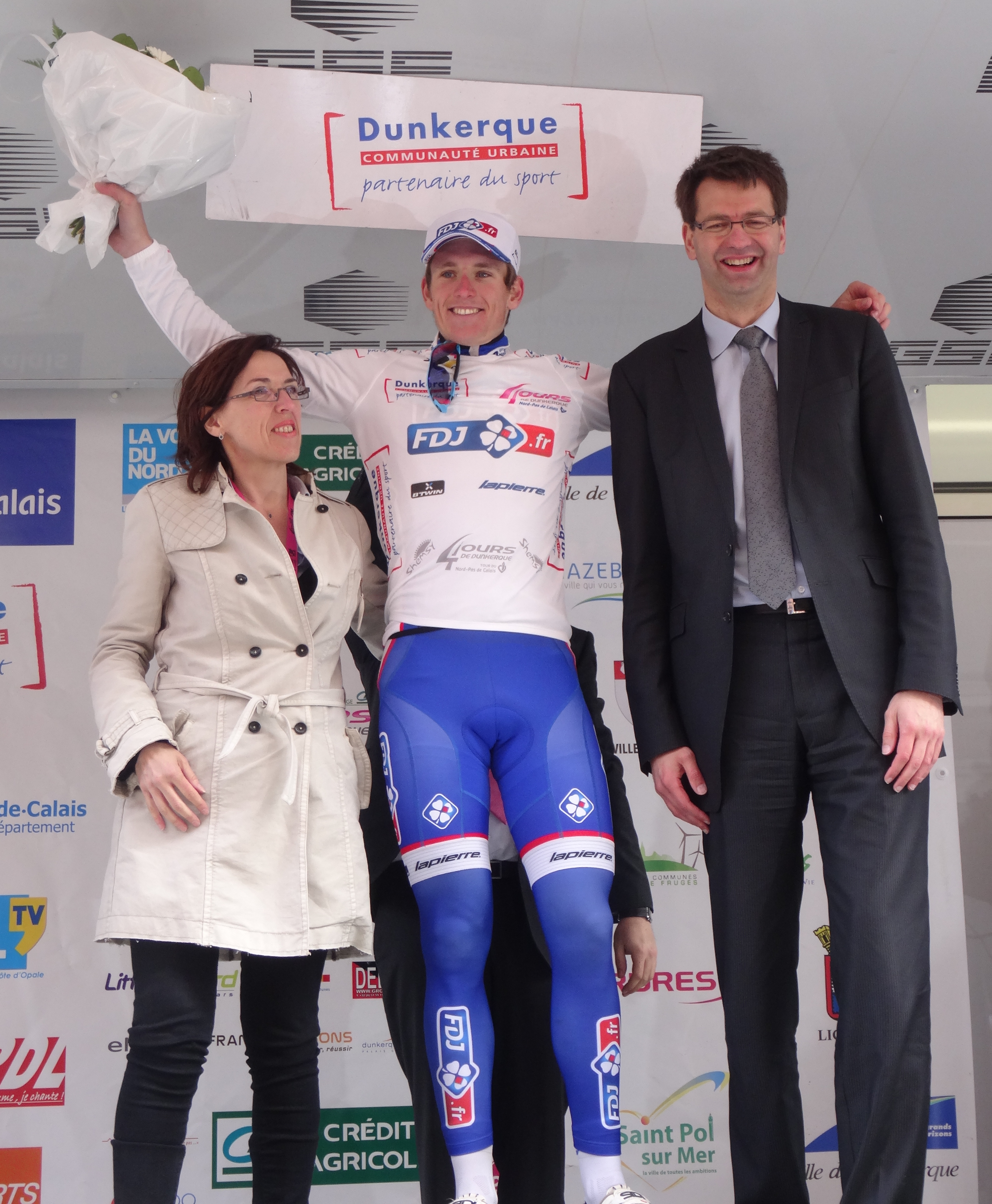
Arnaud Démare, leader du classement du meilleur jeune.
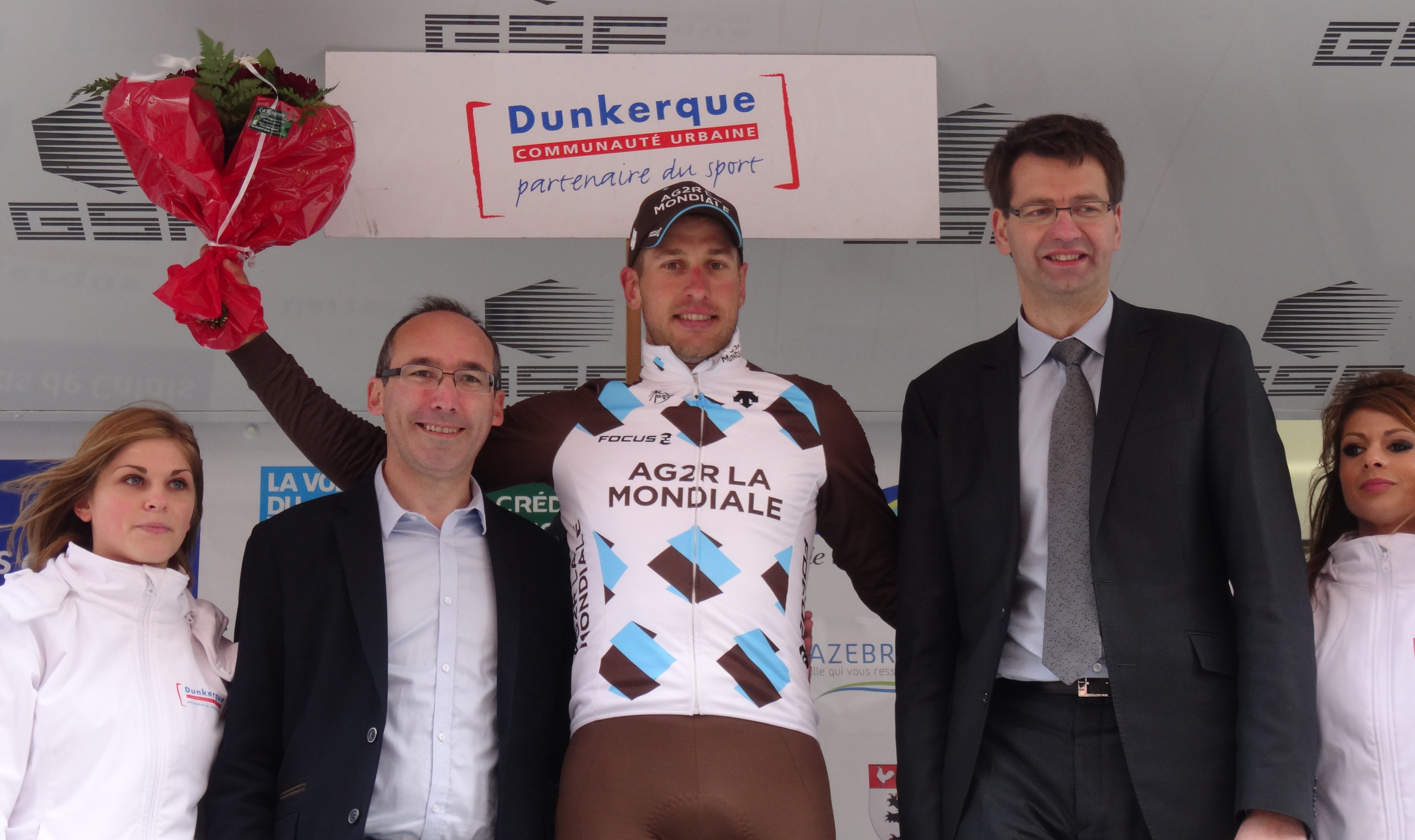
Gediminas Bagdonas, leader du classement des rushs.
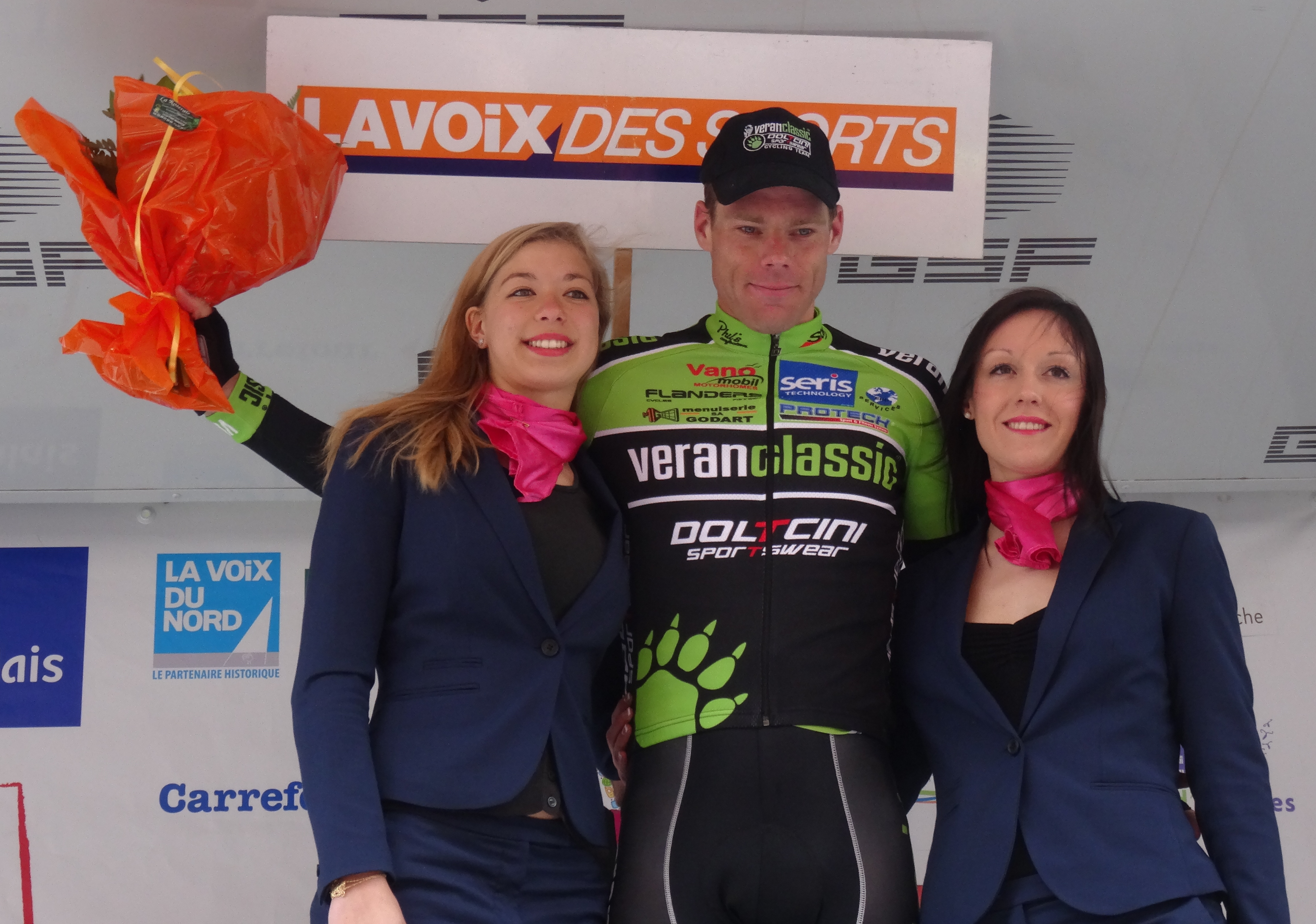
Wouter Mol reçoit le prix de la combativité.
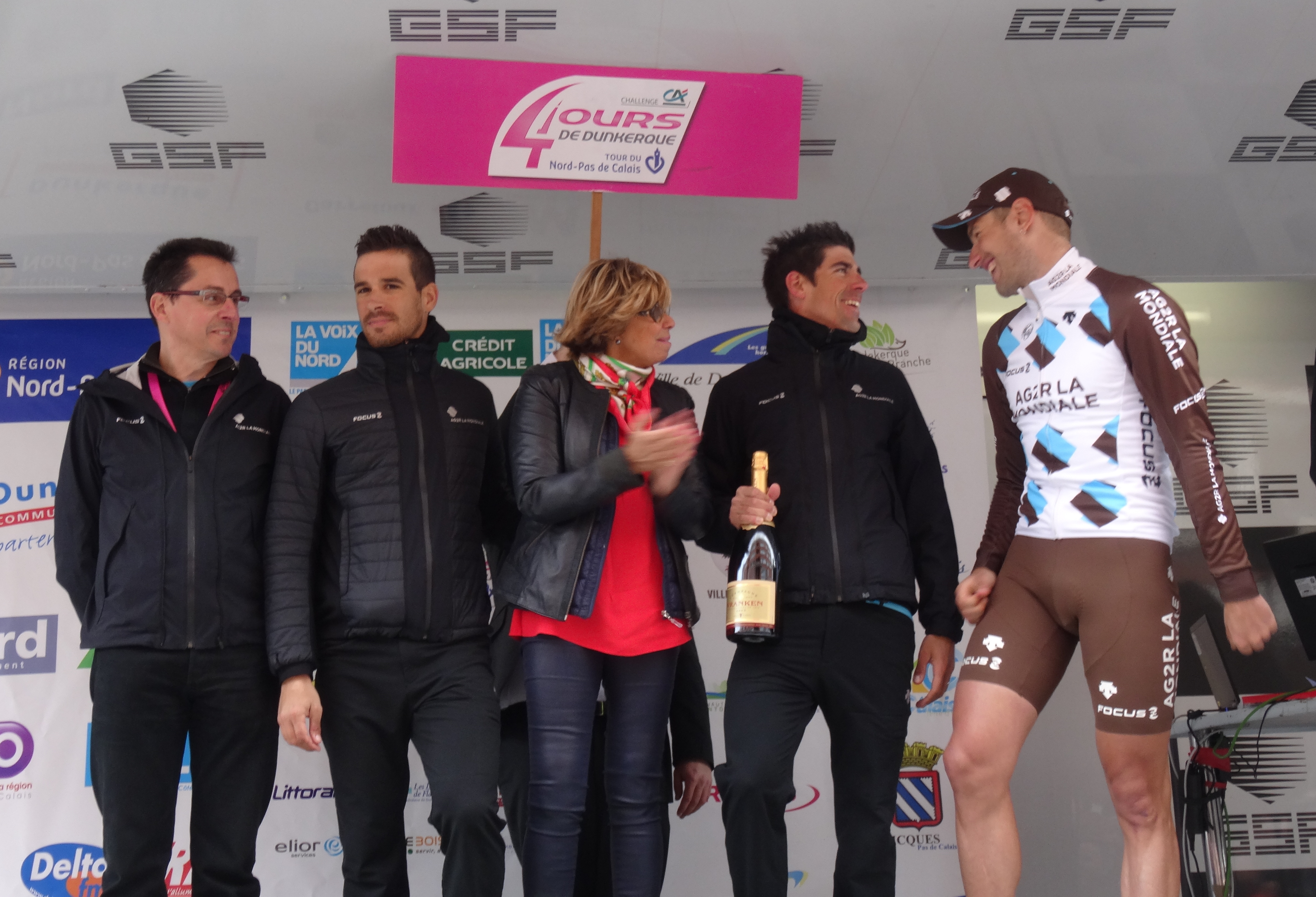
AG2R La Mondiale, leader du classement par équipes.

## Classements finals

### Classement général

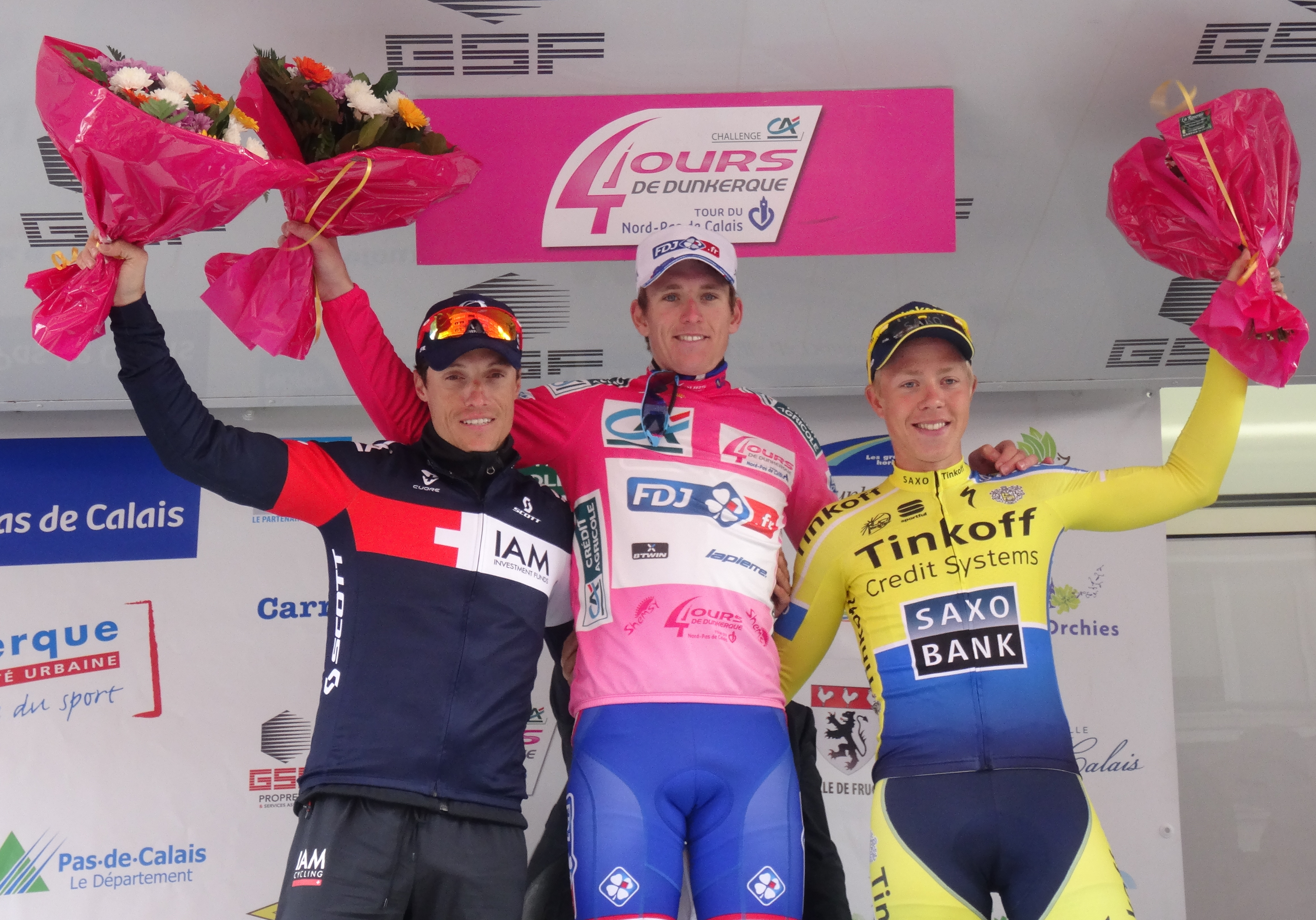
Sylvain Chavanel (2e), Arnaud Démare (1er), et Michael Valgren (3e).

Sur les 136 coureurs qui ont pris le départ lors de la première étape, seuls 83 ont franchi la ligne d'arrivée à l'issue de la cinquième étape. Rudy Kowalski (Roubaix Lille Métropole), meilleur grimpeur, arrive 55e à 30 min 48 s. Le dernier est Tom Goovaerts (Veranclassic-Doltcini) à 1 h 6.

### Classements annexes

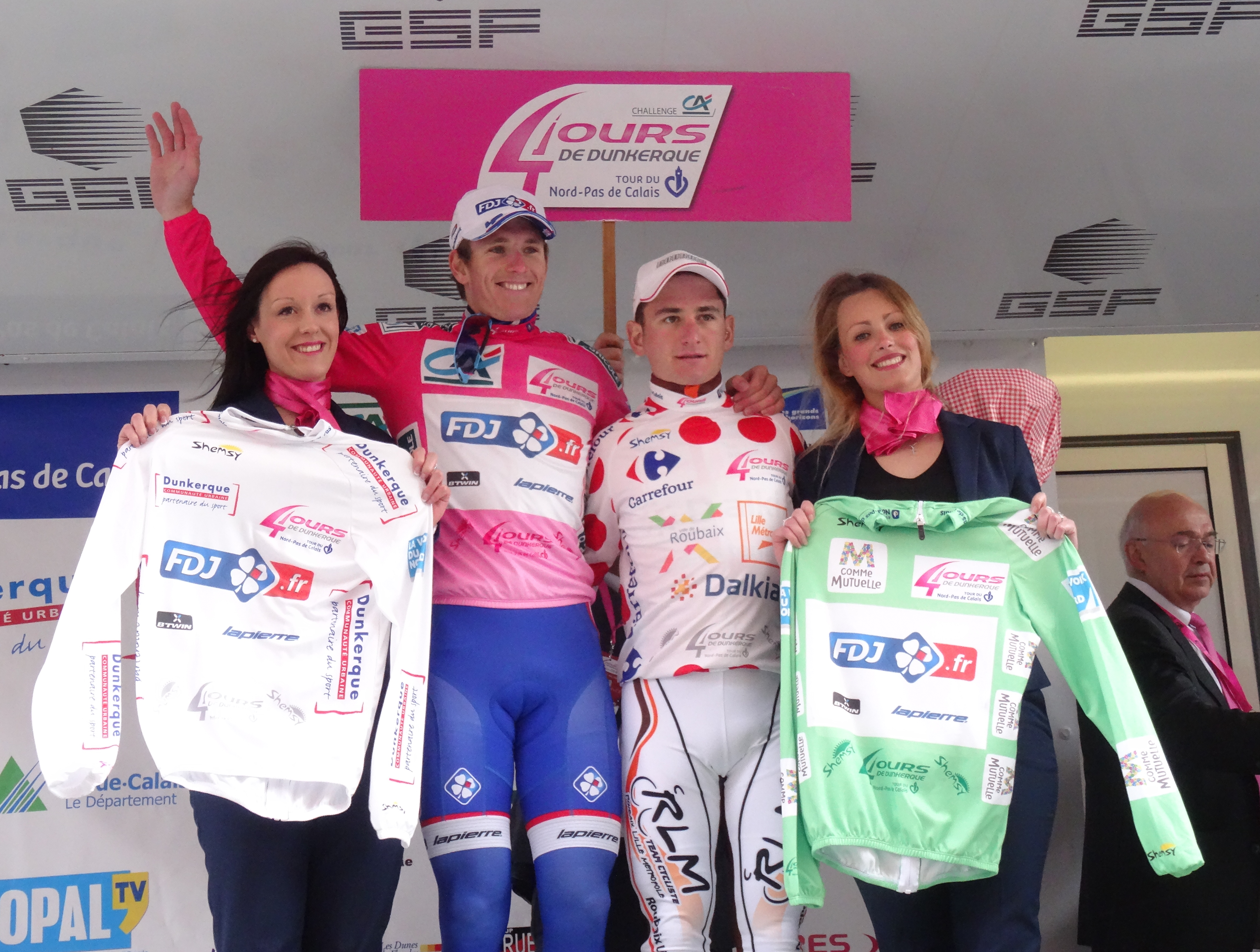
Arnaud Démare portant son maillot rose, avec son maillot vert et son maillot blanc, et Rudy Kowalski portant son maillot à pois.

#### Classement par points
| Classement par points | Classement par points | Classement par points | Classement par points | Classement par points |
| --------------------- | --------------------- | --------------------- | --------------------- | --------------------- |
|                       | Coureur               | Pays                  | Équipe                | Point(s)              |
| 1er                   | Arnaud Démare         | France                | FDJ.fr                | 68 points             |
| 2e                    | Nikias Arndt          | Allemagne             | Giant-Shimano         | 41 pts                |
| 3e                    | Michael Valgren       | Danemark              | Tinkoff-Saxo          | 30 pts                |
| modifier              |                       |                       |                       |                       |

#### Classement du meilleur grimpeur
| Classement du meilleur grimpeur | Classement du meilleur grimpeur | Classement du meilleur grimpeur | Classement du meilleur grimpeur | Classement du meilleur grimpeur |
| ------------------------------- | ------------------------------- | ------------------------------- | ------------------------------- | ------------------------------- |
|                                 | Coureur                         | Pays                            | Équipe                          | Point(s)                        |
| 1er                             | Rudy Kowalski                   | France                          | Roubaix Lille Métropole         | 20 points                       |
| 2e                              | Stéphane Rossetto               | France                          | BigMat-Auber 93                 | 9 pts                           |
| 3e                              | Wouter Mol                      | Pays-Bas                        | Veranclassic-Doltcini           | 7 pts                           |
| modifier                        |                                 |                                 |                                 |                                 |

#### Classement du meilleur jeune

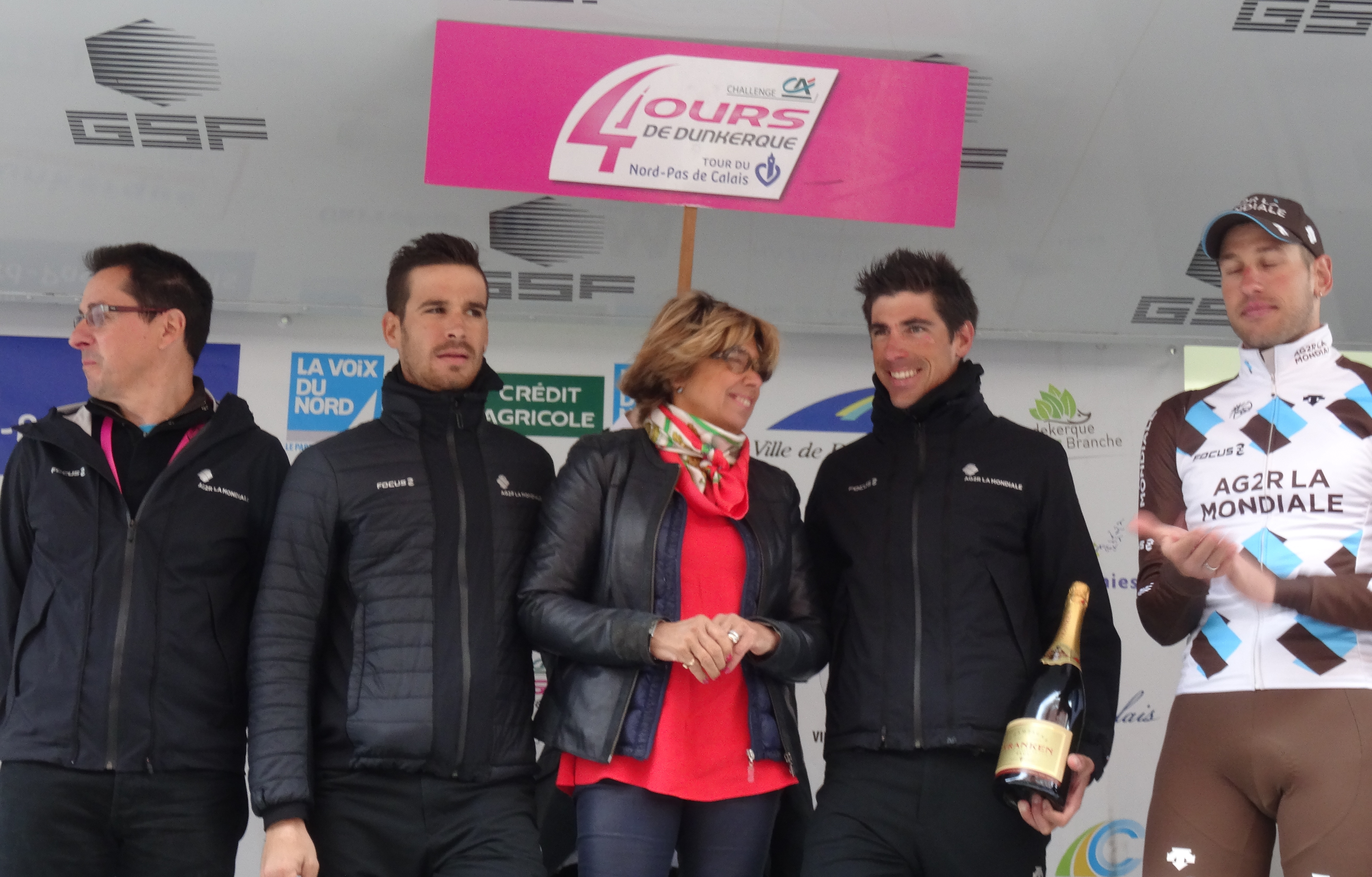
AG2R La Mondiale.

| Classement du meilleur jeune | Classement du meilleur jeune | Classement du meilleur jeune | Classement du meilleur jeune | Classement du meilleur jeune |
|                              | Coureur                      | Pays                         | Équipe                       | Temps                        |
| ---------------------------- | ---------------------------- | ---------------------------- | ---------------------------- | ---------------------------- |
| 1er                          | Arnaud Démare                | France                       | FDJ.fr                       | en 22 h 14 min 25 s          |
| 2e                           | Michael Valgren              | Danemark                     | Tinkoff-Saxo                 | + 6 s                        |
| 3e                           | Florian Sénéchal             | France                       | Cofidis                      | + 29 s                       |
| modifier                     |                              |                              |                              |                              |

#### Classement par équipes
| Classement final par équipes | Classement final par équipes | Classement final par équipes | Classement final par équipes |
|                              | Équipe                       | Pays                         | Temps                        |
| ---------------------------- | ---------------------------- | ---------------------------- | ---------------------------- |
| 1re                          | AG2R La Mondiale             | France                       | en 66 h 45 min 30 s          |
| 2e                           | Wanty-Groupe Gobert          | Belgique                     | + 16 s                       |
| 3e                           | Giant-Shimano                | Pays-Bas                     | + 2 min 39 s                 |
| modifier                     |                              |                              |                              |

### UCI Europe Tour
Ces Quatre Jours de Dunkerque attribuent des points pour l'UCI Europe Tour 2014, par équipes seulement aux coureurs des équipes continentales professionnelles et continentales, individuellement à tous les coureurs sauf ceux faisant partie d'une équipe ayant un label ProTeam.
| Position           | 1er | 2e | 3e | 4e | 5e | 6e | 7e | 8e | 9e | 10e | 11e | 12e | 13e | 14e | 15e |
| Classement général | 100 | 70 | 40 | 30 | 25 | 20 | 15 | 10 | 9  | 8   | 7   | 6   | 5   | 4   | 3   |
| Par étape          | 20  | 14 | 8  | 7  | 6  | 5  | 4  | 2  |    |     |     |     |     |     |     |
| Leader, par étape  | 10  |    |    |    |    |    |    |    |    |     |     |     |     |     |     |

## Évolution des classements
| Étape              | Vainqueur          | Classement général | Classement par points | Classement de la montagne | Classement du meilleur jeune | Classement par équipes      |
| ------------------ | ------------------ | ------------------ | --------------------- | ------------------------- | ---------------------------- | --------------------------- |
| 1                  | Arnaud Démare      | Arnaud Démare      | Arnaud Démare         | Manuele Boaro             | Arnaud Démare                | Topsport Vlaanderen-Baloise |
| 2                  | Arnaud Démare      | Arnaud Démare      | Arnaud Démare         | Manuele Boaro             | Arnaud Démare                | Topsport Vlaanderen-Baloise |
| 3                  | Sylvain Chavanel   | Arnaud Démare      | Arnaud Démare         | Flavien Dassonville       | Arnaud Démare                | AG2R La Mondiale            |
| 4                  | Thierry Hupond     | Arnaud Démare      | Arnaud Démare         | Rudy Kowalski             | Arnaud Démare                | AG2R La Mondiale            |
| 5                  | Jimmy Engoulvent   | Arnaud Démare      | Arnaud Démare         | Rudy Kowalski             | Arnaud Démare                | AG2R La Mondiale            |
| Classements finals | Classements finals | Arnaud Démare      | Arnaud Démare         | Rudy Kowalski             | Arnaud Démare                | AG2R La Mondiale            |

## Diffusion
En local, les quatre-vingt-dix dernières minutes de chaque étape sont retransmises sur les chaînes Wéo et Opal'TV. Il en est de même pour l'avant-course et l'arrivée.
Aux niveaux national et international, c'est la chaîne Eurosport qui retransmet les images de la course.

## Bilan
Cette 60e édition des Quatre Jours de Dunkerque est remportée par le Français Arnaud Démare. Il s'agit de sa deuxième victoire consécutive et il rejoint au palmarès deux coureurs ayant réussi la même performance sur cette épreuve : Jacques Anquetil (1958 et 1959) et Freddy Maertens (1975 et 1976),. Dans une épreuve marquée par l'absence de plusieurs formations du World Tour, les coureurs français ont remporté toutes les étapes et prennent les deux premières places au classement général, Sylvain Chavanel étant deuxième derrière Démare.
La course a été tout particulièrement animée sur cette édition en raison de la variété et de la difficulté du parcours proposé, des conditions météorologiques difficiles, de l'état d'esprit offensif des coureurs présents, ayant permis à plusieurs reprises à des échappées d'être victorieuses d'étapes, et des tactiques des principales équipes présentes. La course a été marquée par la rivalité entre les équipes FDJ.fr et IAM. La première a dominé les premières étapes favorisant la réussite de son chef de file sprinteur Démare, la seconde a été davantage présente dans les trois dernières étapes pour favoriser son leader Sylvain Chavanel et profitant d'un parcours plus vallonné. La formation danoise Tinkoff-Saxo, pour Michael Valgren, a également été particulièrement présente en étant proche tactiquement de l'équipe IAM. Cette rivalité, qui n'a pas été que sportive mais qui s'est prolongé dans les médias et les réseaux sociaux, a culminé dans la quatrième étape où l'équipe FDJ.fr laisse partir une échappée pouvant potentiellement changer complètement le classement général, forçant leurs rivaux à prendre l'initiative en tête de peloton. Cette course, en vue du Tour de France, permet d'illustrer les progrès de IAM, équipe continentale professionnelle, depuis le début de saison ainsi que la position de FDJ.fr, ProTeam, comme équipe dominante du peloton français en 2014.

## Liste des participants
À quelques jours du départ de l'épreuve, les organisateurs publient une liste de départ provisoire, qui comporte d'éventuels remplaçants. Dix-sept équipes de huit coureurs, soit un peloton de 136 unités, sont au départ de la première étape,.
| FDJ.fr FDJ | FDJ.fr FDJ               | FDJ.fr FDJ |
| ---------- | ------------------------ | ---------- |
| Num        | Coureur                  | Pos        |
| 1          | Arnaud Démare (FRA)*     | 1er        |
| 2          | William Bonnet (FRA)     | AB-5       |
| 3          | David Boucher (FRA)      | 46e        |
| 4          | Mickaël Delage (FRA)     | 75e        |
| 5          | Pierrick Fédrigo (FRA)   | 16e        |
| 6          | Anthony Geslin (FRA)     | AB-5       |
| 7          | Matthieu Ladagnous (FRA) | 27e        |
| 8          | Yoann Offredo (FRA)      | 25e        |

| Bretagne-Séché Environnement BSE | Bretagne-Séché Environnement BSE | Bretagne-Séché Environnement BSE |
| -------------------------------- | -------------------------------- | -------------------------------- |
| Num                              | Coureur                          | Pos                              |
| 11                               | Arnaud Gérard (FRA)              | AB-4                             |
| 12                               | Jean-Marc Bideau (FRA)           | 35e                              |
| 13                               | Erwann Corbel (FRA)*             | AB-5                             |
| 14                               | Florian Guillou (FRA)            | 71e                              |
| 15                               | Clément Koretzky (FRA)*          | NP-4                             |
| 16                               | Christophe Laborie (FRA)         | 73e                              |
| 17                               | Benjamin Le Montagner (FRA)      | AB-4                             |
| 18                               | Pierre-Luc Périchon (FRA)        | 14e                              |

| Giant-Shimano GIA | Giant-Shimano GIA         | Giant-Shimano GIA |
| ----------------- | ------------------------- | ----------------- |
| Num               | Coureur                   | Pos               |
| 21                | Ramon Sinkeldam (NED)     | 51e               |
| 22                | Jonas Ahlstrand (SWE)*    | AB-4              |
| 23                | Nikias Arndt (GER)*       | 15e               |
| 24                | Brian Bulgaç (NED)        | 36e               |
| 25                | Johannes Fröhlinger (GER) | 37e               |
| 26                | Thierry Hupond (FRA)      | 28e               |
| 27                | Loh Sea Keong (MAS)       | AB-1              |
| 28                | Thomas Peterson (USA)     | 80e               |

| AG2R La Mondiale # ALM | AG2R La Mondiale # ALM   | AG2R La Mondiale # ALM |
| ---------------------- | ------------------------ | ---------------------- |
| Num                    | Coureur                  | Pos                    |
| 31                     | Samuel Dumoulin (FRA)    | 4e                     |
| 32                     | Gediminas Bagdonas (LTU) | 62e                    |
| 33                     | Steve Chainel (FRA)      | AB-3                   |
| 34                     | Maxime Daniel (FRA)*     | AB-3                   |
| 35                     | Hugo Houle (CAN)*        | 26e                    |
| 36                     | Blel Kadri (FRA)         | AB-4                   |
| 37                     | Sébastien Minard (FRA)   | 12e                    |
| 38                     | Lloyd Mondory (FRA)      | 21e                    |

| IAM | IAM                    | IAM  |
| --- | ---------------------- | ---- |
| Num | Coureur                | Pos  |
| 41  | Sylvain Chavanel (FRA) | 2e   |
| 42  | Marcel Aregger (AUT)*  | 49e  |
| 43  | Kevyn Ista (BEL)       | 57e  |
| 44  | Dominic Klemme (GER)   | 50e  |
| 45  | Roger Kluge (GER)      | 39e  |
| 46  | Gustav Larsson (SWE)   | 32e  |
| 47  | Matteo Pelucchi (ITA)  | 59e  |
| 48  | Jérôme Pineau (FRA)    | AB-5 |

| Europcar EUC | Europcar EUC           | Europcar EUC |
| ------------ | ---------------------- | ------------ |
| Num          | Coureur                | Pos          |
| 51           | Jimmy Engoulvent (FRA) | 63e          |
| 52           | Yohann Gène (FRA)      | 58e          |
| 53           | Vincent Jérôme (FRA)   | 42e          |
| 54           | Christophe Kern (FRA)  | AB-1         |
| 55           | Morgan Lamoisson (FRA) | AB-4         |
| 56           | Yannick Martinez (FRA) | 8e           |
| 57           | Bryan Nauleau (FRA)    | AB-5         |
| 58           | Alexandre Pichot (FRA) | 20e          |

| Topsport Vlaanderen-Baloise TSV | Topsport Vlaanderen-Baloise TSV | Topsport Vlaanderen-Baloise TSV |
| ------------------------------- | ------------------------------- | ------------------------------- |
| Num                             | Coureur                         | Pos                             |
| 61                              | Tom Van Asbroeck (BEL)*         | 22e                             |
| 62                              | Victor Campenaerts (BEL)*       | AB-2                            |
| 63                              | Tim Declercq (BEL)              | 13e                             |
| 64                              | Pieter Jacobs (BEL)             | 7e                              |
| 65                              | Jonas Rickaert (BEL)*           | 43e                             |
| 66                              | Stijn Steels (BEL)*             | AB-4                            |
| 67                              | Kenneth Vanbilsen (BEL)*        | AB-4                            |
| 68                              | Otto Vergaerde (BEL)*           | AB-5                            |

| Wanty-Groupe Gobert WGG | Wanty-Groupe Gobert WGG  | Wanty-Groupe Gobert WGG |
| ----------------------- | ------------------------ | ----------------------- |
| Num                     | Coureur                  | Pos                     |
| 71                      | Laurens De Vreese (BEL)  | 18e                     |
| 72                      | Francis De Greef (BEL)   | 53e                     |
| 73                      | Tim De Troyer (BEL)*     | 64e                     |
| 74                      | Jempy Drucker (LUX)      | 45e                     |
| 75                      | Jan Ghyselinck (BEL)     | 10e                     |
| 76                      | Marco Minnaard (NED)     | AB-2                    |
| 77                      | Nico Sijmens (BEL)       | 66e                     |
| 78                      | Frederik Veuchelen (BEL) | 34e                     |

| Cofidis COF | Cofidis COF               | Cofidis COF |
| ----------- | ------------------------- | ----------- |
| Num         | Coureur                   | Pos         |
| 81          | Adrien Petit (FRA)*       | AB-5        |
| 82          | Edwig Cammaerts (BEL)     | 47e         |
| 83          | Julien Fouchard (FRA)     | 68e         |
| 84          | Christophe Laporte (FRA)* | 24e         |
| 85          | Guillaume Levarlet (FRA)  | AB-2        |
| 86          | Stéphane Poulhiès (FRA)   | 48e         |
| 87          | Florian Sénéchal (FRA)*   | 6e          |
| 88          | Romain Zingle (BEL)       | 19e         |

| Tinkoff-Saxo TCS | Tinkoff-Saxo TCS             | Tinkoff-Saxo TCS |
| ---------------- | ---------------------------- | ---------------- |
| Num              | Coureur                      | Pos              |
| 91               | Matti Breschel (DEN)         | AB-5             |
| 92               | Michael Valgren (DEN)*       | 3e               |
| 93               | Jesper Hansen (DEN)*         | AB-5             |
| 94               | Michal Kolář (SVK)*          | 79e              |
| 95               | Marko Kump (SLO)             | AB-5             |
| 96               | Manuele Boaro (ITA)          | AB-3             |
| 97               | Michael Mørkøv (DEN) (Route) | 29e              |
| 98               | Oliver Zaugg (SUI)           | AB-5             |

| MTN-Qhubeka MTN | MTN-Qhubeka MTN          | MTN-Qhubeka MTN |
| --------------- | ------------------------ | --------------- |
| Num             | Coureur                  | Pos             |
| 101             | Gerald Ciolek (GER)      | AB-5            |
| 102             | Fregalsi Debesay (ERI)   | AB-4            |
| 103             | Adrien Niyonshuti (RWA)  | AB-5            |
| 104             | Martin Reimer (GER)      | 65e             |
| 105             | Kristian Sbaragli (ITA)* | AB-1            |
| 106             | Songezo Jim (RSA)*       | AB-5            |
| 107             | Andreas Stauff (GER)     | 67e             |
| 108             | Martin Wesemann (RSA)    | 74e             |

| NetApp-Endura TNE | NetApp-Endura TNE          | NetApp-Endura TNE |
| ----------------- | -------------------------- | ----------------- |
| Num               | Coureur                    | Pos               |
| 111               | Sam Bennett (IRL)*         | AB-4              |
| 112               | Cesare Benedetti (ITA)     | 56e               |
| 113               | Blaž Jarc (SLO)            | 70e               |
| 114               | Ralf Matzka (GER)*         | 61e               |
| 115               | Jonathan McEvoy (GBR)*     | 82e               |
| 116               | Erick Rowsell (GBR)*       | 81e               |
| 117               | Daniel Schorn (AUT)        | AB-4              |
| 118               | Michael Schwarzmann (GER)* | 60e               |

| BigMat-Auber 93 BIG | BigMat-Auber 93 BIG        | BigMat-Auber 93 BIG |
| ------------------- | -------------------------- | ------------------- |
| Num                 | Coureur                    | Pos                 |
| 121                 | Steven Tronet (FRA)        | 9e                  |
| 122                 | Frédéric Brun (FRA)        | AB-4                |
| 123                 | Flavien Dassonville (FRA)* | AB-5                |
| 124                 | Pierre Gouault (FRA)*      | 69e                 |
| 125                 | Alo Jakin (EST)            | 41e                 |
| 126                 | Maxime Renault (FRA)*      | AB-4                |
| 127                 | Stéphane Rossetto (FRA)    | 54e                 |
| 128                 | Théo Vimpère (FRA)*        | 78e                 |

| Roubaix Lille Métropole RLM | Roubaix Lille Métropole RLM | Roubaix Lille Métropole RLM |
| --------------------------- | --------------------------- | --------------------------- |
| Num                         | Coureur                     | Pos                         |
| 131                         | Timothy Dupont (BEL)        | 30e                         |
| 132                         | Julien Duval (FRA)*         | 23e                         |
| 133                         | Quentin Jauregui (FRA)*     | AB-5                        |
| 134                         | Rudy Kowalski (FRA)*        | 55e                         |
| 135                         | Jean-Lou Paiani (FRA)       | AB-3                        |
| 136                         | Romain Pillon (FRA)*        | 77e                         |
| 137                         | Jimmy Turgis (FRA)*         | 40e                         |
| 138                         | Maxime Vantomme (BEL)       | 11e                         |

| La Pomme Marseille 13 LPM | La Pomme Marseille 13 LPM   | La Pomme Marseille 13 LPM |
| ------------------------- | --------------------------- | ------------------------- |
| Num                       | Coureur                     | Pos                       |
| 141                       | Julien Antomarchi (FRA)     | AB-2                      |
| 142                       | Julien El Fares (FRA)       | AB-5                      |
| 143                       | Benjamin Giraud (FRA)       | AB-5                      |
| 144                       | Domingos Gonçalves (POR)    | AB-4                      |
| 145                       | José Gonçalves (POR)        | 33e                       |
| 146                       | Yoann Paillot (FRA)*        | 52e                       |
| 147                       | Thomas Rostollan (FRA)      | AB-4                      |
| 148                       | Clément Saint-Martin (FRA)* | 38e                       |

| Veranclassic-Doltcini VER | Veranclassic-Doltcini VER | Veranclassic-Doltcini VER |
| ------------------------- | ------------------------- | ------------------------- |
| Num                       | Coureur                   | Pos                       |
| 151                       | Giorgio Brambilla (ITA)   | AB-3                      |
| 152                       | Gorik Gardeyn (BEL)       | 76e                       |
| 153                       | Tom Goovaerts (BEL)       | 83e                       |
| 154                       | Cameron Karwowski (NZL)*  | AB-4                      |
| 155                       | Wouter Mol (NED)          | 31e                       |
| 156                       | Rick Ottema (NED)*        | AB-4                      |
| 157                       | Joeri Stallaert (BEL)*    | NP-2                      |
| 158                       | Sascha Weber (GER)        | AB-5                      |

| Wallonie-Bruxelles WBC | Wallonie-Bruxelles WBC   | Wallonie-Bruxelles WBC |
| ---------------------- | ------------------------ | ---------------------- |
| Num                    | Coureur                  | Pos                    |
| 161                    | Frédéric Amorison (BEL)  | 17e                    |
| 162                    | Quentin Bertholet (BEL)  | AB-5                   |
| 163                    | Sébastien Delfosse (BEL) | 5e                     |
| 164                    | Antoine Demoitié (BEL)*  | 44e                    |
| 165                    | Boris Dron (BEL)         | 72e                    |
| 166                    | Jonathan Dufrasne (BEL)  | AB-5                   |
| 167                    | Loïc Pestiaux (BEL)*     | AB-4                   |
| 168                    | Robin Stenuit (BEL)*     | AB-4                   |